# Шинуазри

Ф. Буше. Китайский сад. Деталь. 1742. Холст, масло. Музей изящных искусств, Безансон

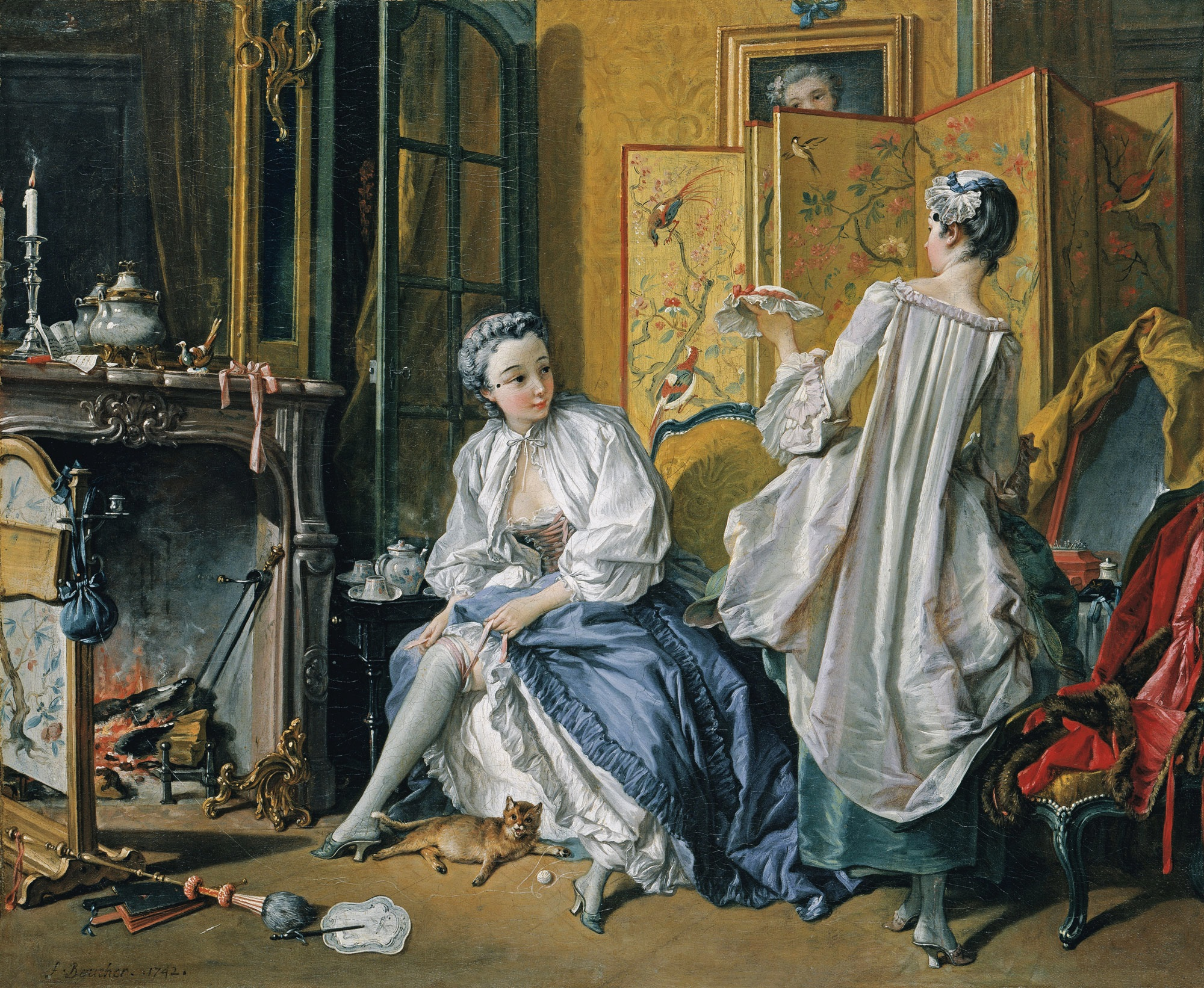
Ф. Буше. Туалет. 1742. Холст, масло. Музей Тиссена-Борнемисы, Мадрид

Шинуазри́, шинуазери́ (фр. chinoiserie — кита́йщина) — использование мотивов и стилевых приёмов традиционного китайского искусства в европейской архитектуре, живописи, декоративно-прикладном искусстве, костюме, оформлении архитектурных интерьеров и устройстве садово-парковых сооружений, преимущественно XVII—XVIII веков. По определению В. Г. Власова: шинуазри это — обобщённое название различных «стилизаций под искусство Китая», которые «в отличие от подлинных произведений китайского искусства представляют собой произвольное, часто далёкое от действительности изображение китайской жизни в представлениях европейцев».
Шинуазри, как и японизмы, является внутристилевым течением, в ином определении: жанром, основанным на подражании восточному искусству, причём, в разные эпохи предметом таких стилизаций становились не только произведения искусства Китая, но вообще экзотика Востока, например сборник «Западно-Восточный диван» Гёте (1819). «Европейские художники соединяли собственно китайские, индийские, японские и даже мавританские мотивы, почерпнутые из самых разных источников, порой искажая их до неузнаваемости и смешивая несовместимые понятия. К примеру, пагодами в XVIII веке называли фигурки „китайцев“ из фарфора, сделанные на европейских мануфактурах. Подобные нелепости искупались игровым, шутливым характером „китайщины“. Никто не требовал точного соответствия прототипам. Чем причудливее была художественная игра, тем более она соответствовала своему содержанию».
Английское название этого течения: «чайна» (china), искажённое: «чина». Шинуазри — один из видов ориентализма, и, в более широком смысле, экзотизма.
Близкое, но редко употребляемое название: сенжери (фр. singerie — обезьянничание) — особый жанр в изобразительном и декоративно-прикладном искусстве, шутливое название забавных композиций с изображениями обезьян, пародирующих занятия людей (например: «обезьяний оркестр»), а также попугаев, экзотических птиц, китайцев и китаянок.

## Зарождение и источники шинуазри
Стилевое течение шинуазри зарождалось в значительной степени под влиянием великих географических открытий XVI—XVII веков и конкретно в связи с деятельностью Голландской Ост-Индской торговой компании, например, в искусстве делфтских фаянсов и подражании китайской лаковой мебели в Голландии, затем в период французского Регентства начала XVIII века и в искусстве стиля рококо середины того же столетия.
Искусство шинуазри на протяжении многих десятилетий развивалось как бы внутри иных художественных стилей: в искусстве венского рококо, южно-австрийского барокко, прусского, или фридерицианского, рококо, саксонского барочно-рокайльного стиля в Дрездене, петровского барокко, елизаветинского барочно-рокайльного стиля и раннего екатерининского классицизма в России, английского неоклассицизма, стиля «чиппендейл» в мебели, и даже в период западноевропейского и русского модерна рубежа XIX—XX веков.
В конце XVII века аристократическую Европу охватило увлечение китайским фарфором. Золотая и серебряная посуда продолжала считаться атрибутом знатности и богатства, однако она уже не могла конкурировать с тонкими и лёгкими фарфоровыми изделиями.
Знакомство с традиционными ремёслами Востока дало толчок многим техническим и художественным открытиям, одним из которых стал европейский фарфор, рецепт которого был изобретён в Саксонии в 1708 году, а первая фарфоровая мануфактура открылась в 1710 году, в Майсене. Саксонские мастера поначалу копировали «китайский стиль». Однако не только китайский фарфор, но и расписные и вышитые шёлковые ткани, изделия из лака и нефрита, японский фарфор какиэмон и имари, японская цветная гравюра и многое другое вызывали зависть европейских монархов, стимулировали фантазию и поиск новых материалов художниками.
На фоне увлечения экзотикой востока возник интерес к китайской изобразительной традиции. Однако этот интерес был поверхностным, без проникновения в восточную философию, в глубинный смысл национального искусства. Знания о Китае у европейцев были скудными, поэтому мастерам XVIII века приходилось домысливать и фантазировать, используя собственные представления и, как правило, совмещая западноевропейские формы, приёмы и методы с элементами восточного искусства, обычно почерпнутого через вторичных источников. Вначале европейские мастера довольно робко изображали вымышленную жизнь китайцев и китаянок, пагоды и китайские домики на фоне знакомого им сельского европейского пейзажа. Таковы ранние изделия из фаянса и фарфора с росписью «под Китай», голландская мебель с ножками кабриоль и вмонтированными подлинными, но безжалостно распиленными, китайскими лаковыми панно, изделия делфтского фаянса с «китайской росписью» в европейских барочно-рокайльных обрамлениях, фигурки китайцев и китаянок в малой фарфоровой пластике мануфактуры в Майсене.
Примерно в это же время в Европе возникает культура чаепития, отсюда мода на парковые павильоны в виде «китайских чайных домиков». Обязательным дополнением к «регулярным» или «пейзажным» паркам стали «китайские садики», «китайские деревни», «китайские мостики» с драконами и мандаринами под зонтиками. Камерная эстетика французских стилей Регентства и рококо способствовала увлечению экзотическими вещицами, так называемыми багателями. «Китайские комнаты» и «фарфоровые кабинеты» стали обязательной принадлежностью императорских дворцов и аристократических особняков.
После путешествия по странам Дальнего Востока в 1875 году франко-германский коммерсант Зигфрид Бинг открыл в Париже магазин «Ворота в Китай» (La Porte Chinoise), в котором стал продавать произведения искусства Китая и Японии. В декабре 1895 года Бинг открыл свою знаменитую галерею «Дом Нового искусства» (Maison de l’Art Nouveau), в которой демонстрировал не только изделия стран Востока, но и произведения молодых французских художников в «новом стиле», в том числе выполненные под влиянием традиционного восточного искусства.
Китайские мастера ответили европейцам «встречным течением», так называемым «шинуазри наоборот», или "китайско-европейским стилем, в частности изделиями из Кантона (старое европейское название города Гуанчжоу на юге-востоке Китая), предназначенными на экспорт в страны Западной Европы: фарфоровые изделия или металлические с росписью эмалями на «европейские сюжеты», иногда весьма комично переложенные на китайский лад. Фарфоровые вещи называли ост-индским фарфором, по-китайски: «янцы» («фарфор для иностранцев»), «кантонские эмали» со временем стали называть «хуа фалан» (расписные эмали).

## Шинуазри в живописи, гравюре и орнаментальном искусстве
«Китайский стиль» получил наиболее полное развитие в западноевропейской живописи, рисунке и орнаментальной гравюре в качестве внутристилевого течения рококо с присущим этому стилю интересом к экзотике, шутливым эротическим темам и сюжетам и пасторальным сценам. Камерная эстетика французского стиля Регентства способствовала игровому характеру искусства, причём китайские мотивы смешивались с западноевропейскими, например персонажами итальянского театра Комедия дель арте.
Покровителем многих художников была фаворитка французского короля Людовика XV — маркиза де Помпадур. Она же была большой поклонницей шинуазри в живописи: по её заказу Франсуа Буше создал серию картин и рисунков на «китайские темы». Выдающийся художник французского стиля Регентства Ватто отдал дань жанру шинуазри, как в рисунке, так и в живописи. Однако наиболее известны живописные композиции в этом жанре Франсуа Буше и Жана-Оноре Фрагонара.
Известность получили альбомы гравированных рисунков французского рисовальщика-орнаменталиста и гравёра Жана-Батиста Пильмана: «Стилизованные цветы в китайском стиле для шёлка и ситцев» (Fleurs stylisées à la chinoise pour la soie et le chintz, 1760), «Рисунки цветов, орнаментов, картушей, фигур и сюжетов в китайском стиле» (Œùvre de fleurs, ornements, cartouches, figures et sujets chinois, 1776), «Новая сюита с китайскими картинками для рисовальщиков и живописцев…» (Nouvelle suite de cahiers chinois a l’usage des Dessinateurs et des peintres", No.2, Inventés et dessinés par Jean Pillement. Gravés par Anne Allen; после 1775).
Композиции Пильмана представляют собой смесь изображений фантастических птиц, цветов, животных, человеческих фигур и различных китайских мотивов. Пильман считается главным создателем жанра декоративных панно «шинуазри» в архитектурных интерьерах, отчего «китайский стиль» в этом виде искусства во Франции стали называть «стилем Пильмана». Он часто работал с гравёрами, такими как Энн Аллен, которая впоследствии стала его женой. Его композиции использовали в росписи фарфора и шёлка, набивных тканях и бумажных обоях в «восточном стиле» на различных мануфактурах Франции.

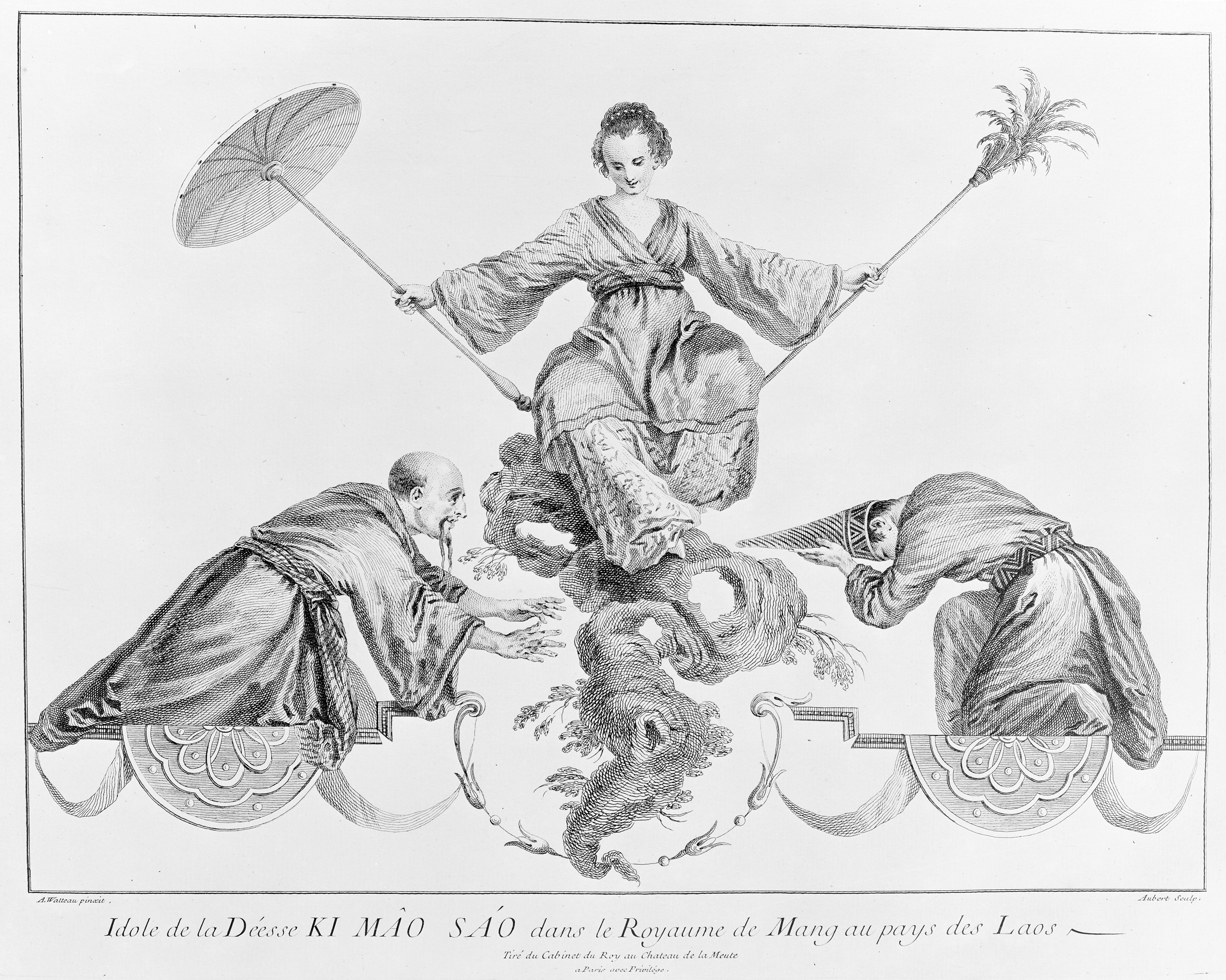
Китайская тема. Офорт по рисунку А. Ватто. Ок. 1740 г.
Ребёнок тянется к птице в клетке. По гравюре Г. Юкье с рисунка Ф. Буше
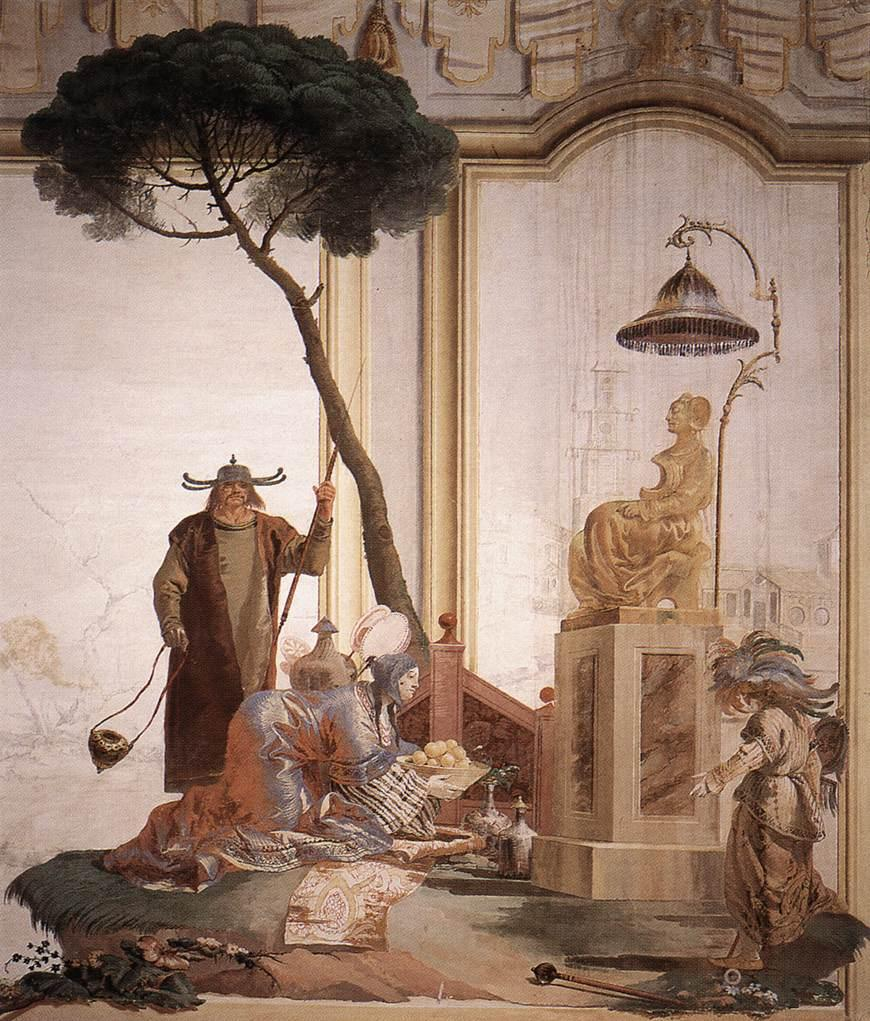
Дж. Б. Тьеполо. Подношение фруктов богине Луны. Деталь росписи. 1757. Вилла Вальмарана, Венето
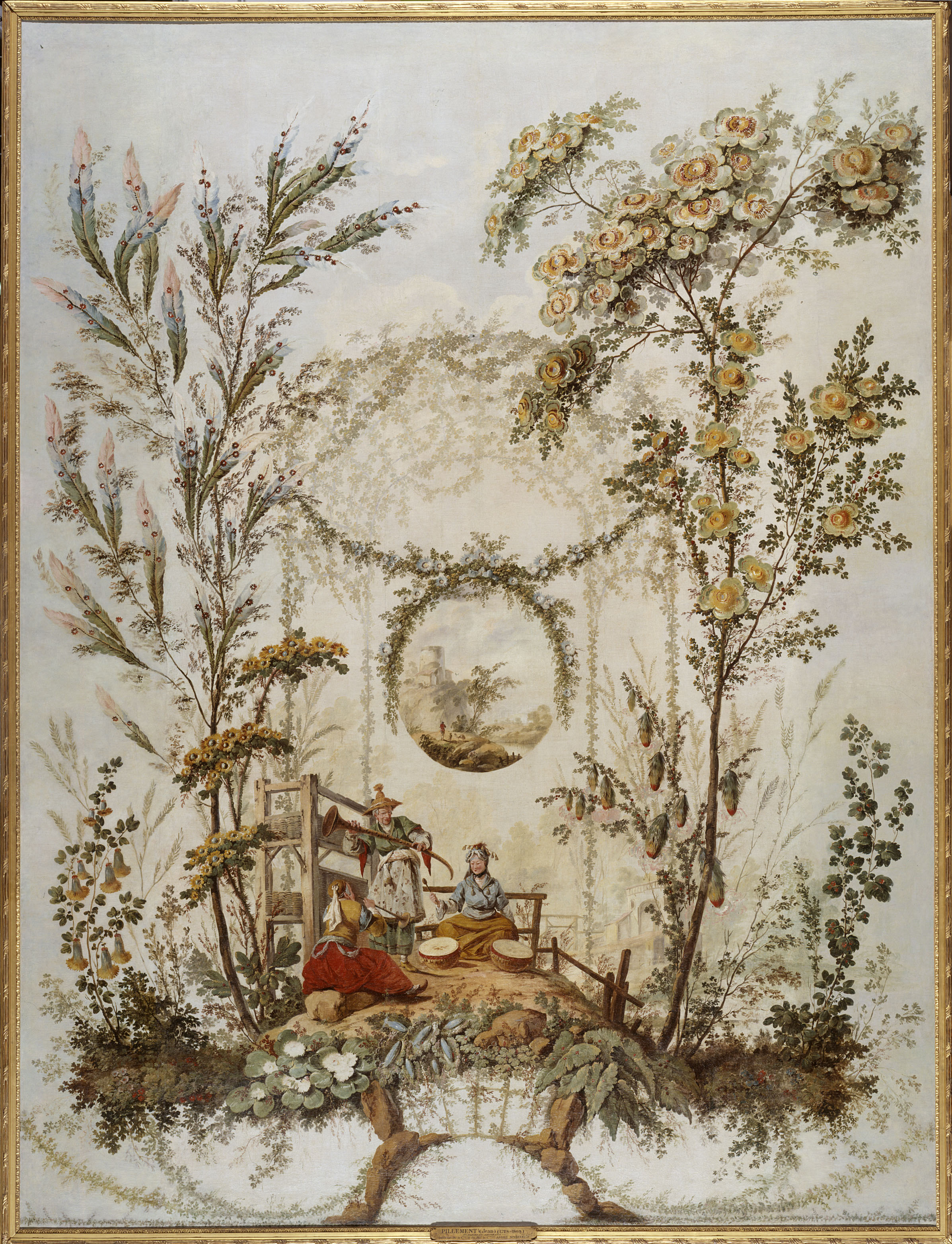
Ж.-Б. Пильман. Композиция в стиле шинуазри. Холст, масло. 1765. Музей изящных искусств города Парижа
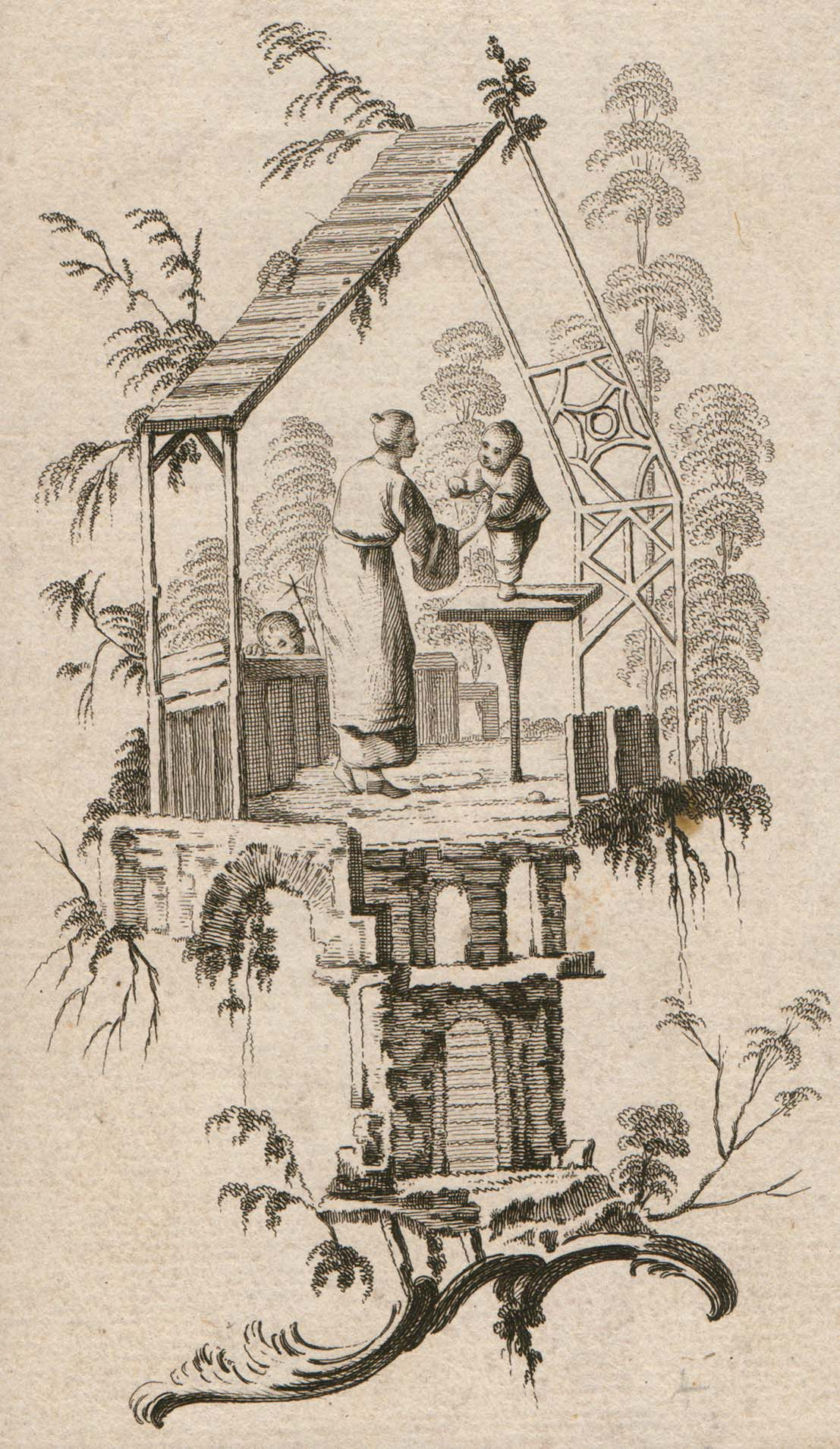
Ж.-Б. Пильман. Виньетка в китайском вкусе. 1760-е гг. Офорт. Частное собрание
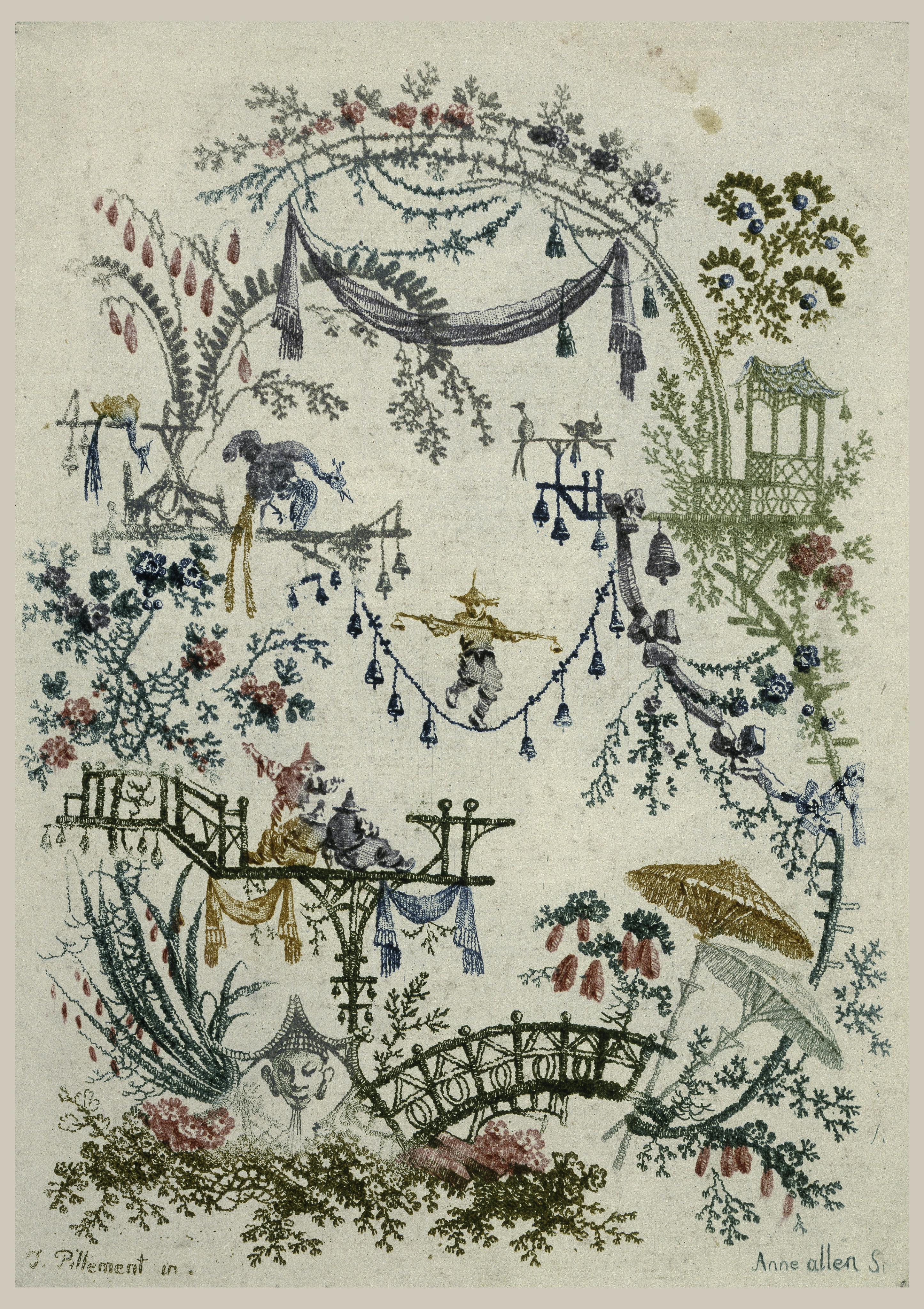
Ж.-Б. Пильман. Композиция в стиле шинуазри из издания «Nouvelle suite de cahiers arabesques chinois a l'usage des dessinateurs». После 1775 г. Цветной офорт
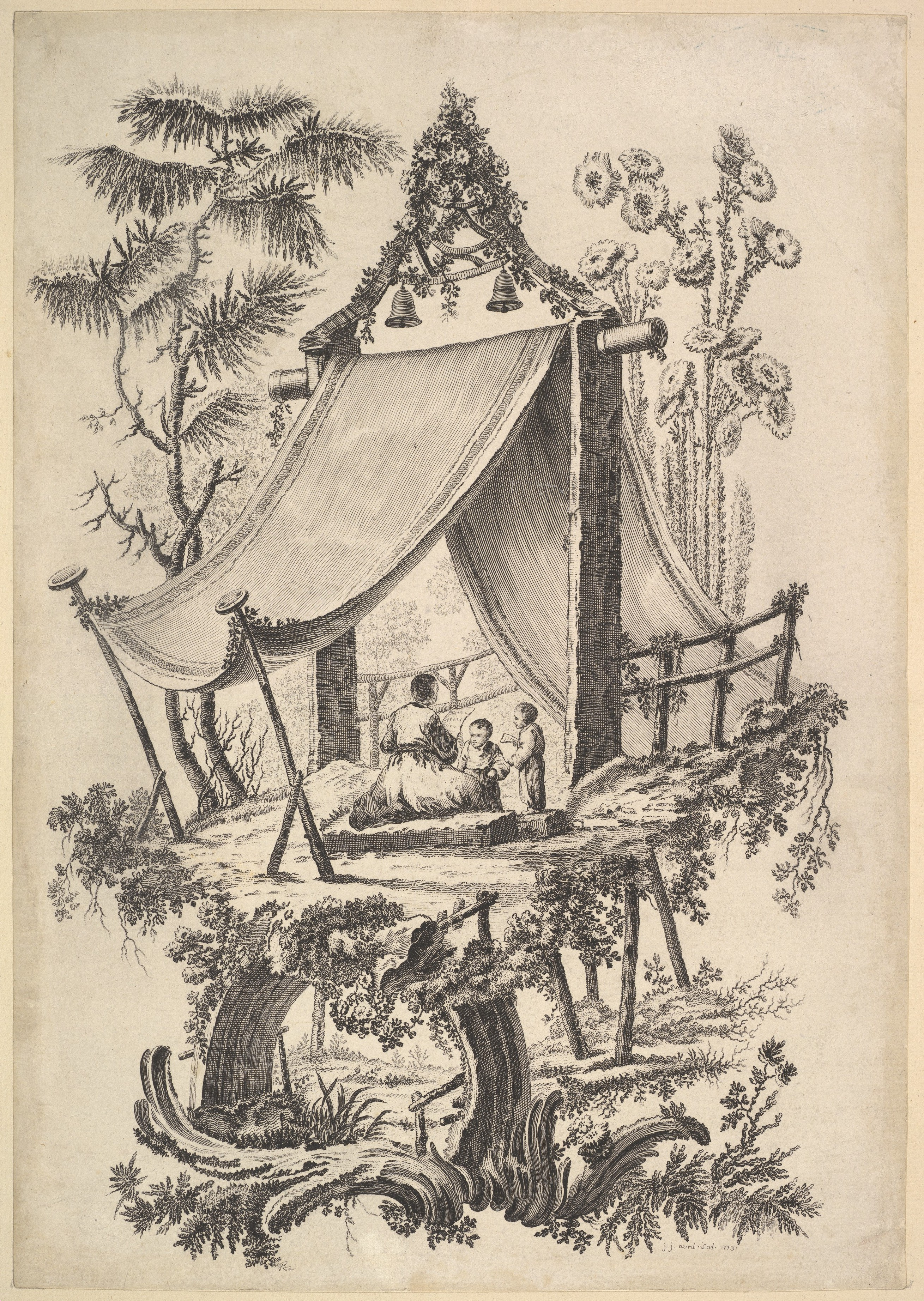
Ж.-Б. Пильман. Домик на дереве. 1773. Офорт
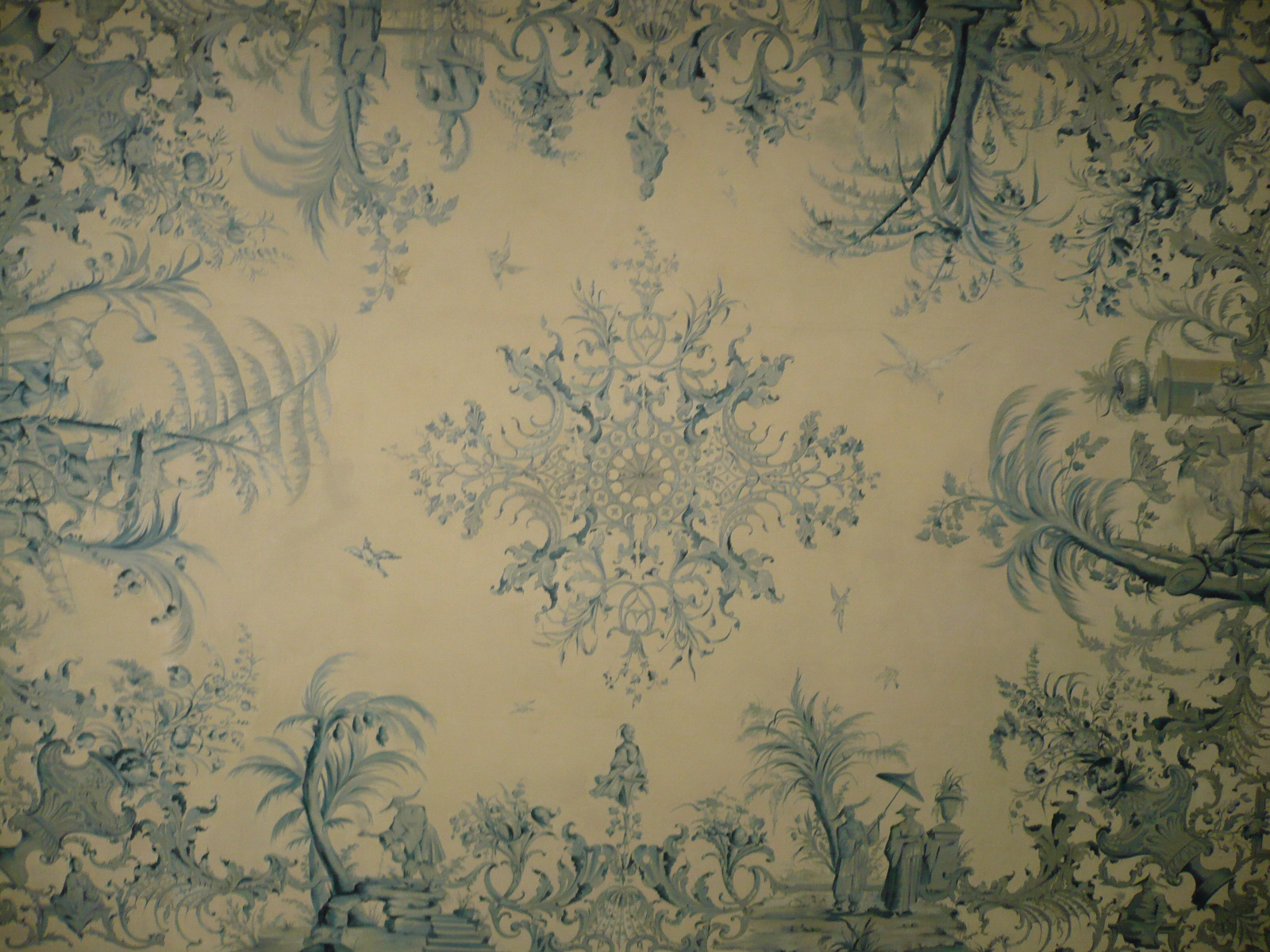
Дворец Амалиенбург. Роспись плафона кухни. 1734—1739. Нимфенбург, Германия

## Китайский стиль в архитектуре
Искусство Китая изучал английский архитектор Уильям Чеймберс. С 1740 года он работал в Шведской Ост-Индской компании. В качестве служащего этой компании объездил многие страны Европы и Дальнего Востока. Из поездки в Китай (1748—1749) Чеймберс привёз множество рисунков, акварелей и гравюр, способствовавших распространению моды на «китайский стиль». Об этом художнике говорили, что он был первым англичанином, который не побоялся «соединить формы античной и китайской архитектуры» не без влияния Чеймберса во многих английских интерьерах среднегеоргианского стиля (первой половины XVIII в.) можно видеть элементы неоготики в соединении с восточными. Именно в это время получают распространение мебель из бамбука и лаковые кабинеты «под Китай» (chinese), а также всё заметнее становилось влияние французского стиля рококо. Так французские рокайли в проектах Чеймберса и Чиппендейла соединялись с «китайщиной» и поэтому «стиль короля Георга II», или среднегеоргианский стиль (1727—1760), часто называют английским рококо, или «стилем Чеймберса».
В 1761—1762 годах Чеймберс создал пятидесятиметровую Большую пагоду в Королевских садах Кью в Лондоне. В оформлении архитектурных интерьеров наиболее известны рисунки и проекты Фредерика Крейса.

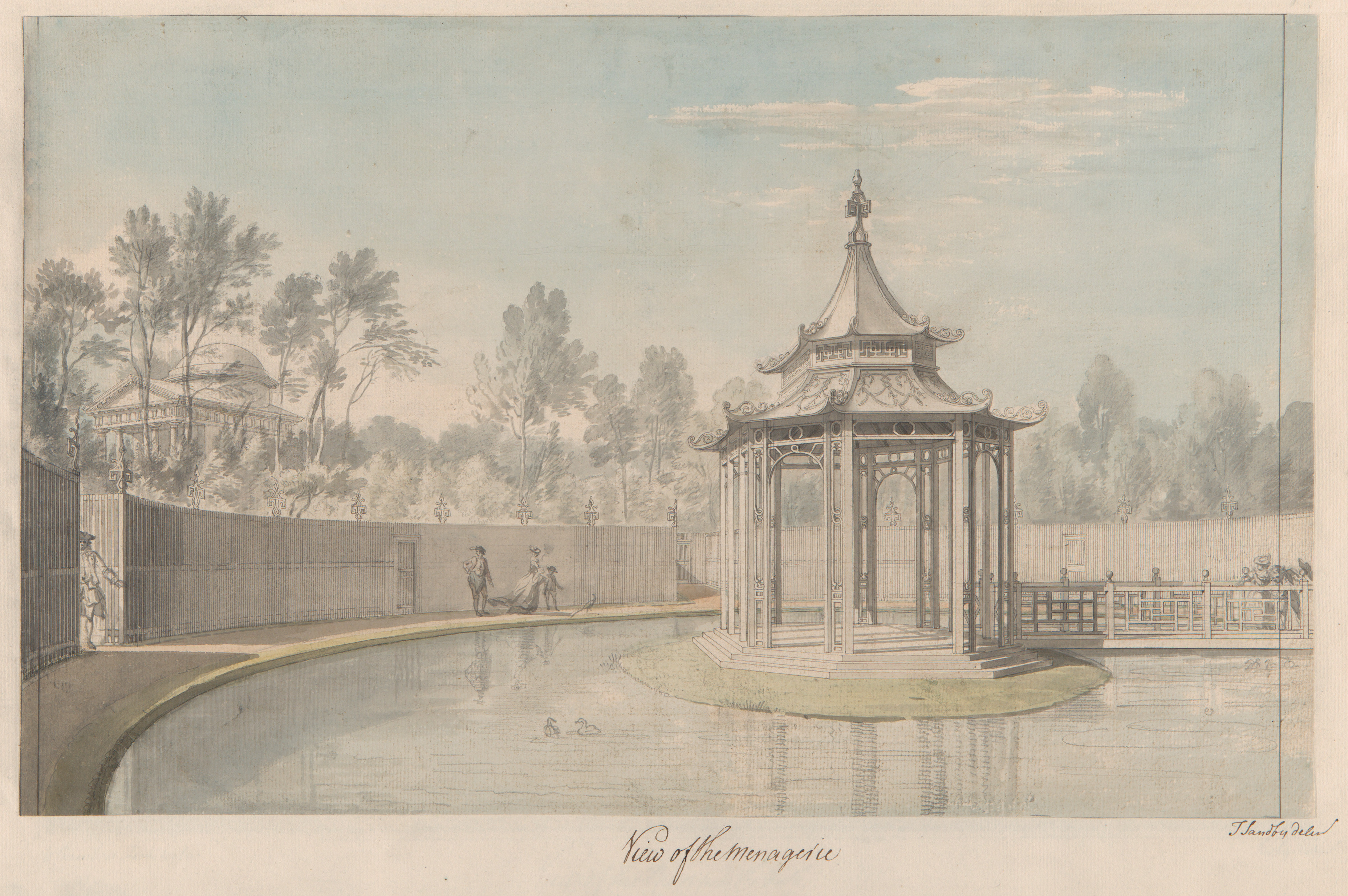
У. Чеймберс. Вид менажери (птичника) в королевском парке Кью. Лондон. 1763. Акварель. Метрополитен-музей, Нью-Йорк
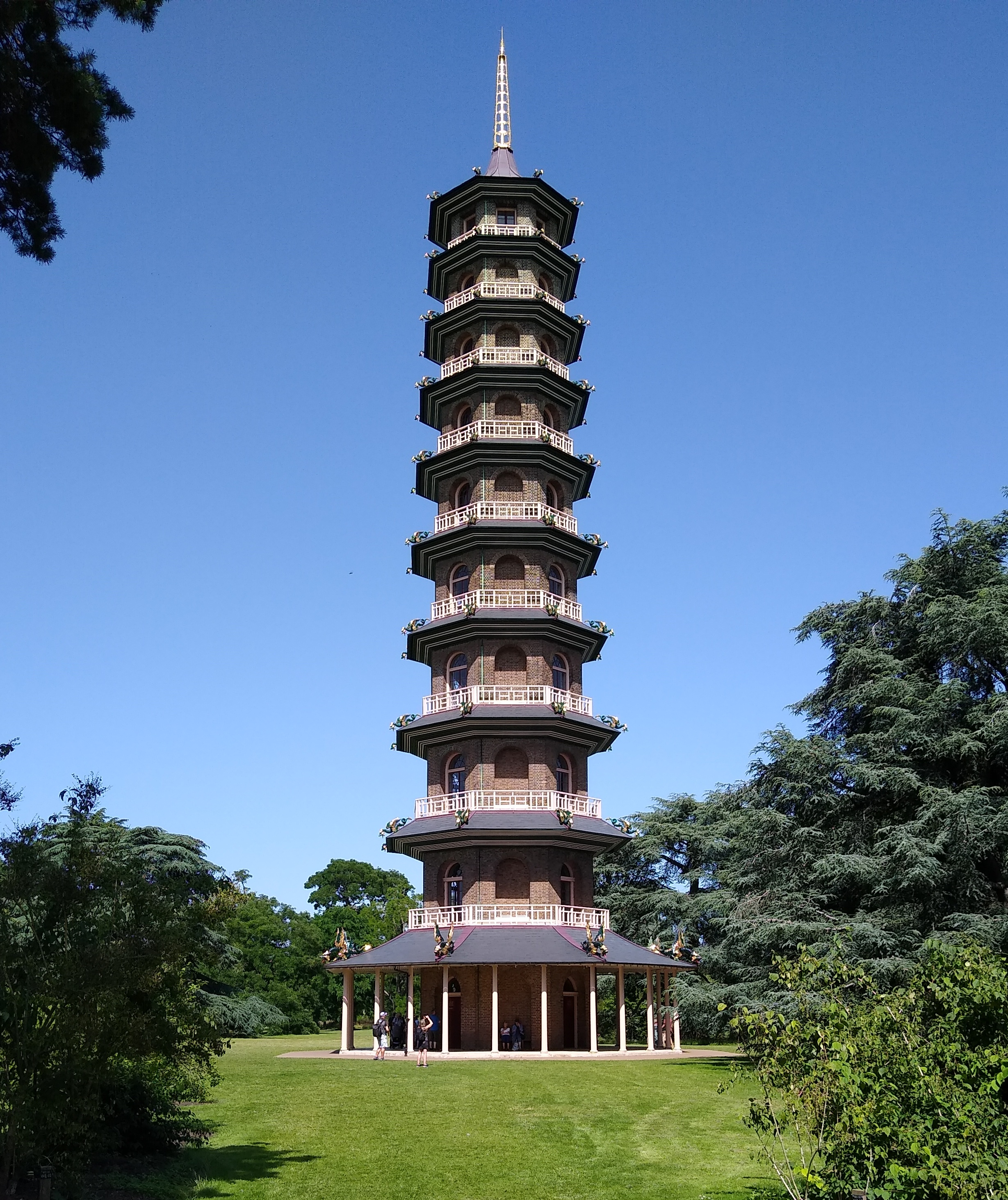
Большая пагода в королевских садах Кью. 1761—1762. Лондон. Архитектор У. Чеймберс
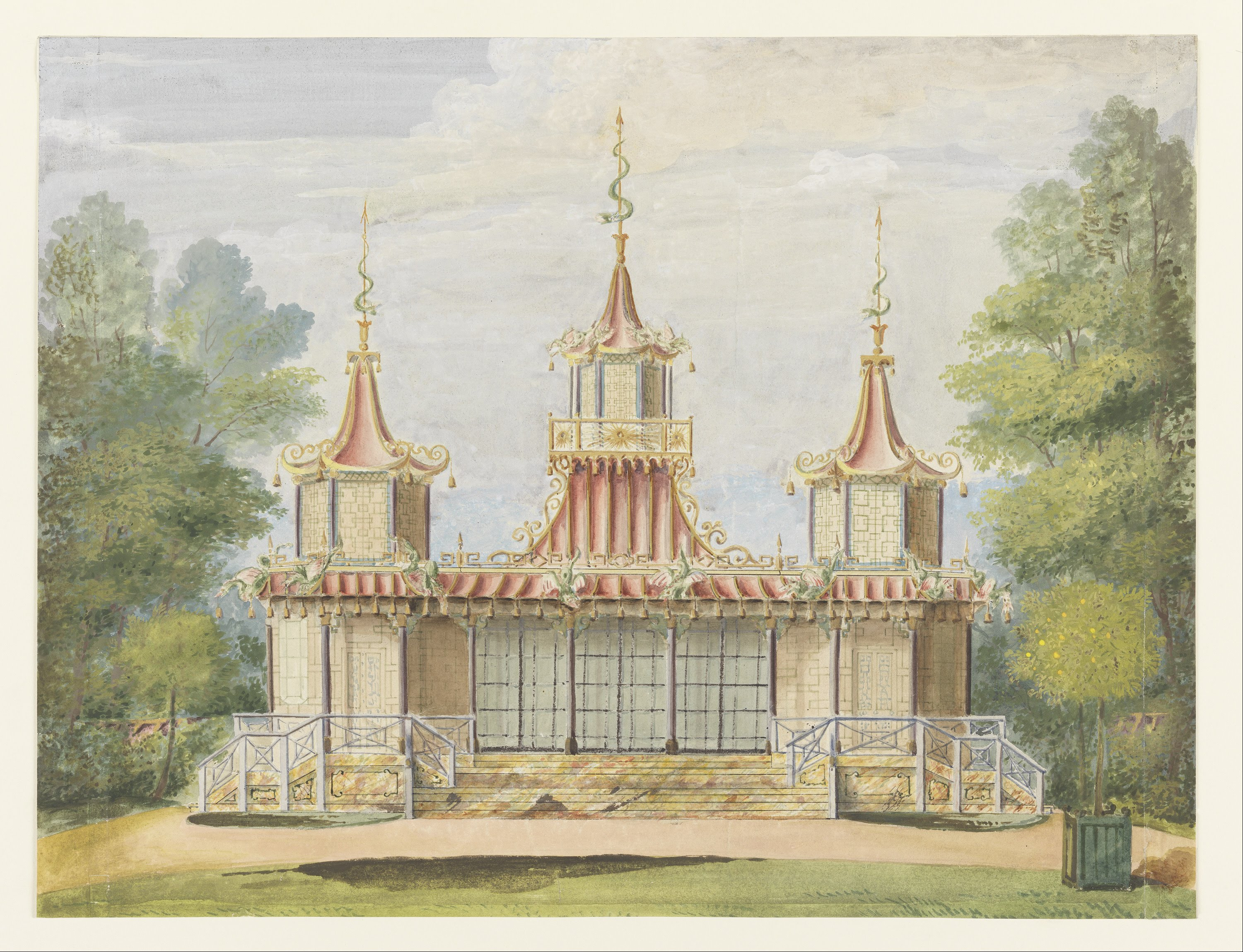
Ф. Крейс. Проект Рыболовного павильона. Ок. 1825 г. Акварель. Смитсоновский институт, Нью-Йорк
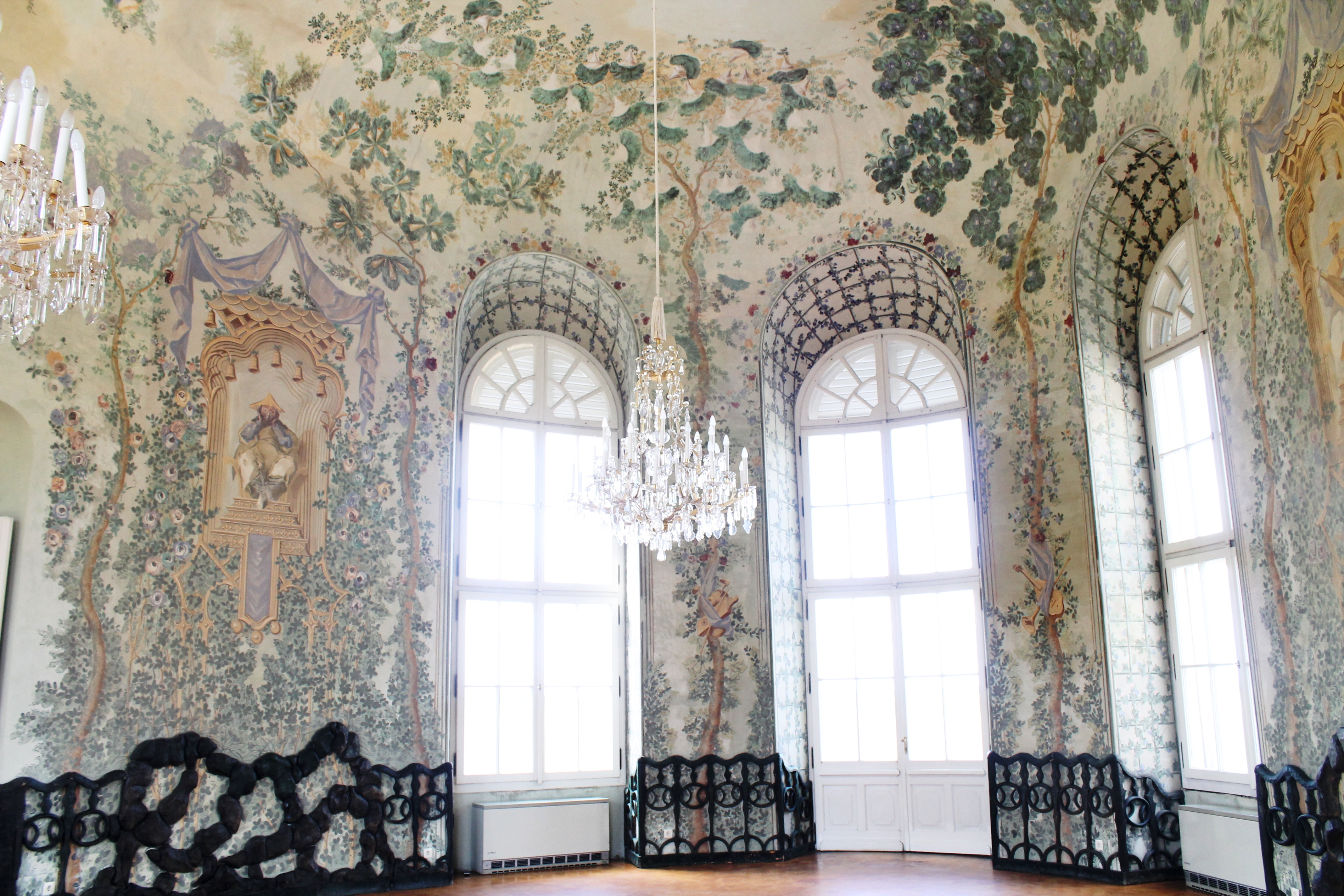
Замок Нидервайден, Нижняя Австрия. Бальный зал. 1765. Росписи Ж.-Б. Пильмана
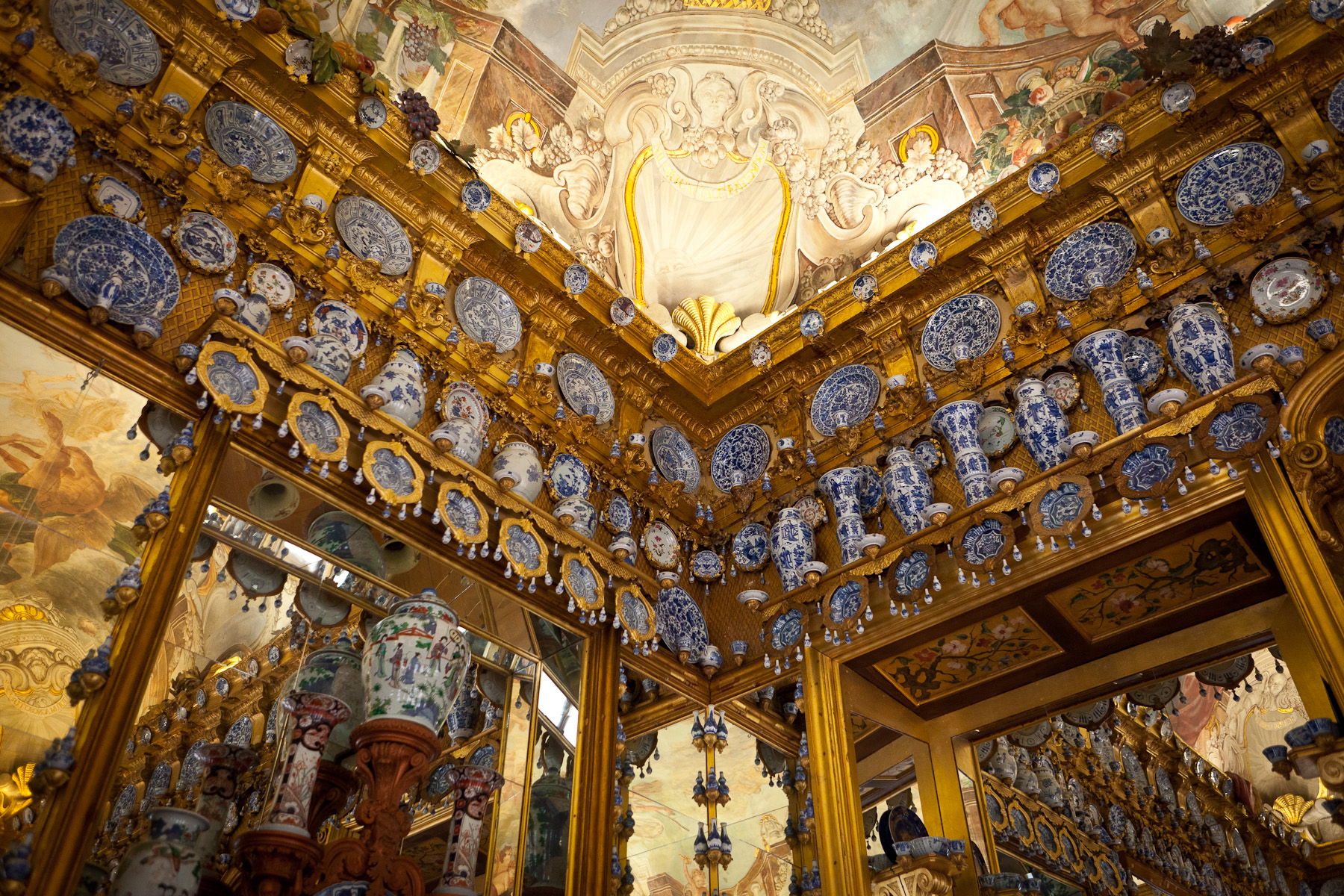
Фарфоровый кабинет во дворце Шарлоттенбург. Деталь. 1705–1708. Берлин
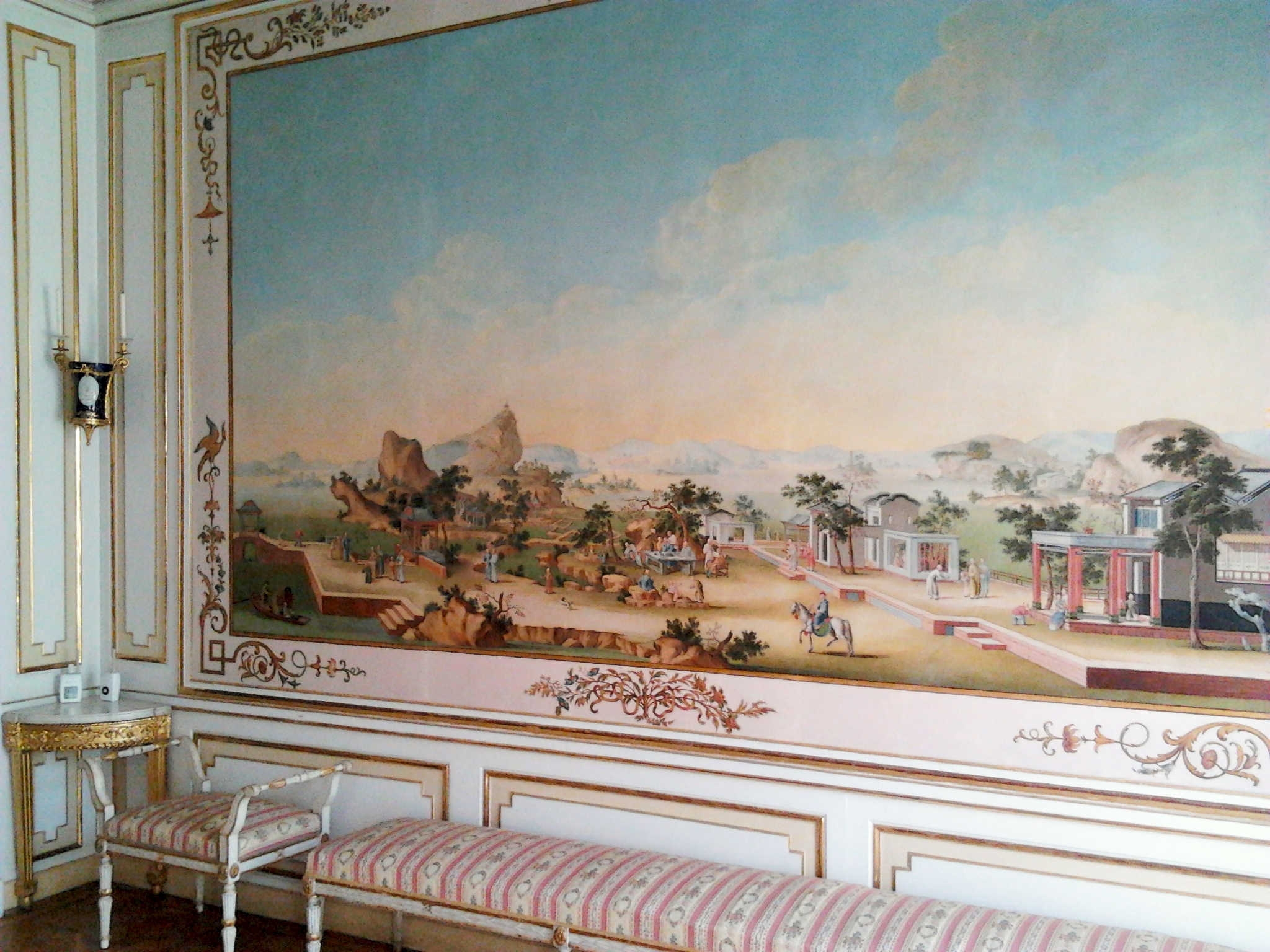
Китайская комната. Белый домик. 1774. Архитектор Д. Мерлини. Лазенки. Варшава
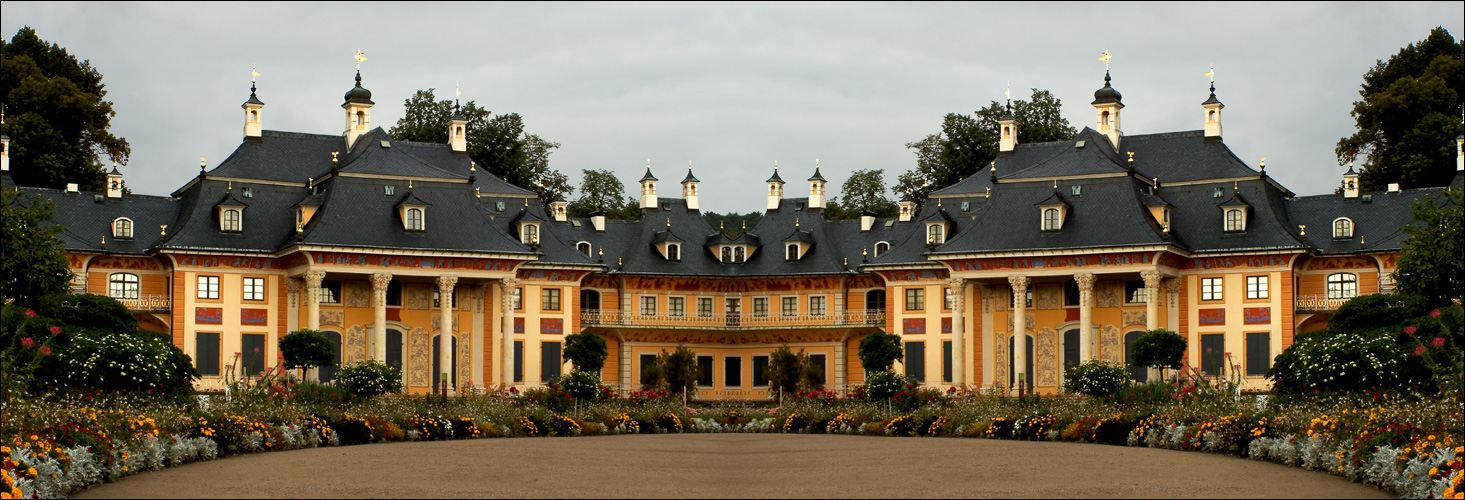
Дворец Пильниц биз Дрездена. 1720—1722. Архитектор М. Д. Пёппельман
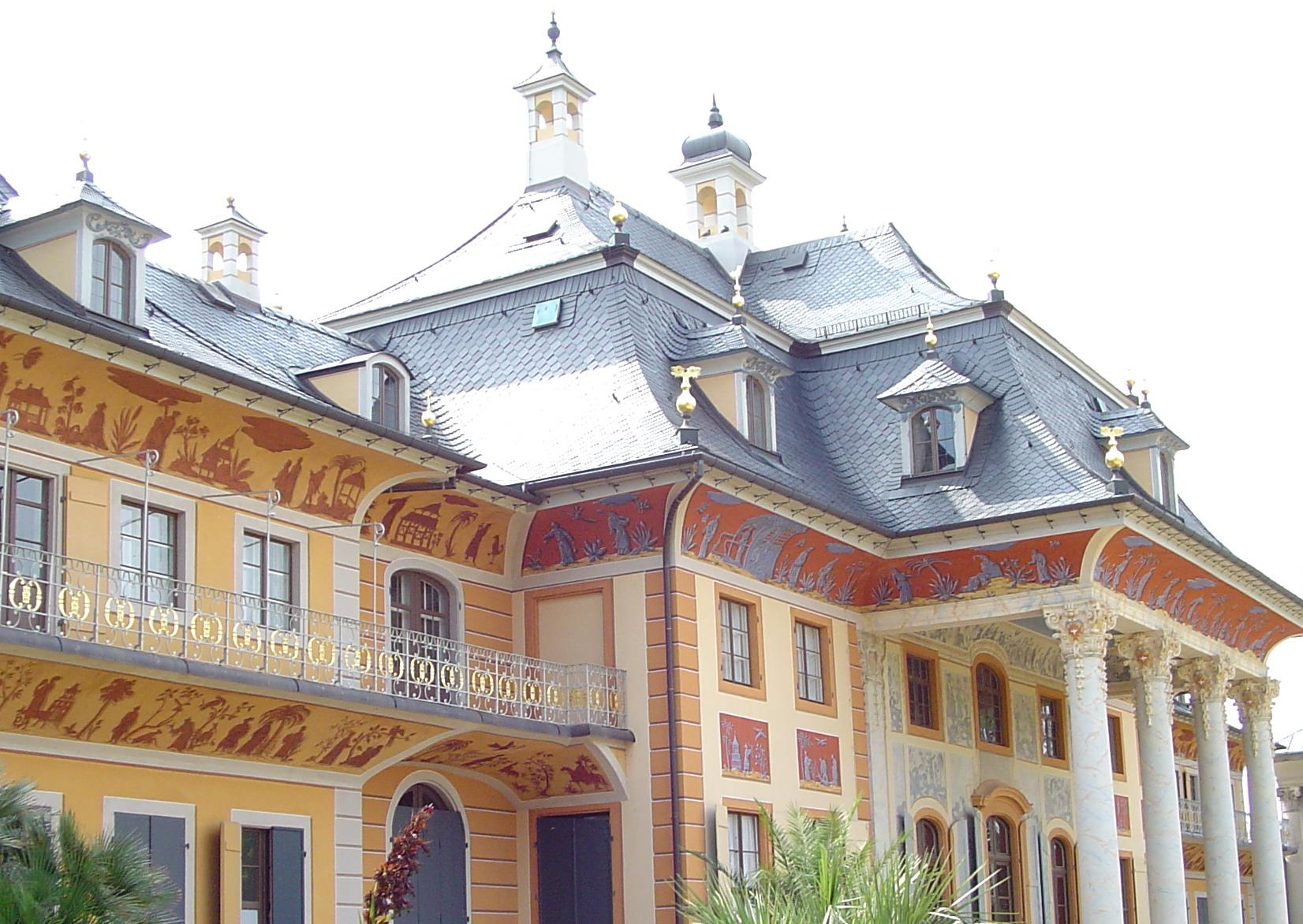
Дворец Пильниц. Деталь
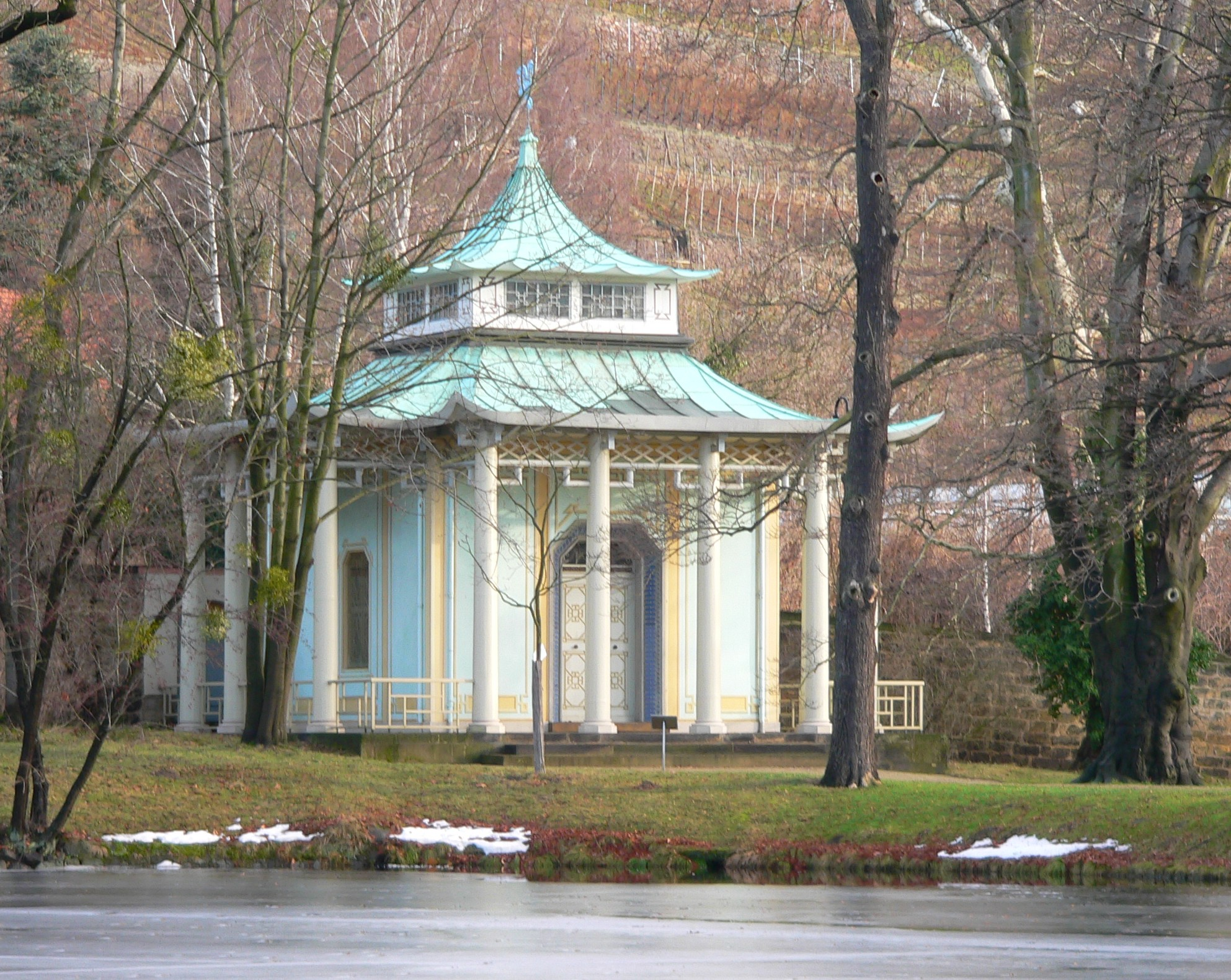
Китайский павильон в парке Пильниц. 1804. Архитектор К. Ф. Шурихт
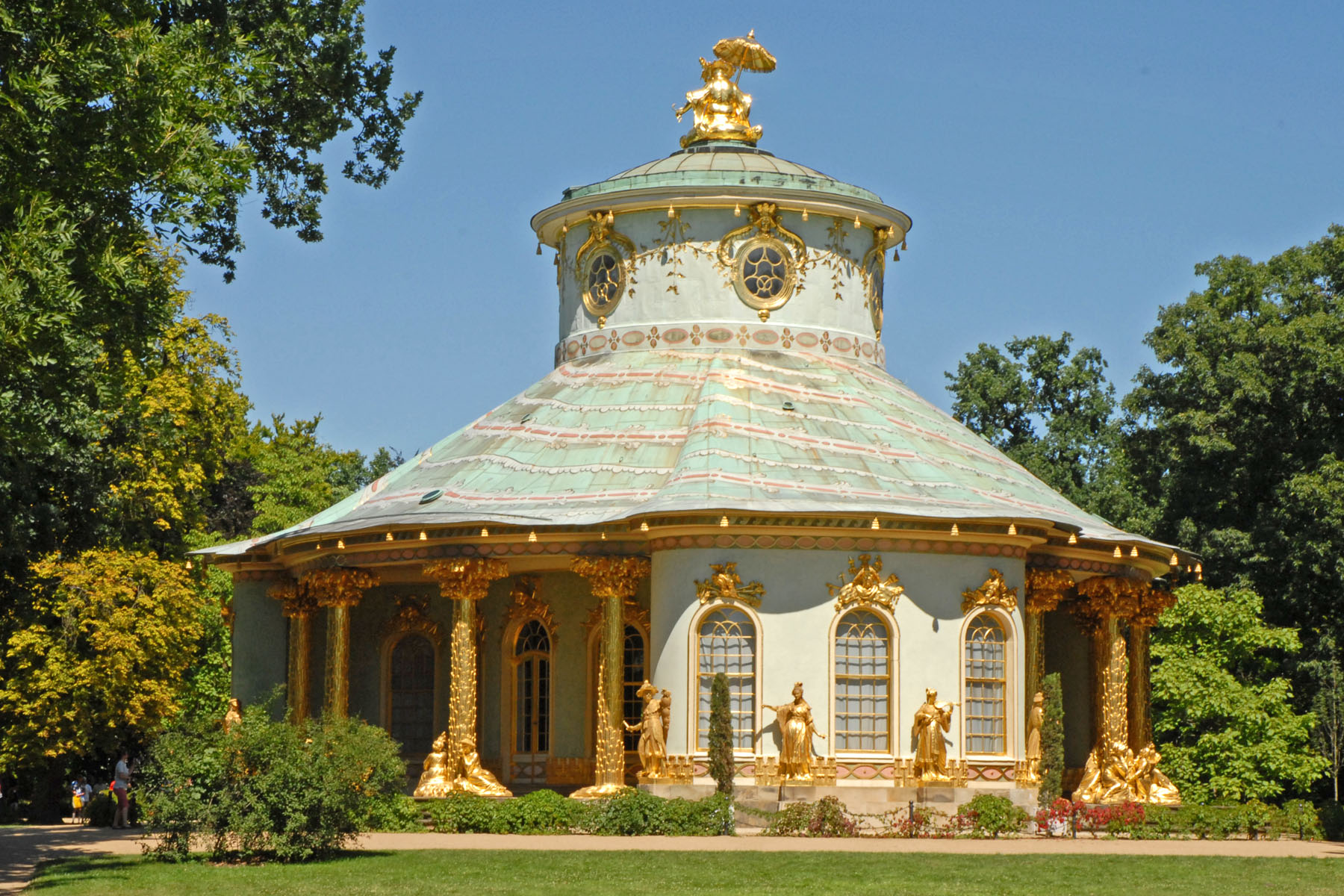
Китайский чайный домик в парке Сан-Суси, Потсдам. 1754—1757. Архитектор И. Г. Бюринг
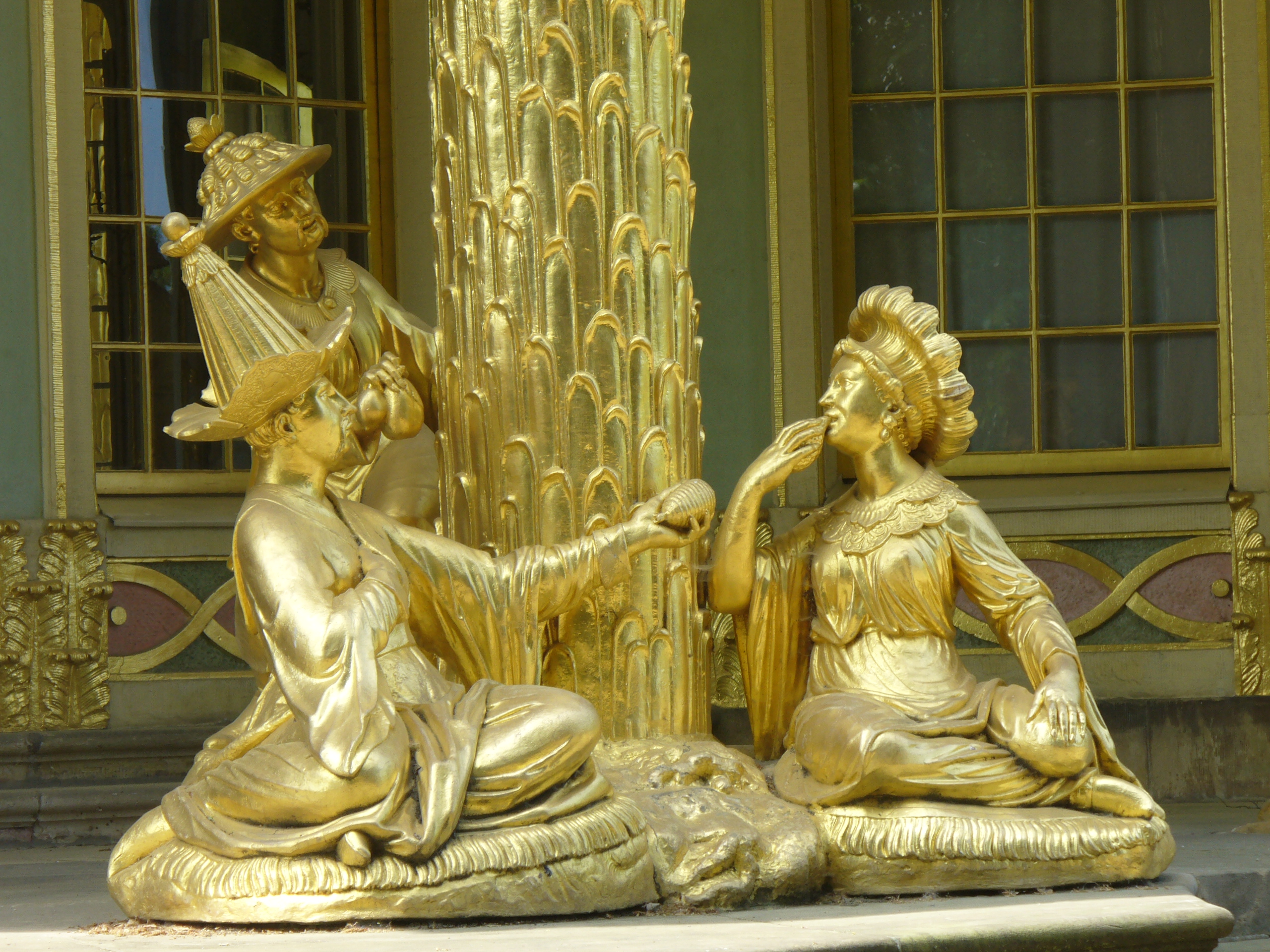
Китайский чайный домик в Сан-Суси. Скульптуры основания «пальмовой колонны». Дерево, золочение, песчаник. Скульптор И. Г. Хеймюллер
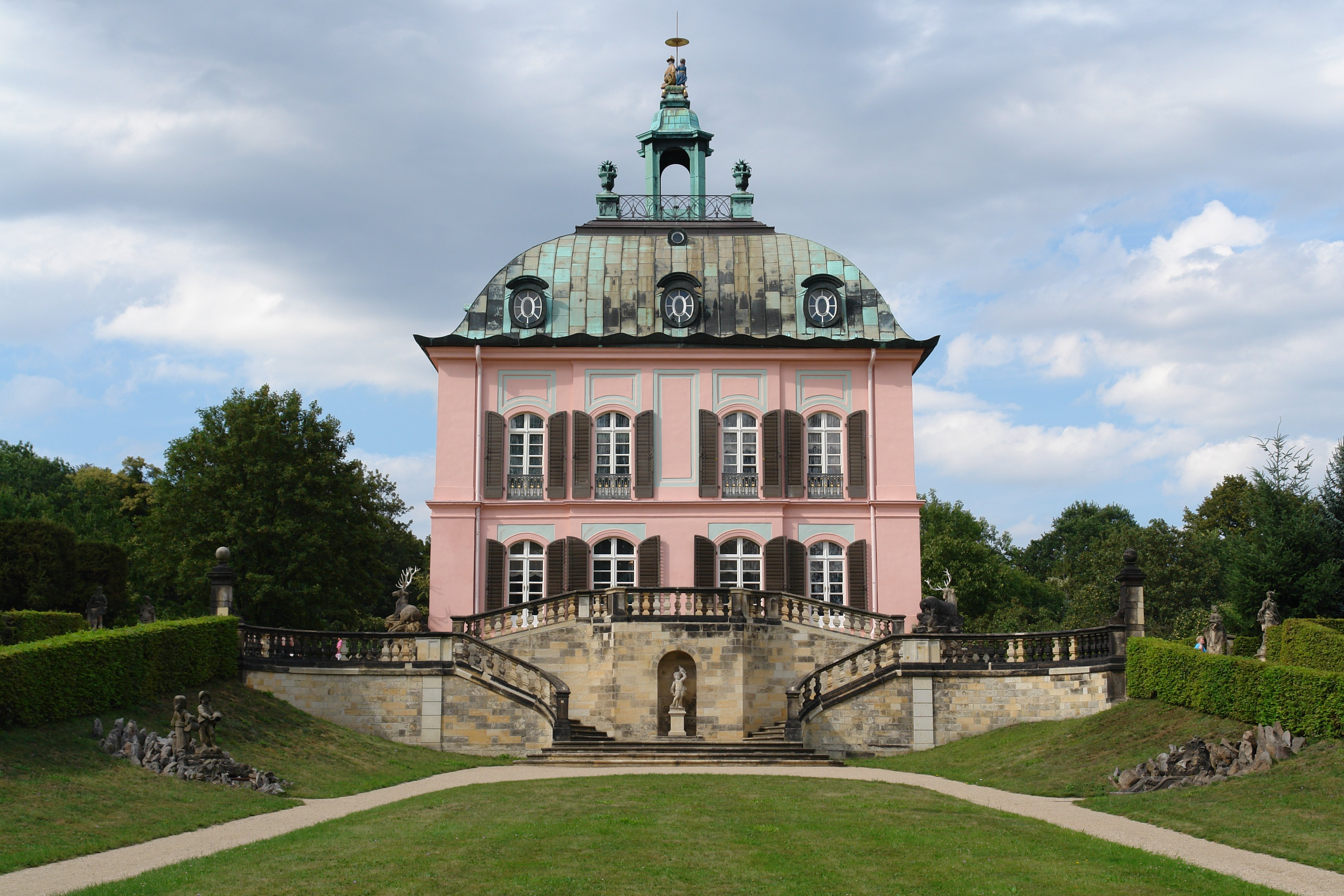
«Фазаний домик». Морицбург, Саксония. 1769—1782. Архитекторы И. Д. Шаде и И. Г. Гауптман
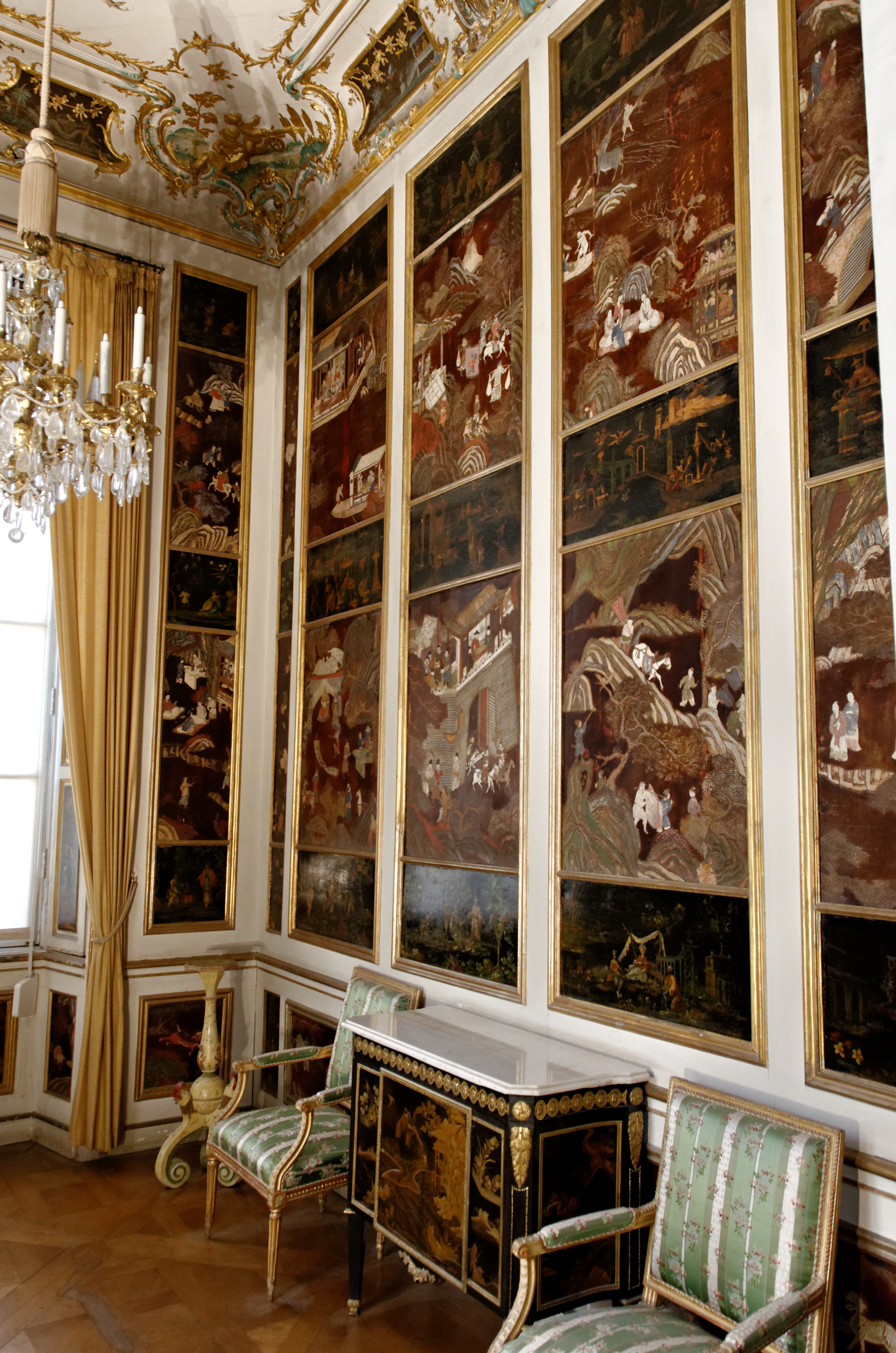
Лаковый кабинет с китайскими панно. 1730-е гг. Дворец Нимфенбург, Мюнхен
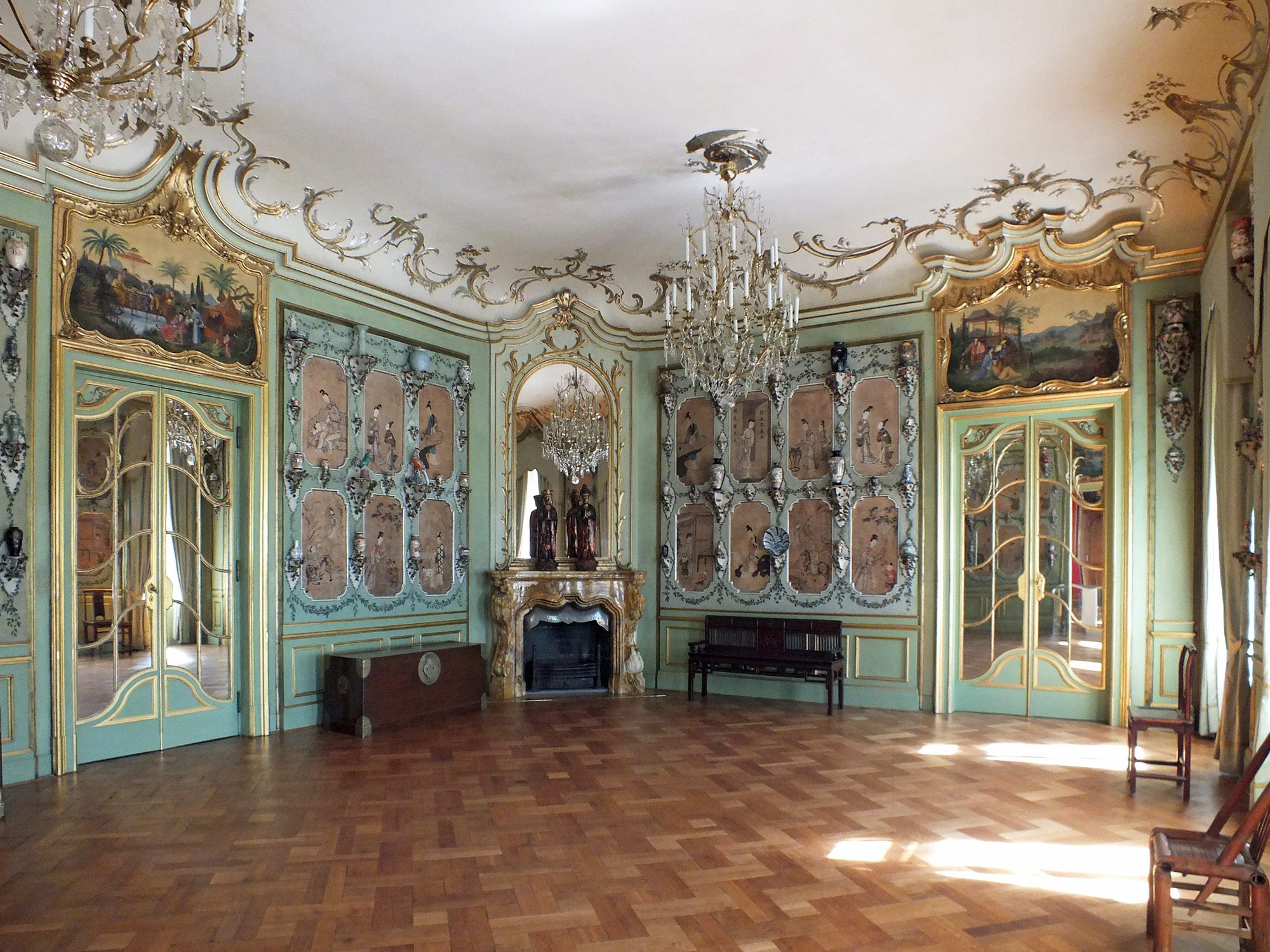
Китайский салон замка Лихтенвальде. 1740-е гг. Саксония
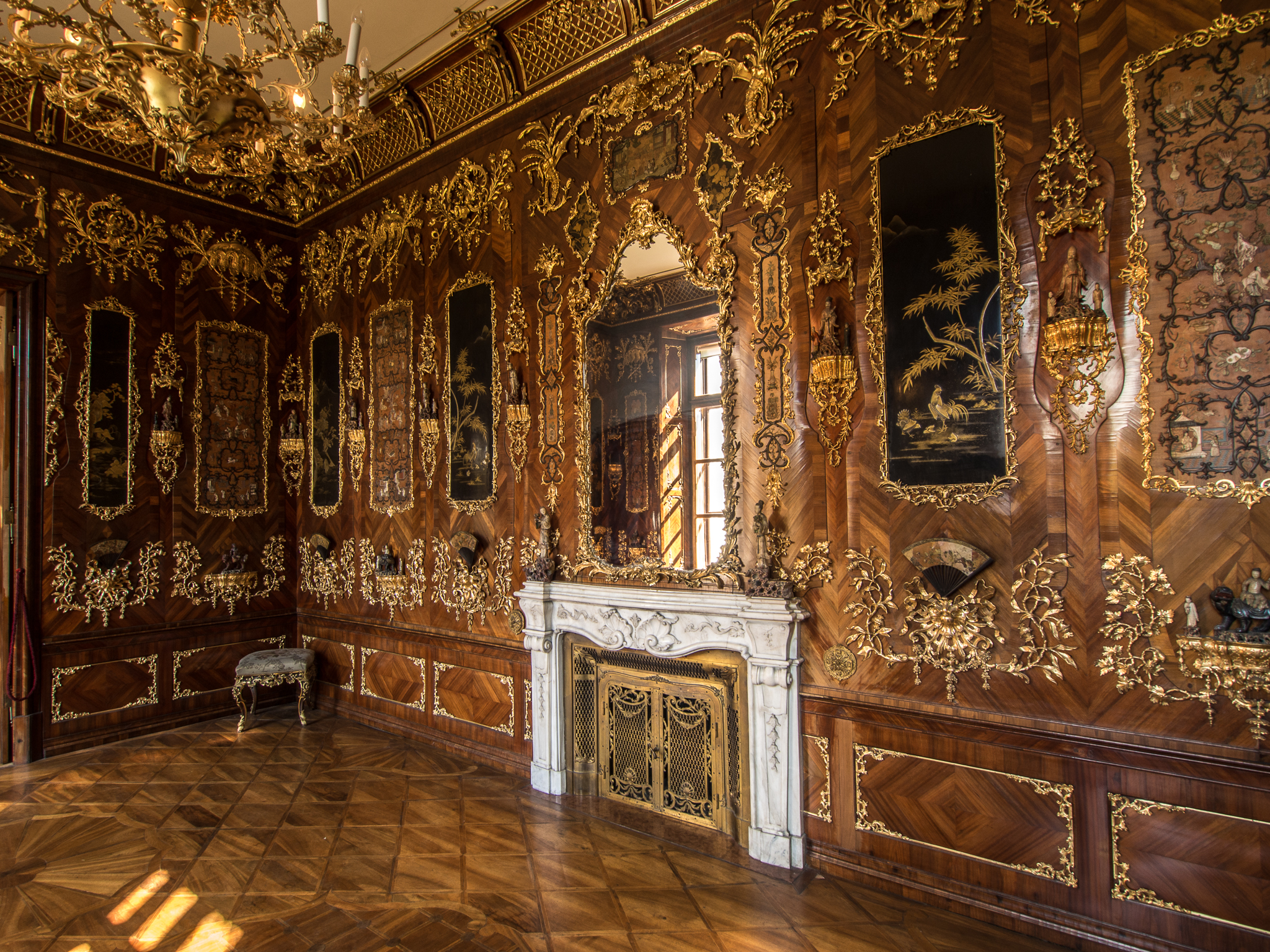
Китайская комната. Дворец Хетцендрф. Вена. 1743. Архитектор Н. Пакасси
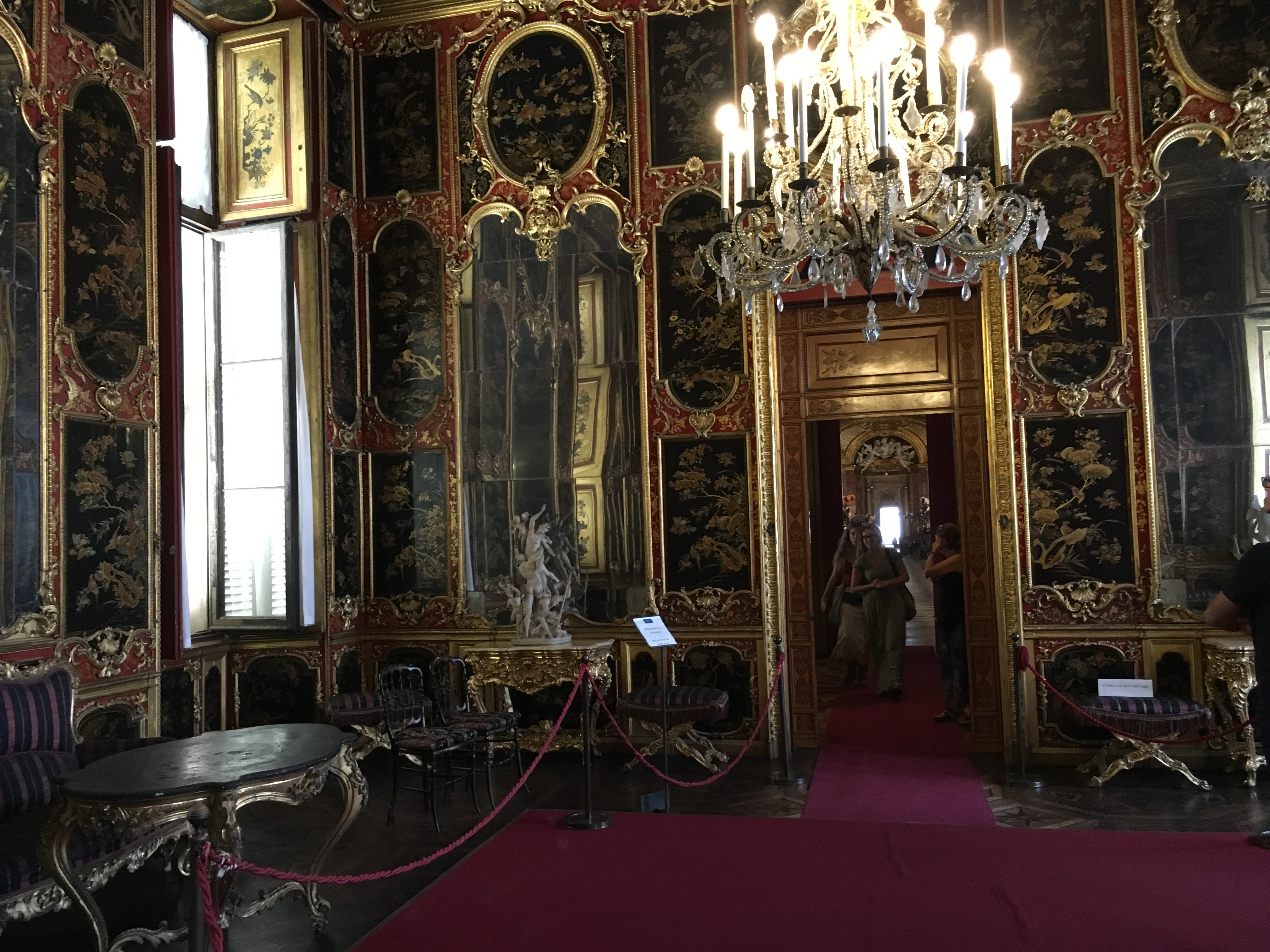
Китайский кабинет. Палаццо Реале. 1720-е гг. Архитектор Ф. Юварра. Турин
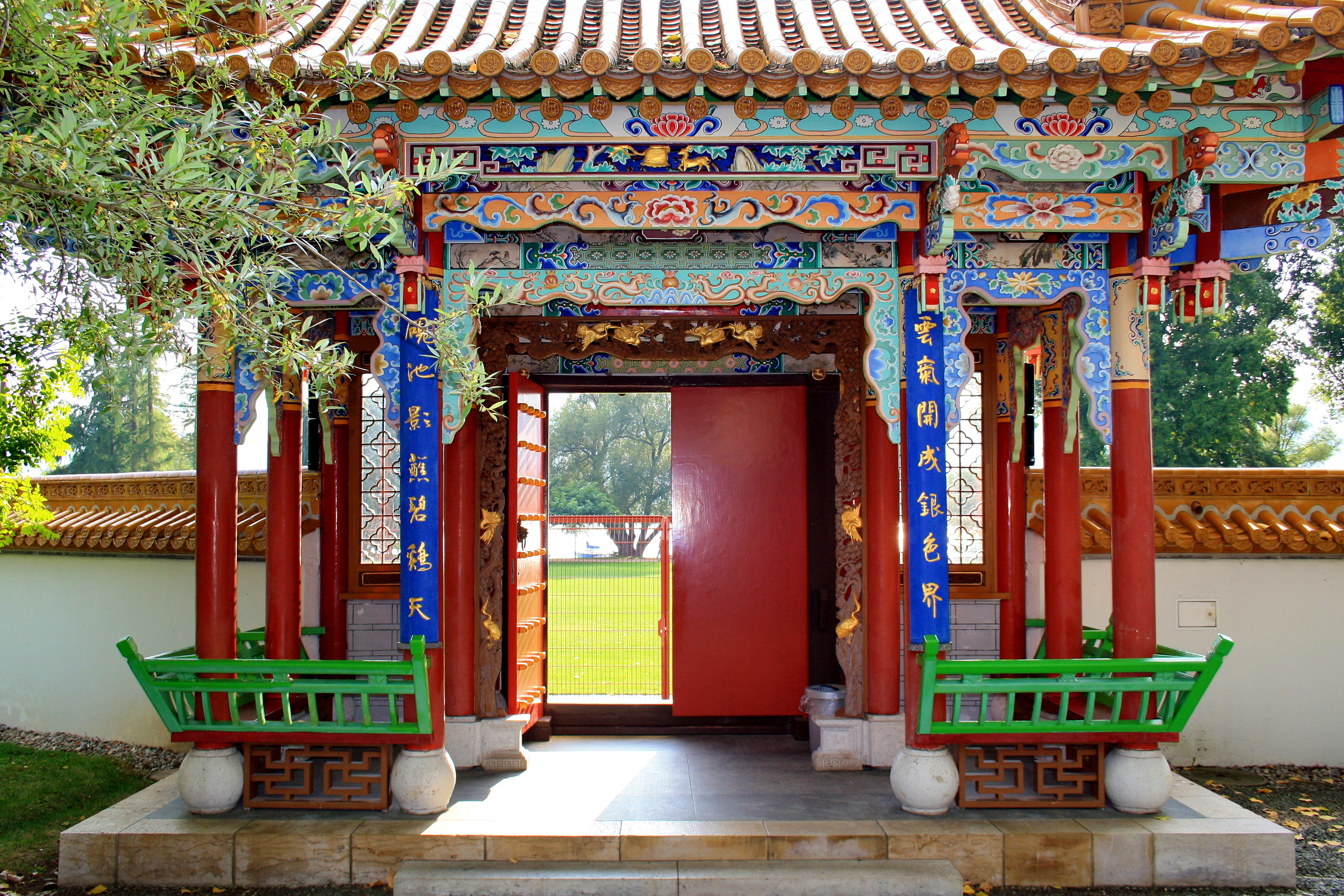
Китайский сад. Главный вход. 1993. Работа китайских мастеров. Цюрих, Швейцария
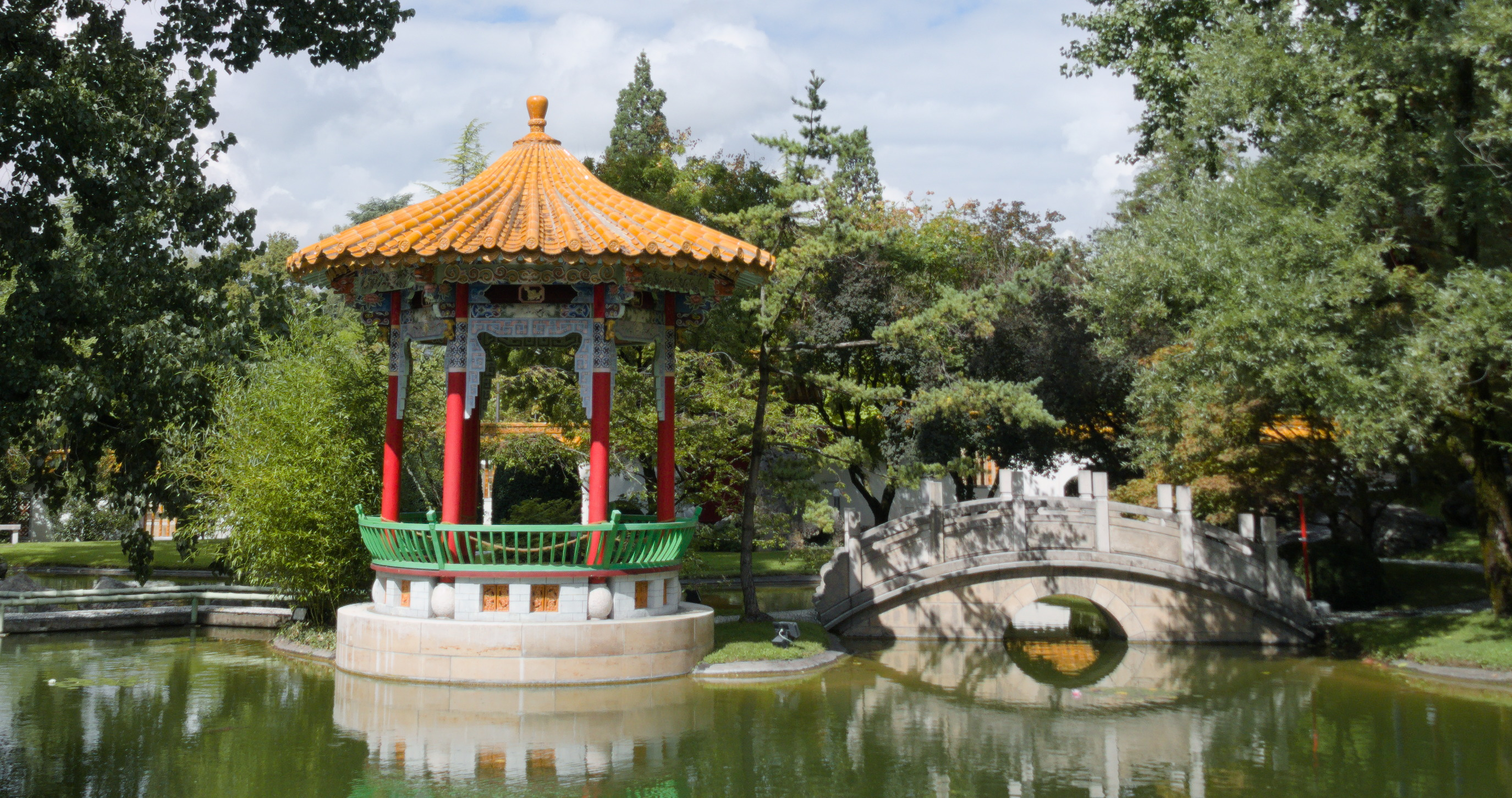
Китайский сад в Цюрихе
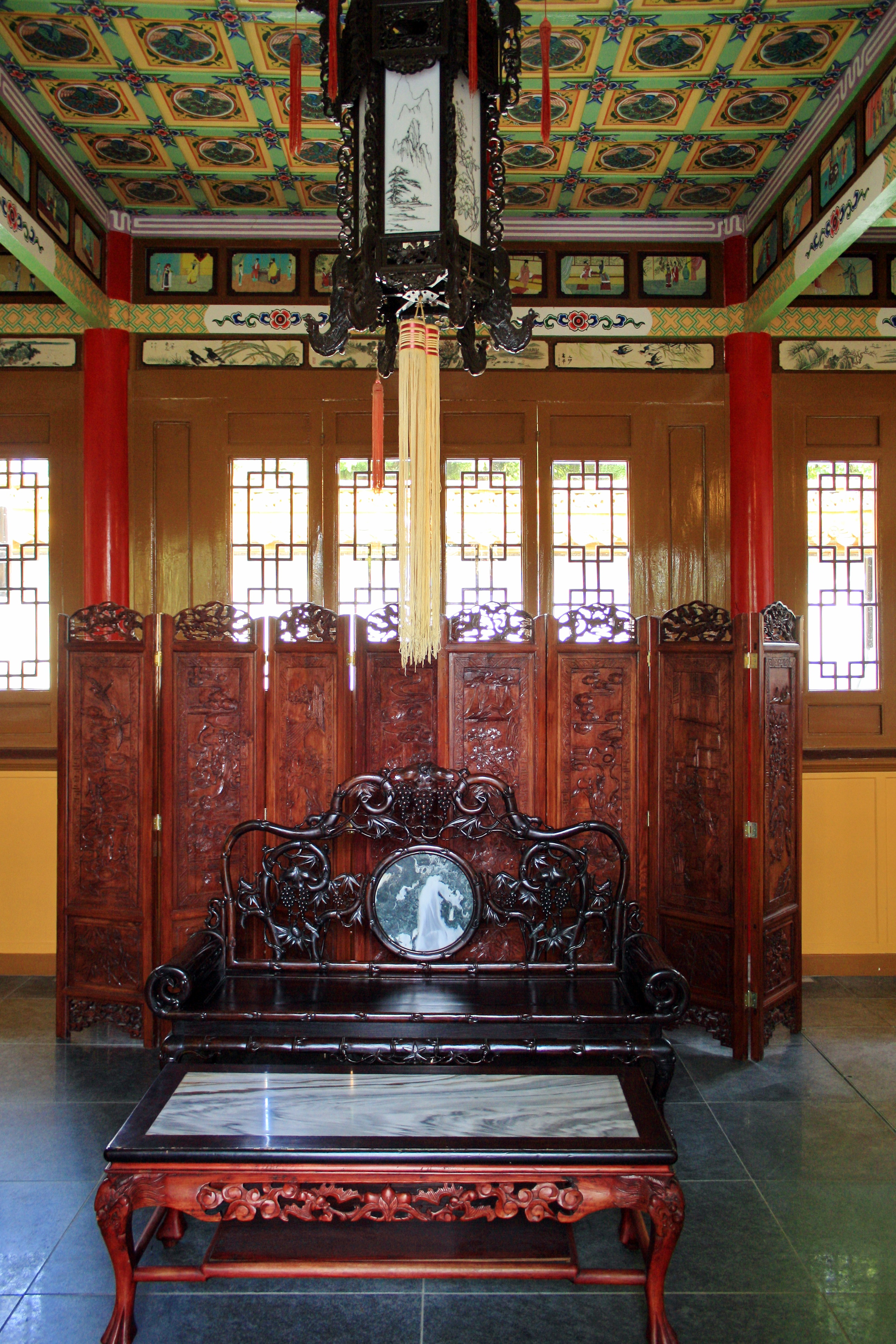
Водный дворец в Китайском саду. Интерьер. Цюрих
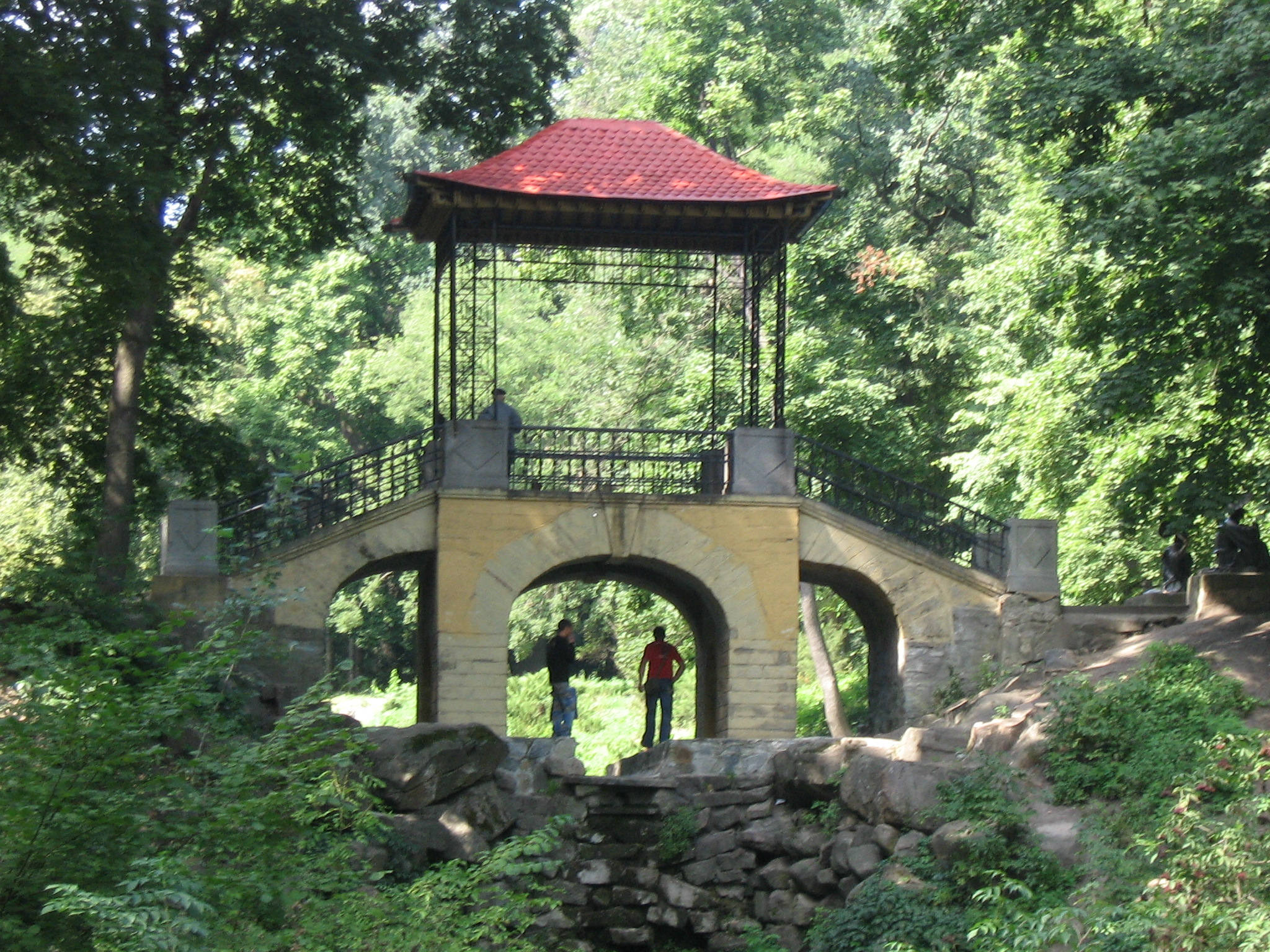
Китайский мостик в парке Александрия. Конец XVIII в. Белая церковь, Украина

В 1765 году австрийская императрица Мария Терезия заказала реконструкцию «Охотничьего домика» в Нидервайдене (Нижняя Австрия), в котором четыре комнаты были оклеены китайскими бумажными обоями. Жан-Батист Пильман расписал новый куполообразный потолок над овальным бальным залом фресками с изображением экзотических растений, птиц и восточных музыкантов.
С возникновением интереса к чаепитию в дворцово-парковых ансамблях стали появляться уникальные сооружения под названием «чайные домики» или китайские павильоны. Едва ли не первым опытом такого рода была выстроенная в XVII веке Китайская деревня при королевском дворце в Дроттнингхольме в окрестностях Стокгольма. Подобные сооружения строили и другие монархи Европы. Таков знаменитый замок саксонских курфюрстов — дворец Пильниц на берегу Эльбы в 15 км к юго-востоку от Дрездена, построенный по заказу Августа Сильного в 1720—1722 годах по проекту М. Д. Пёппельмана. В «водном дворце», помещения которого стилизованы под восточную архитектуру, хранилась коллекция китайского и японского фарфора, собранная курфюрстом Августом и его преемниками (в настоящее время музей художественных ремёсел). В 1804 году в парке был возведён ещё один «Китайский павильон», что свидетельствует о неослабевающем интересе к искусству Востока, но «на европейский манер».
Образцом паркового павильона в «китайском стиле» является «чайный домик» в Сан-Суси, резиденции Фридриха Великого (архитектор И. Г. Бюринг, скульптор И. Г. Хеймюллер). Круглый в плане, китайский домик «населён» позолоченными «китайцами». Они встречают посетителя прямо у входа, как бы приглашая выпить с ними чаю. Фигуры одеты в фантазийную восточную одежду, но имеют европейские черты лица. «Китайцы» живут своей «жизнью» — входящий застаёт их во время трапезы. Внутреннее пространство павильона также изобилует сценами из восточной жизни — живописные композиции украшают стены и потолок. Полнотелые и массивные «китаянки» больше напоминают французских придворных дам, нежели стройных китайских танцовщиц. Внутри расположена экспозиция изделий китайского фарфора.

## В декоративно-прикладном искусстве
В 1720—1740-х годах на Майсенской фарфоровой мануфактуре в Саксонии производили изделия под названием «индианские цветы» с росписью в подражание китайской, с изображениями экзотических цветов — хризантем, пионов, а также бамбука, попугаев, драконов и фантастических птиц. Название возникло по недоразумению, от незнания европейскими художниками истинного происхождения этих мотивов. В Майсене в этом жанре работал живописец А. Ф. фон Лёвенфинк. На мануфактуре во Франкфурте-на-Майне варьировали росписи синим кобальтом по мотивам работ китайского художника Ван Ли, поэтому все похожие изделия тоже стали именовать «ван ли».

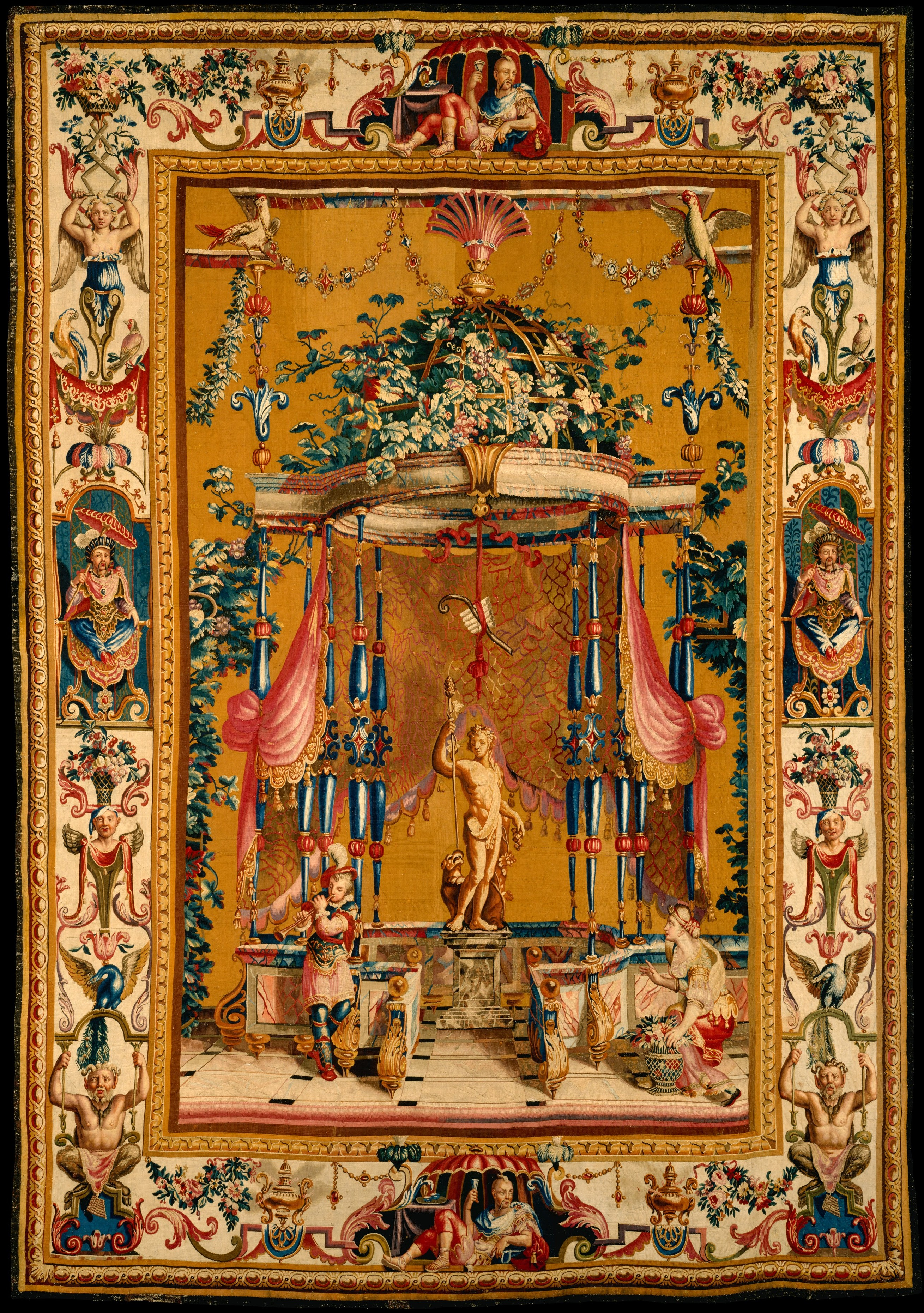
Ж.-Б. Моннуайе. По рисунку Ж. Берена. Приношение Бахусу. Деталь шпалеры из серии «Пять гротесков». Проект 1688 г. Шерсть, шёлк. 1690–1711. Мануфактура Бове
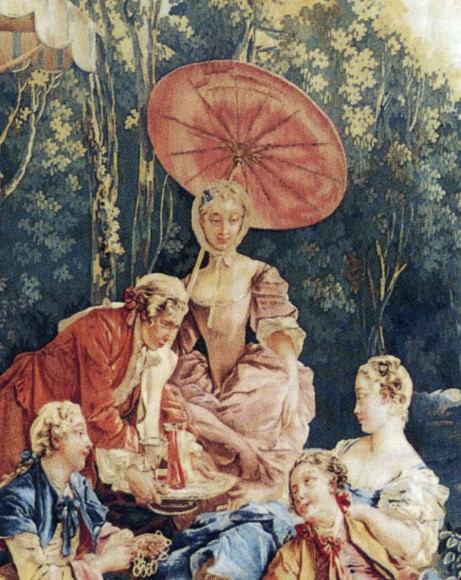
Отдых на охоте. Деталь шпалеры по картону Ф. Буше. 1740. Мануфактура Гобеленов, Париж
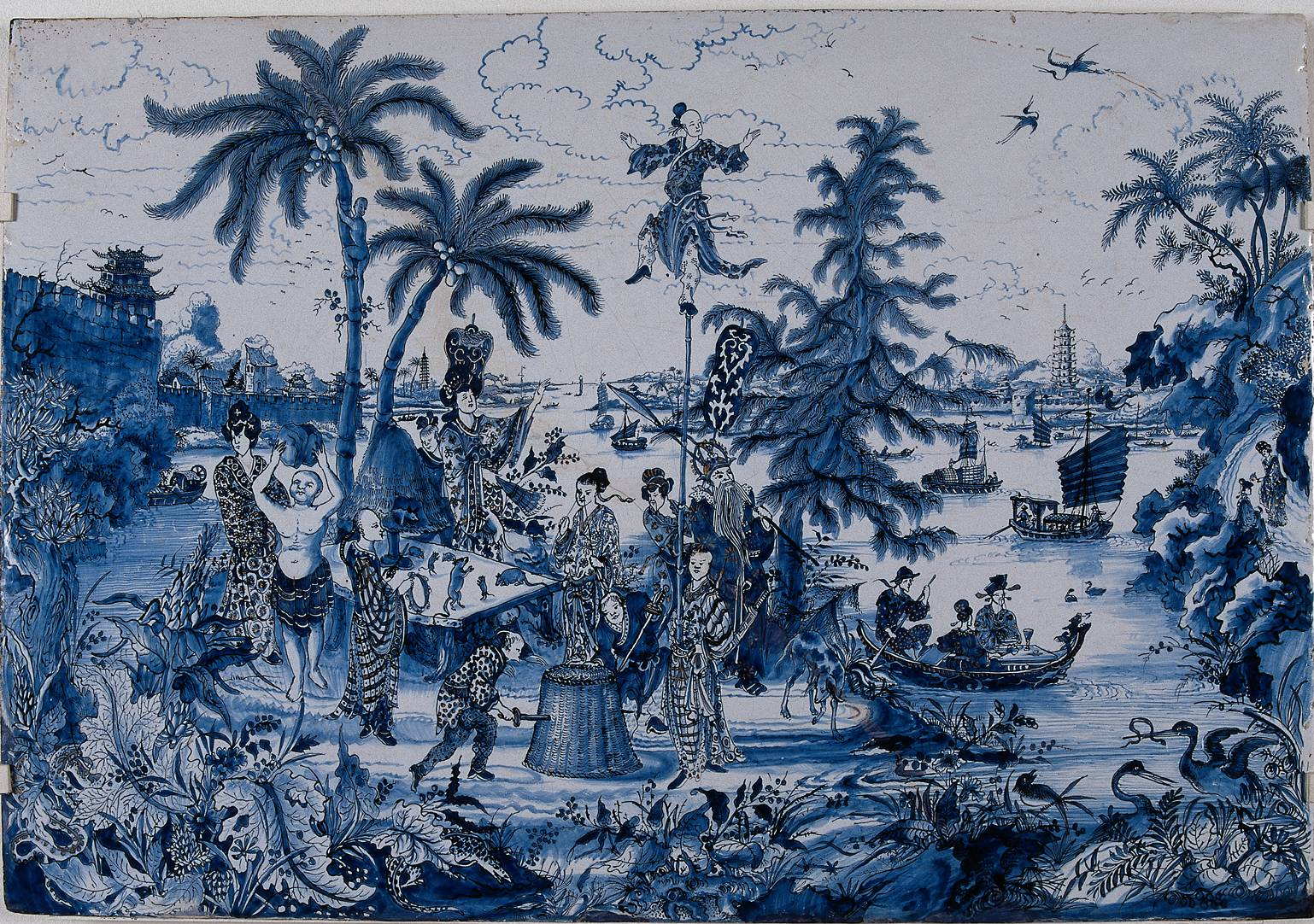
Плакетка с росписью «шинуазри». Ок. 1700 г. Фаянс. Делфт, Голландия
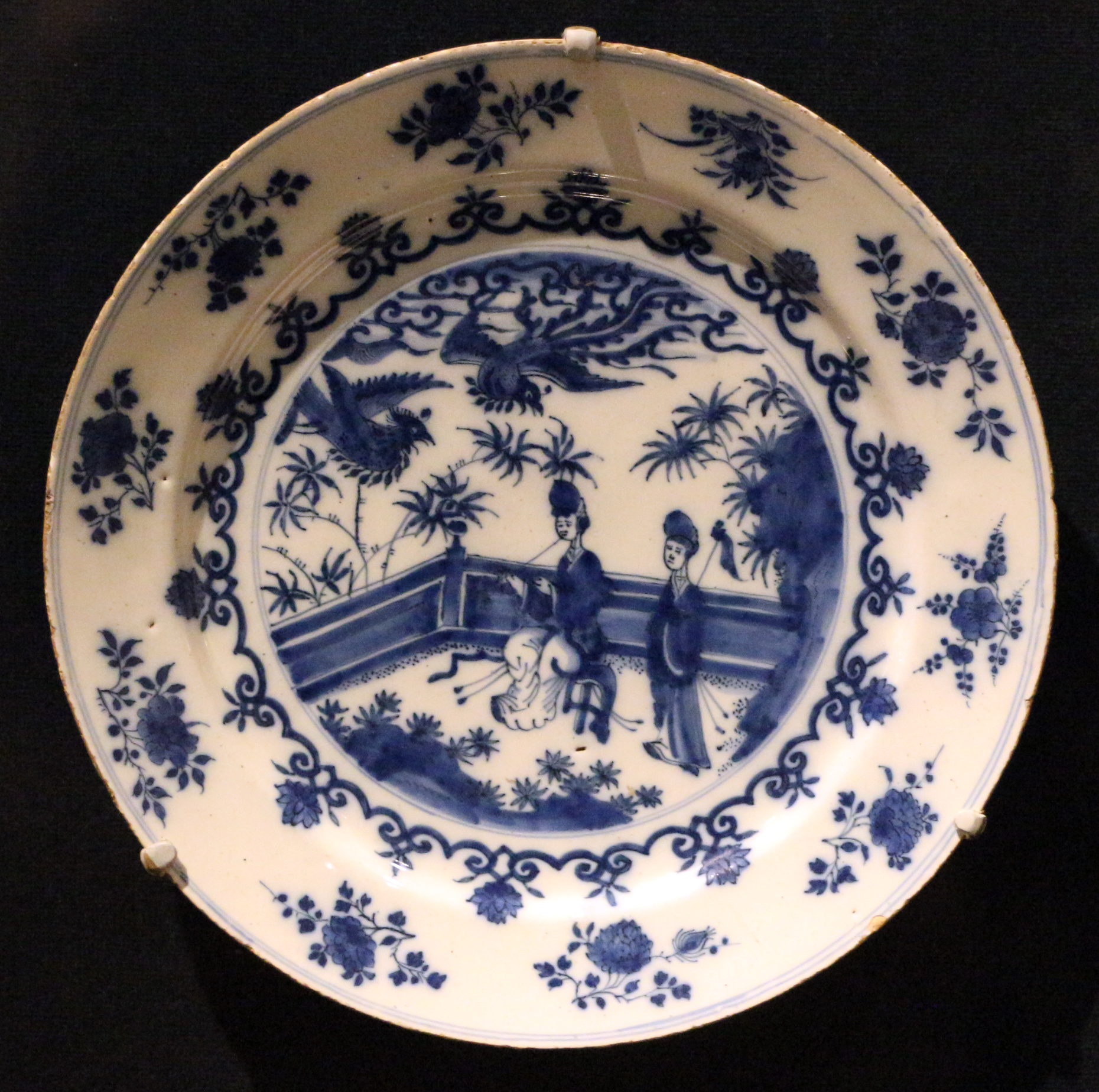
Тарелка с росписью в китайском стиле. 1686—1701. Фаянс, роспись кобальтом. Делфт, Голландия
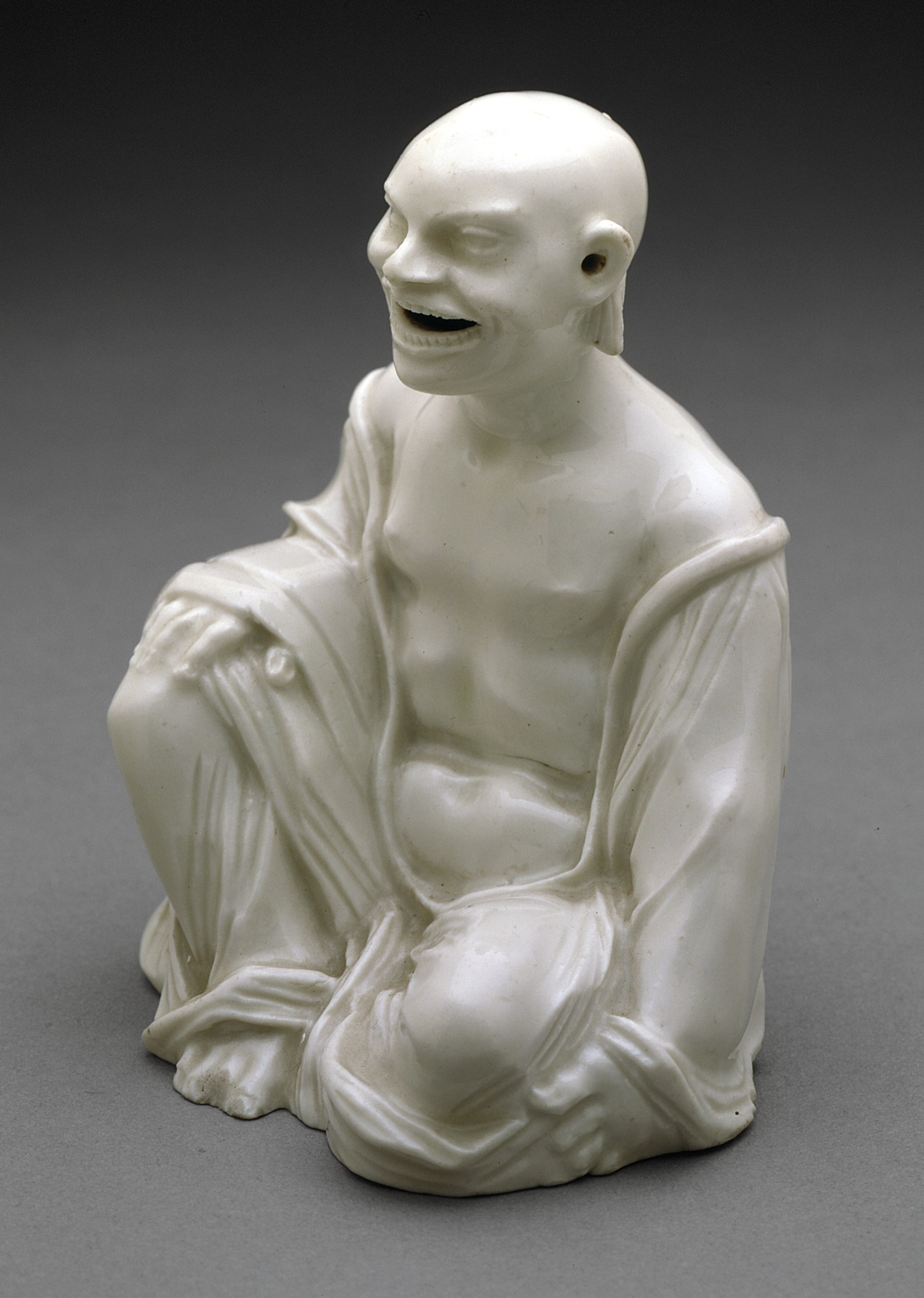
Фигурка монаха. Ок. 1715. Фарфор. Майсен
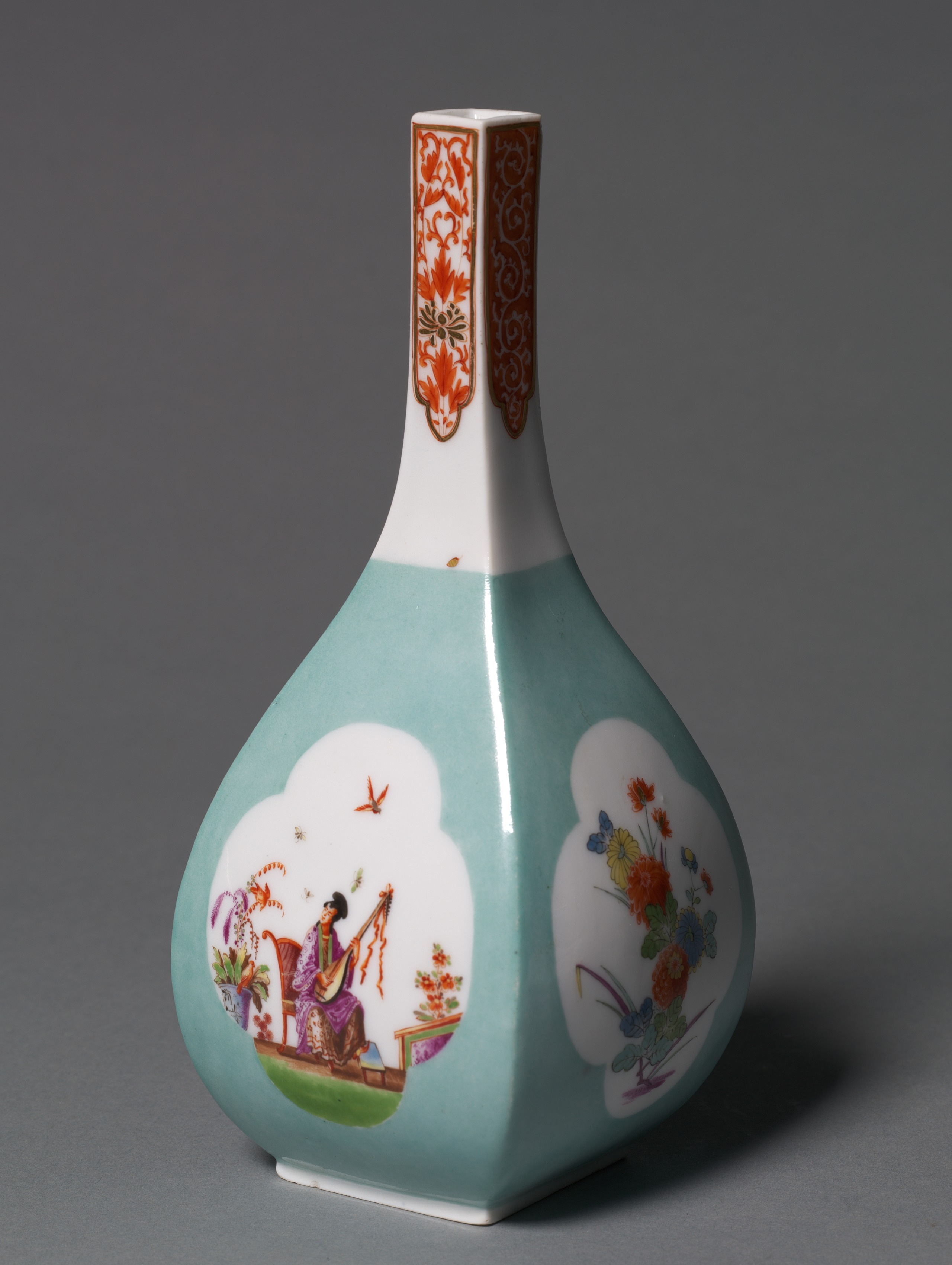
И. Г. Герольд. Бутыль для саке с росписью «в резервах» в подражание Китаю. 1725. Фарфор. Майсен
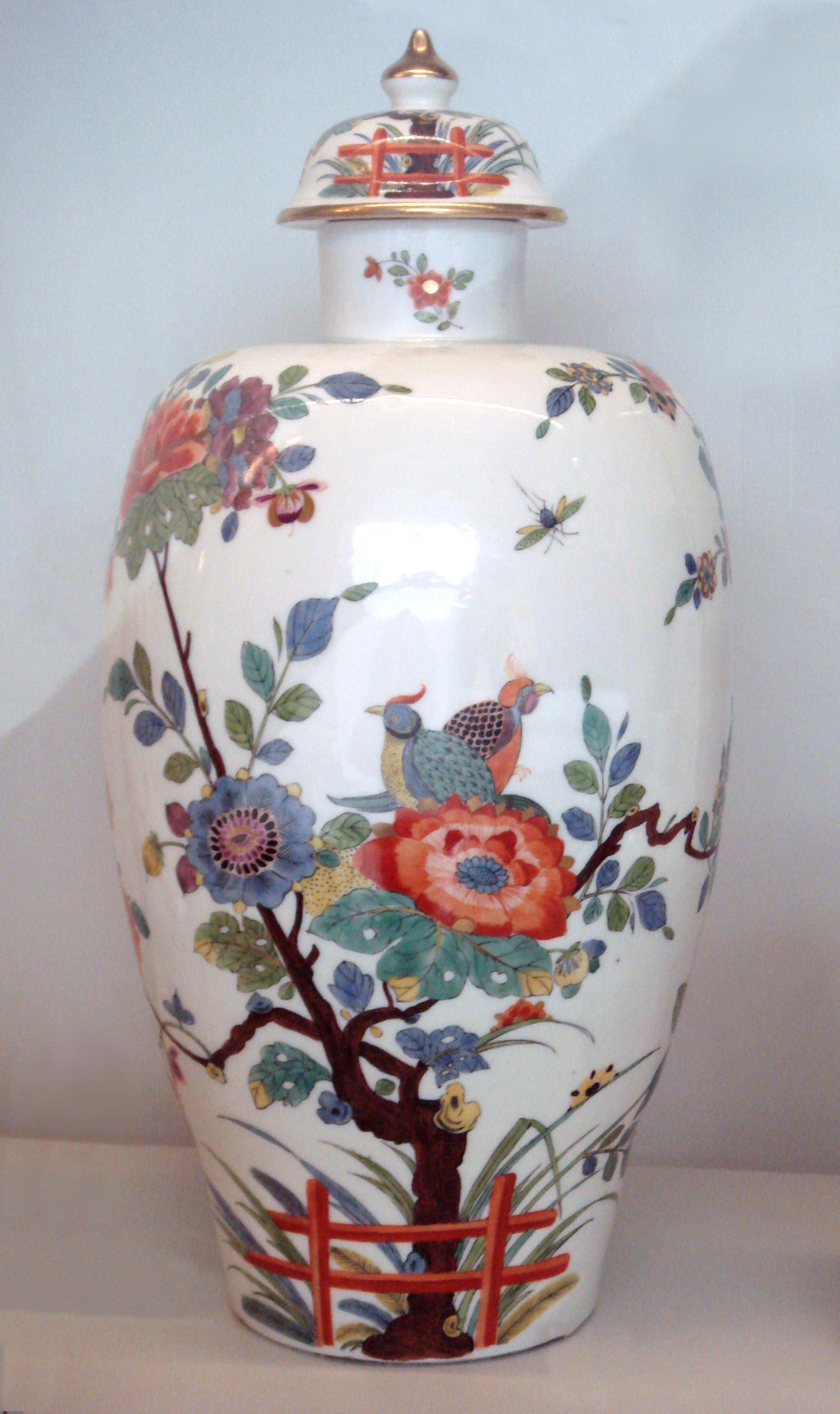
Бутыль в стиле «какиэмон». Герольдовский период. 1735. Фарфор, роспись. Майсен
Чаша в стиле «шинуазри». Герольдовский период
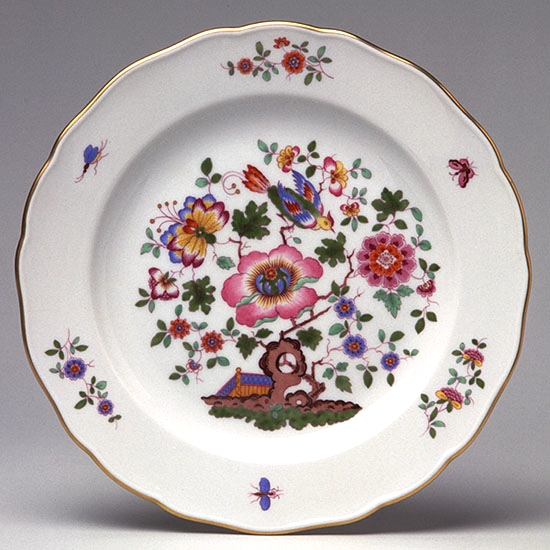
Тарелка с росписью «индианские цветы». 1740-е гг. Фарфор. Майсен
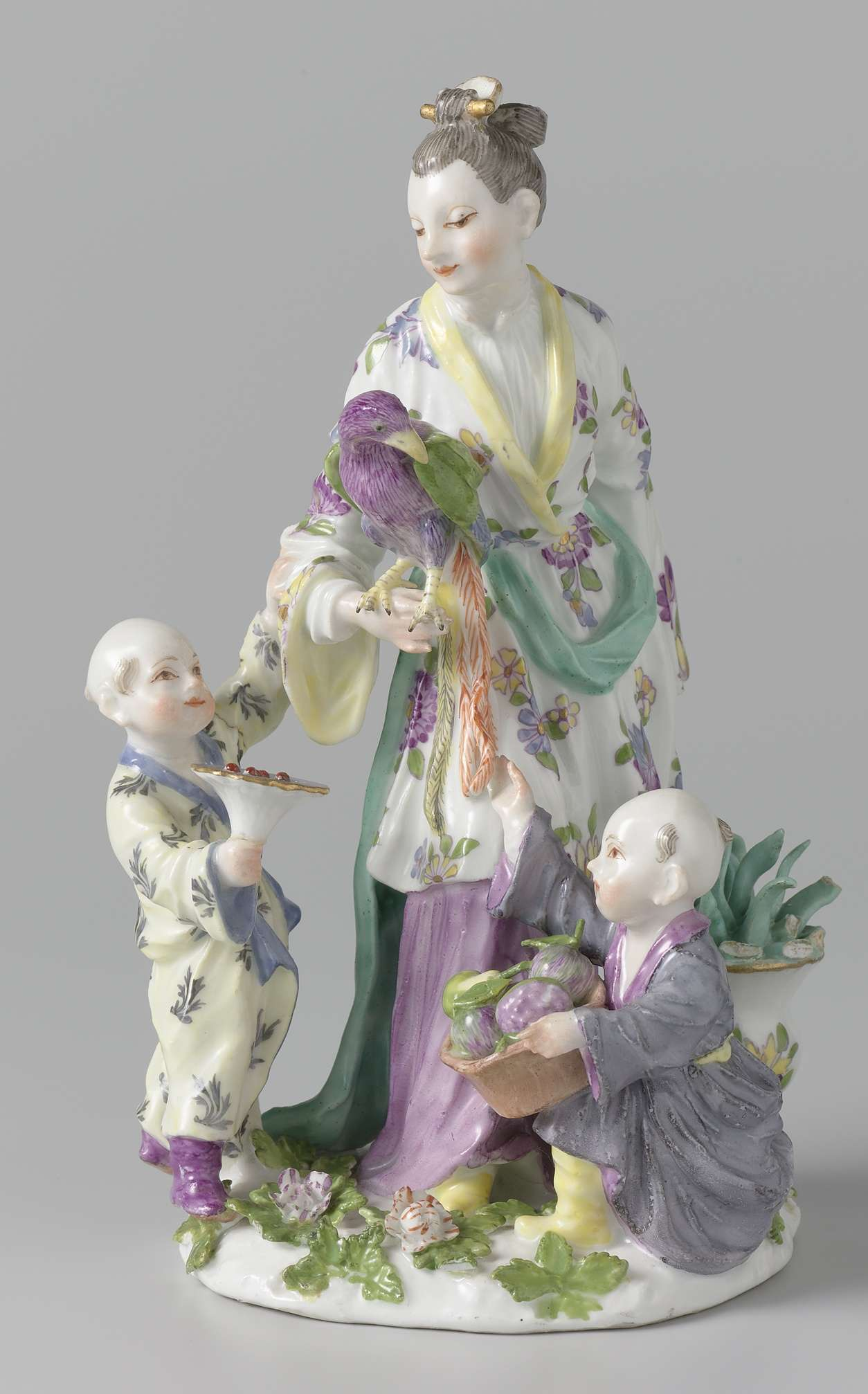
Китаянка с детьми. 1750. Фарфор, роспись. Модель П. Райнике. Майсен
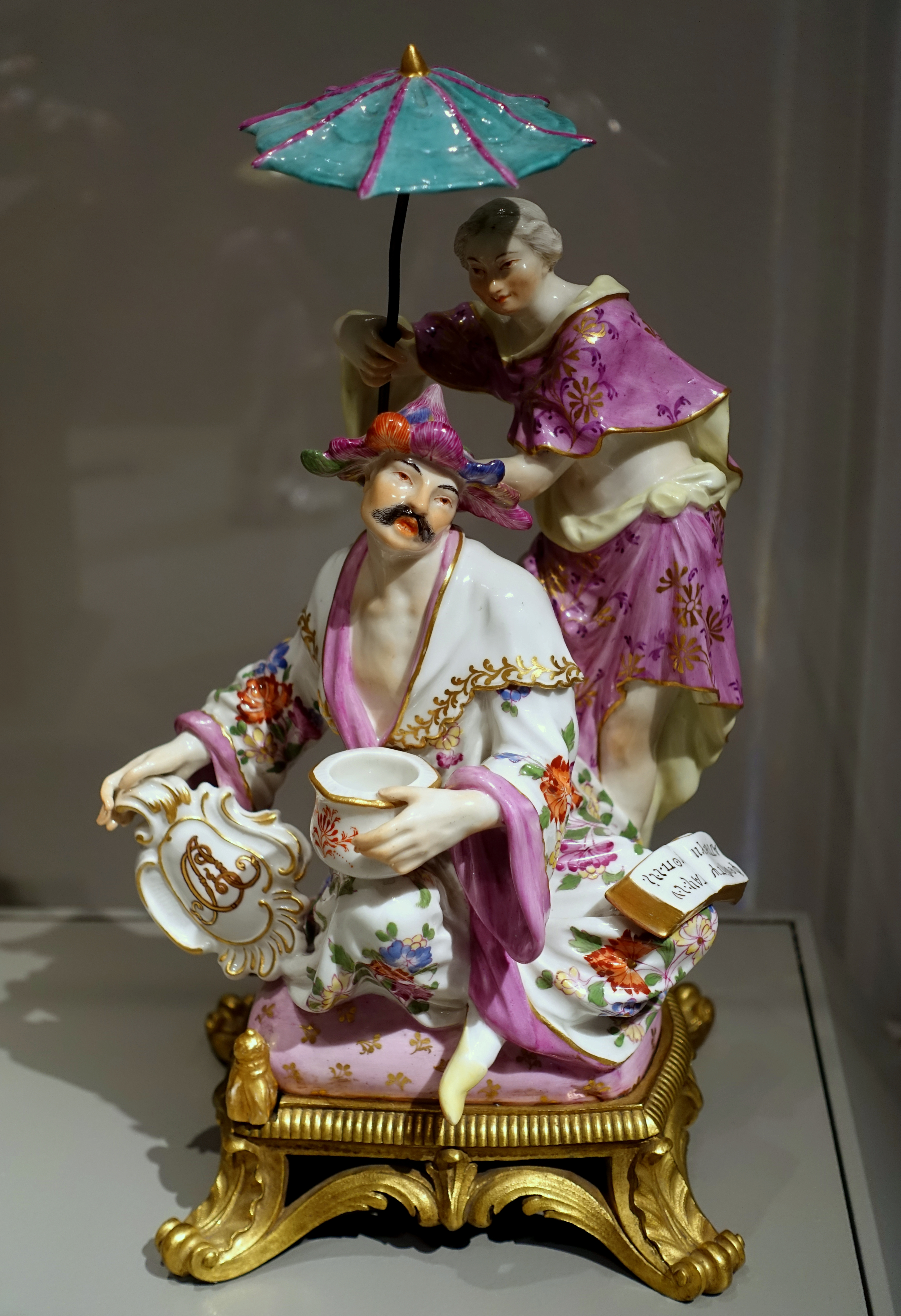
Торговец чаем и дама. Ок. 1745. Фарфор, роспись. Модель И. И. Кендлера (или Ф. Э. Мейера). Майсен
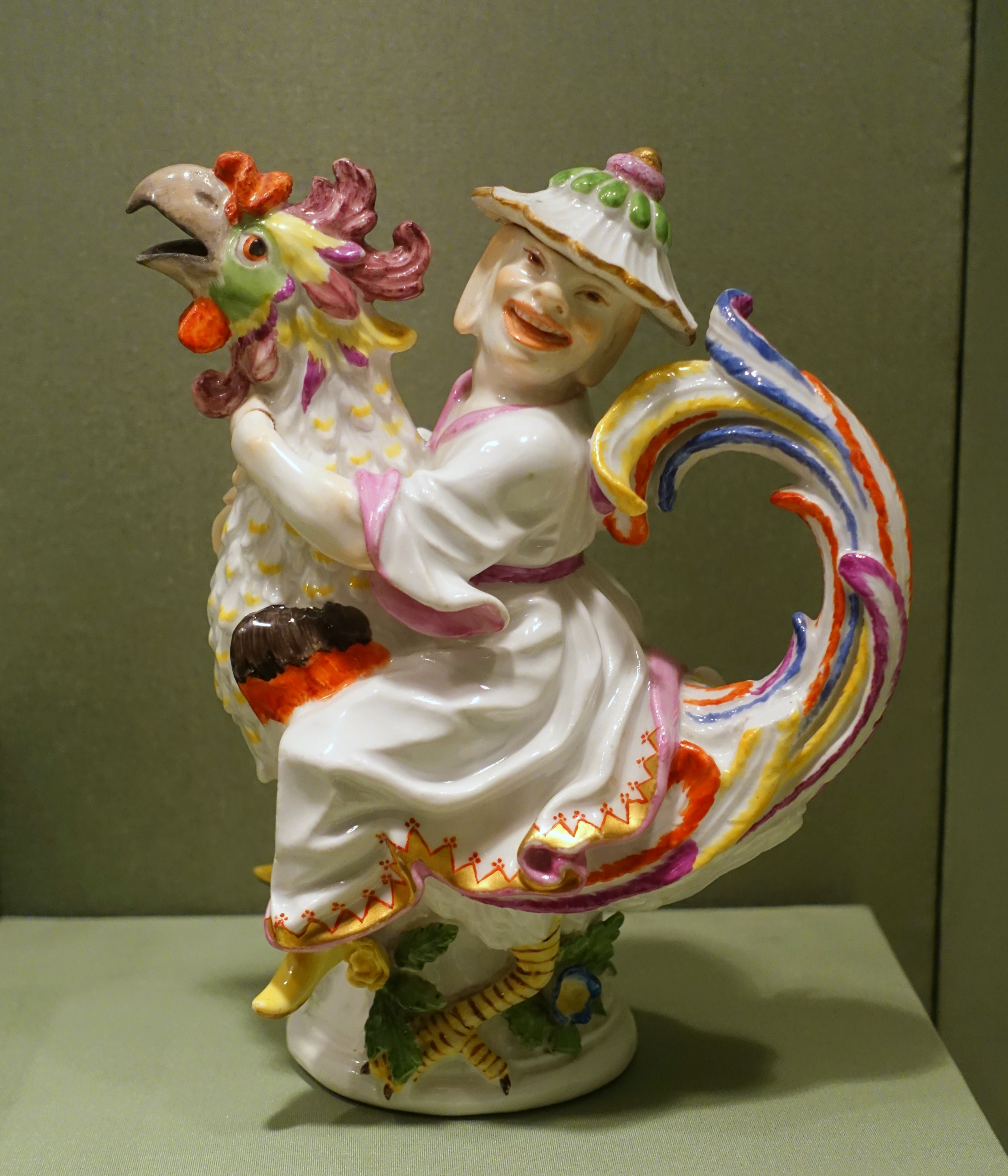
Фигурный сосуд для масла. Ок. 1737 г. Фарфор, роспись. Модель И. И. Кендлера. Майсен
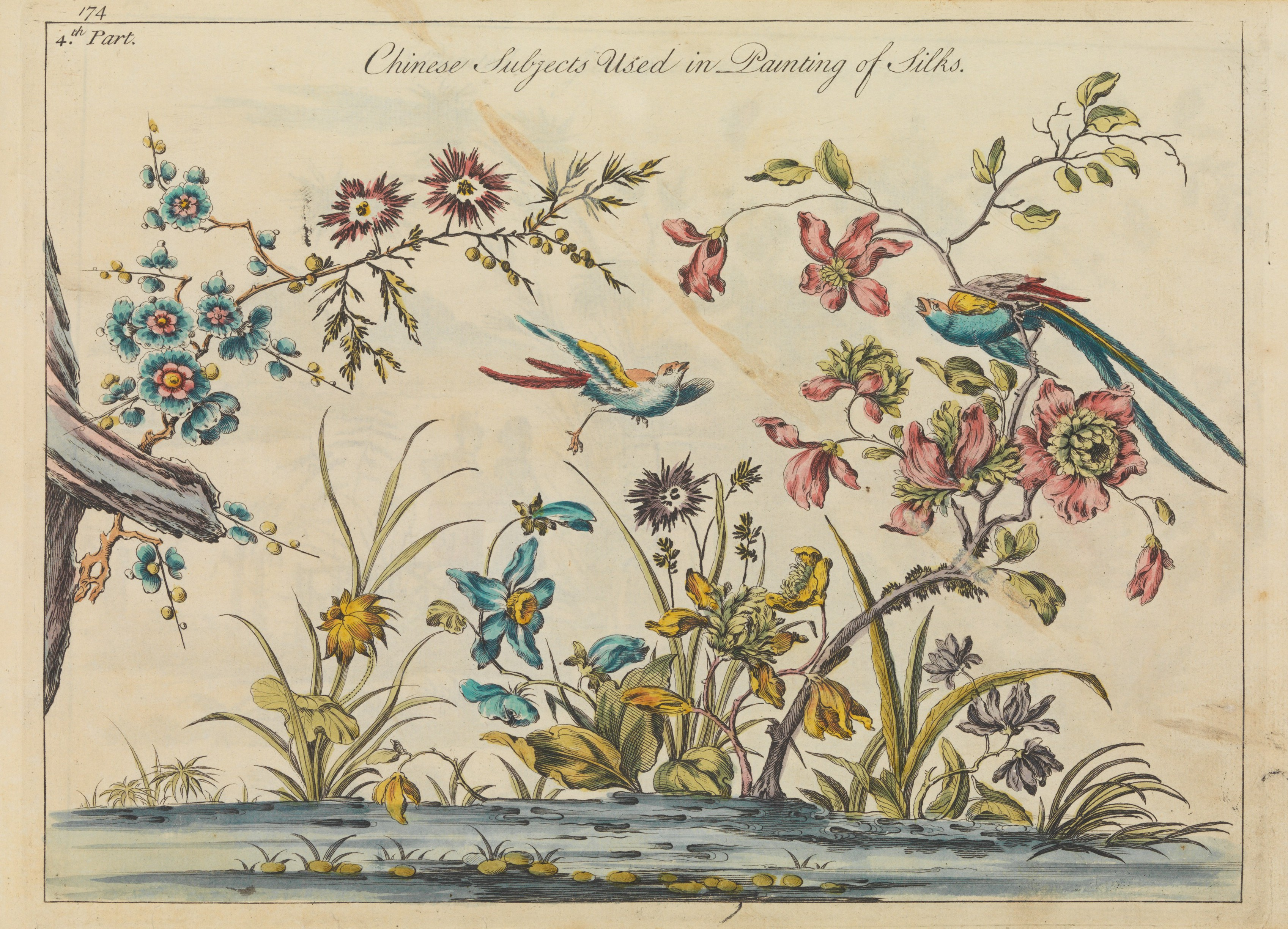
Цветы и птицы. Композиция для росписи шёлка. 1760. Раскрашенный офорт. Метрополитен-музей, Нью-Йорк
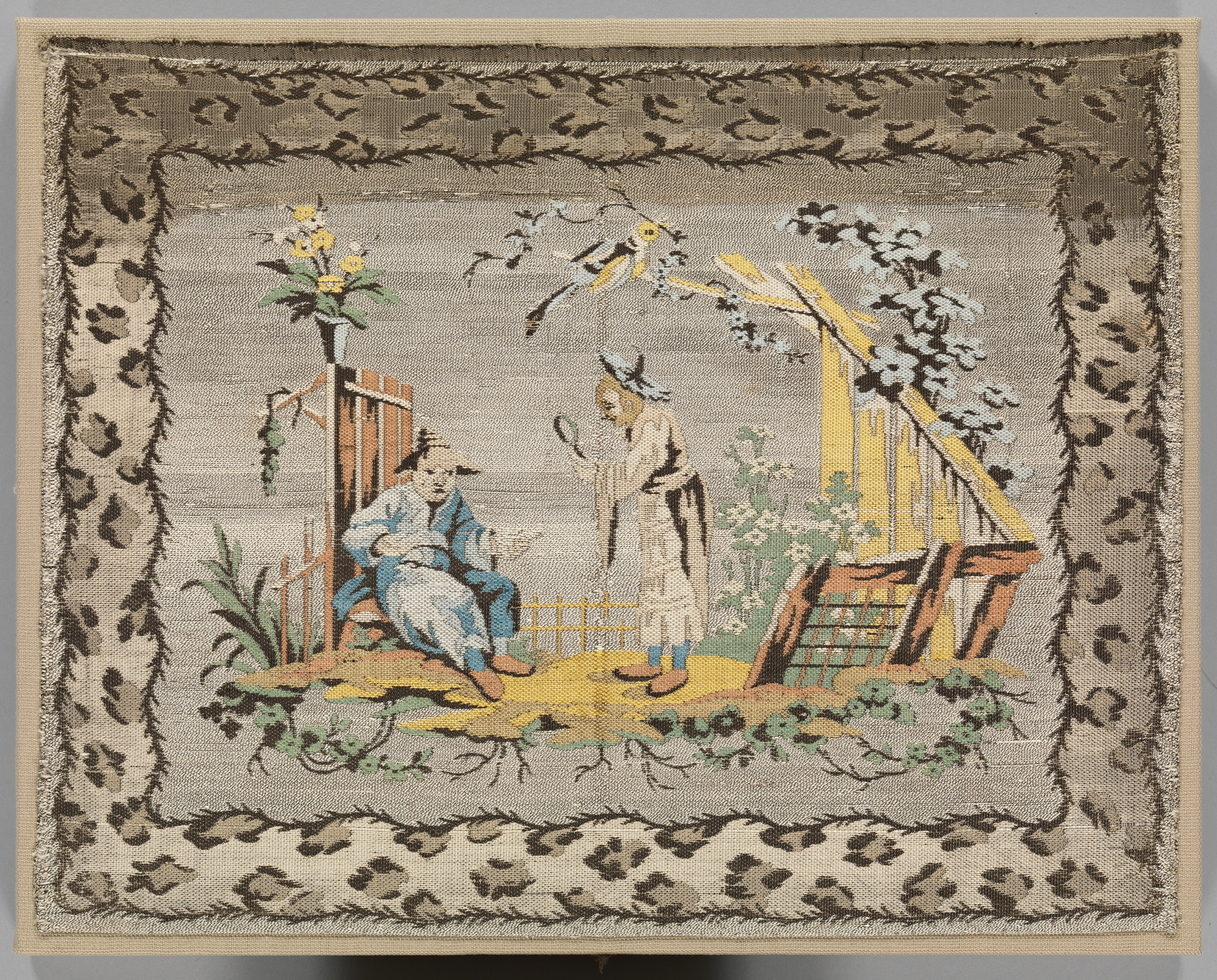
Вышивка. По рисунку Ж.-Б. Пильмана. Лион ? Метрополитен-музей, Нью-Йорк
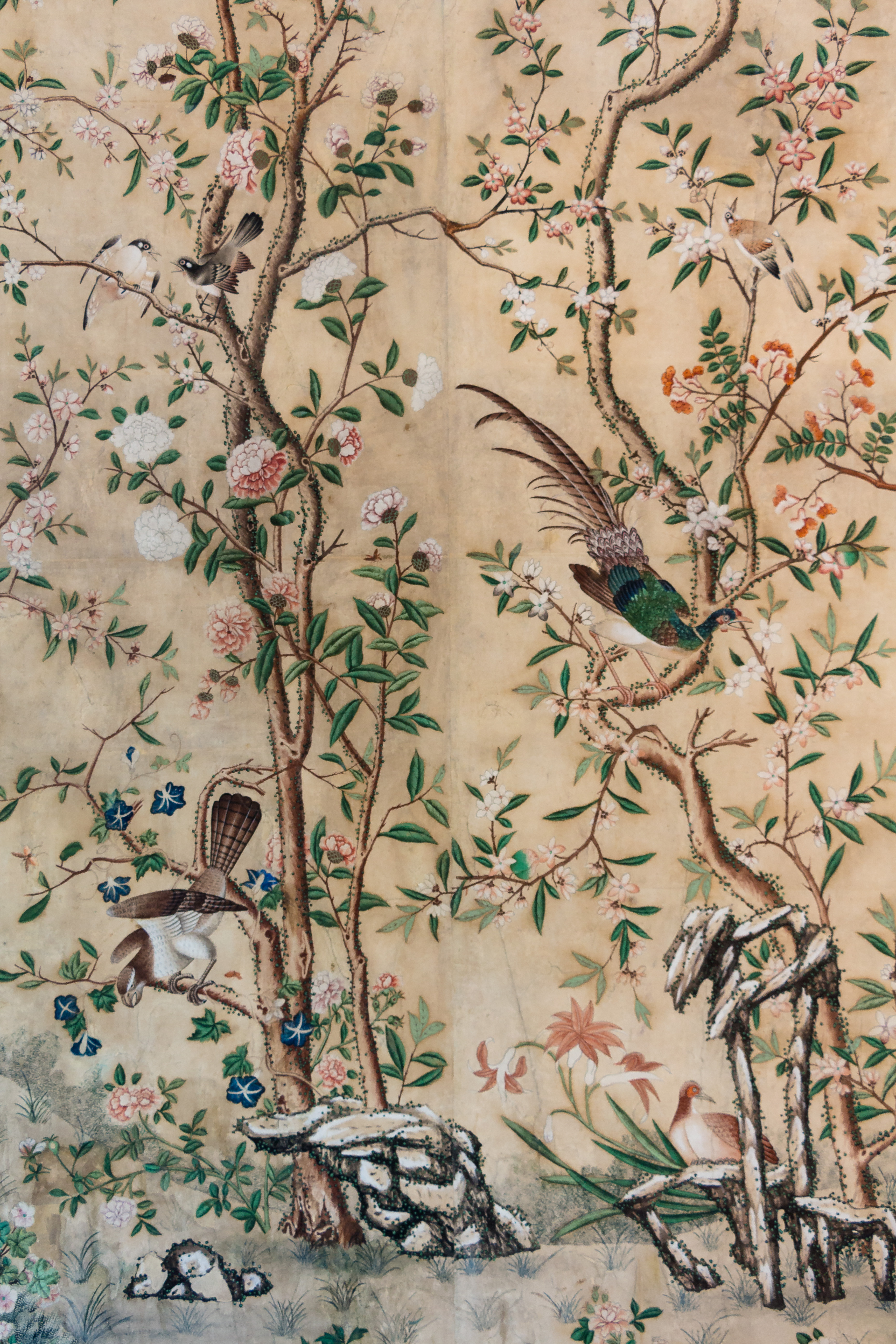
Деталь бумажных обоев Китайской комнаты. 1740-е гг. Замок Хельбрунн, Зальцбург
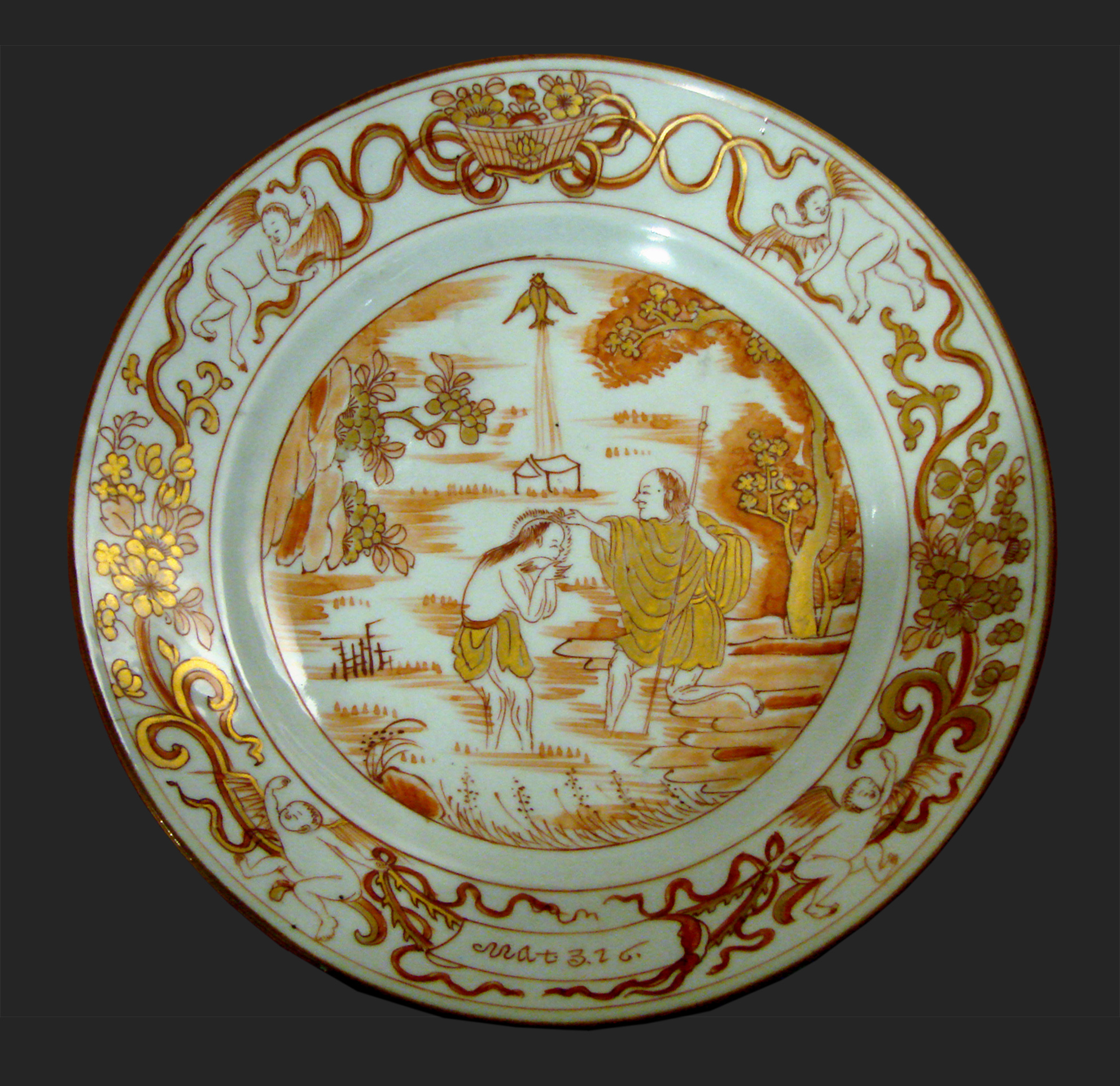
«Шинуазри наоборот». Крещение Христа. 1725-1735. Фарфор, роспись, золочение. Музей Гиме, Париж
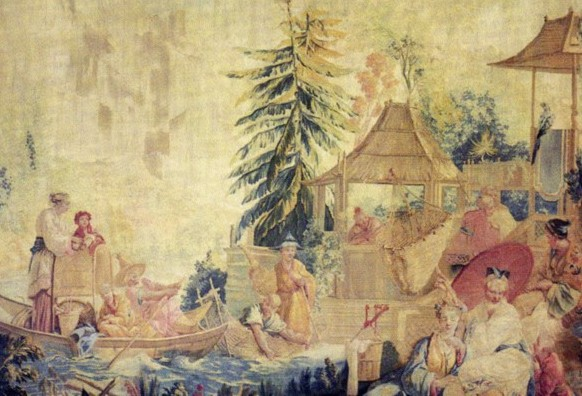
Китайский император. Шпалера по картону Ф. Буше. Мануфактура Бове. 1740
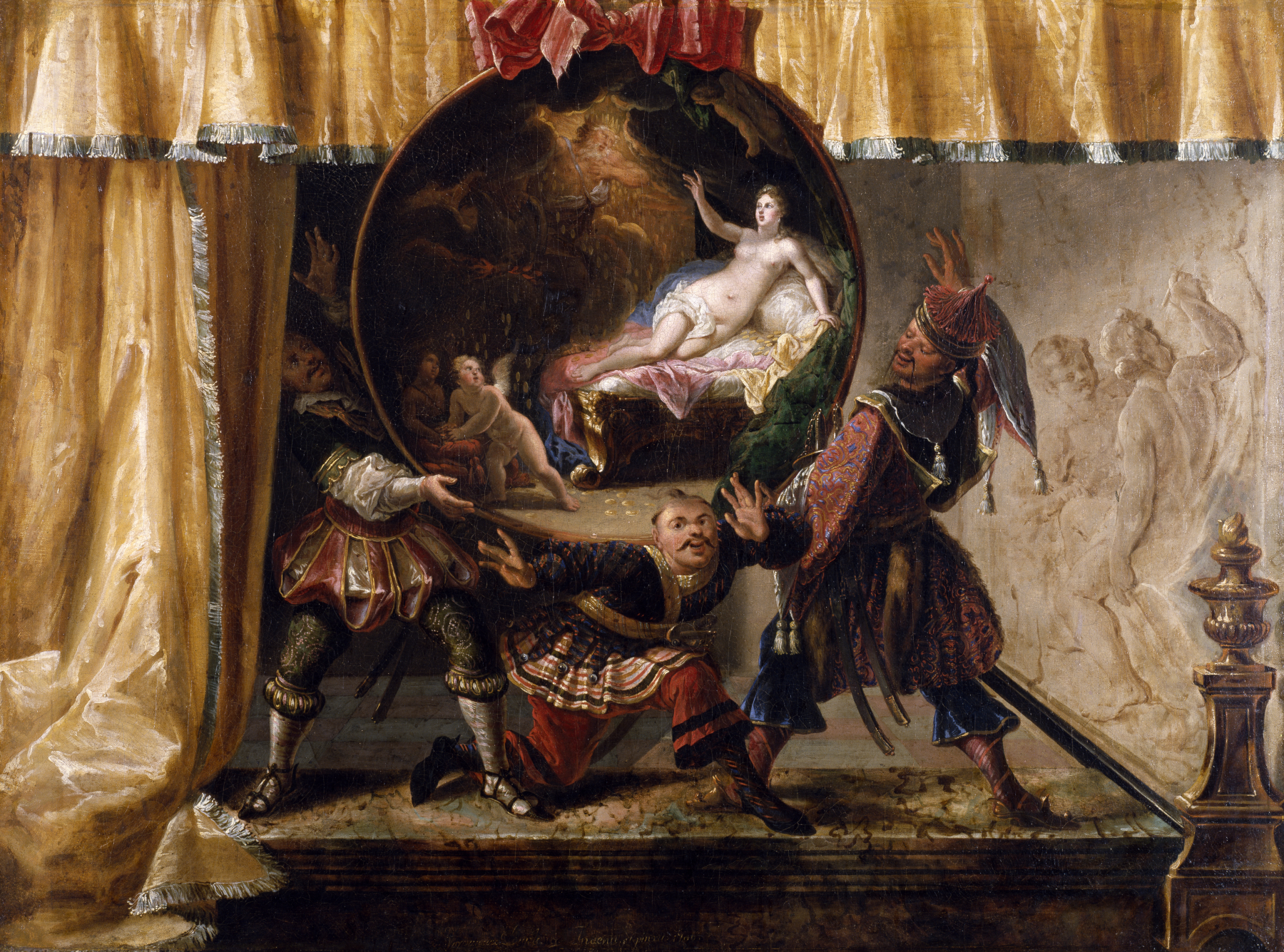
Ж. Вигуро Дюплесси. Даная и китайские фигуры. Каминный экран. Масло по ткани. 1700. Художественный музей Уолтерса, Балтимор
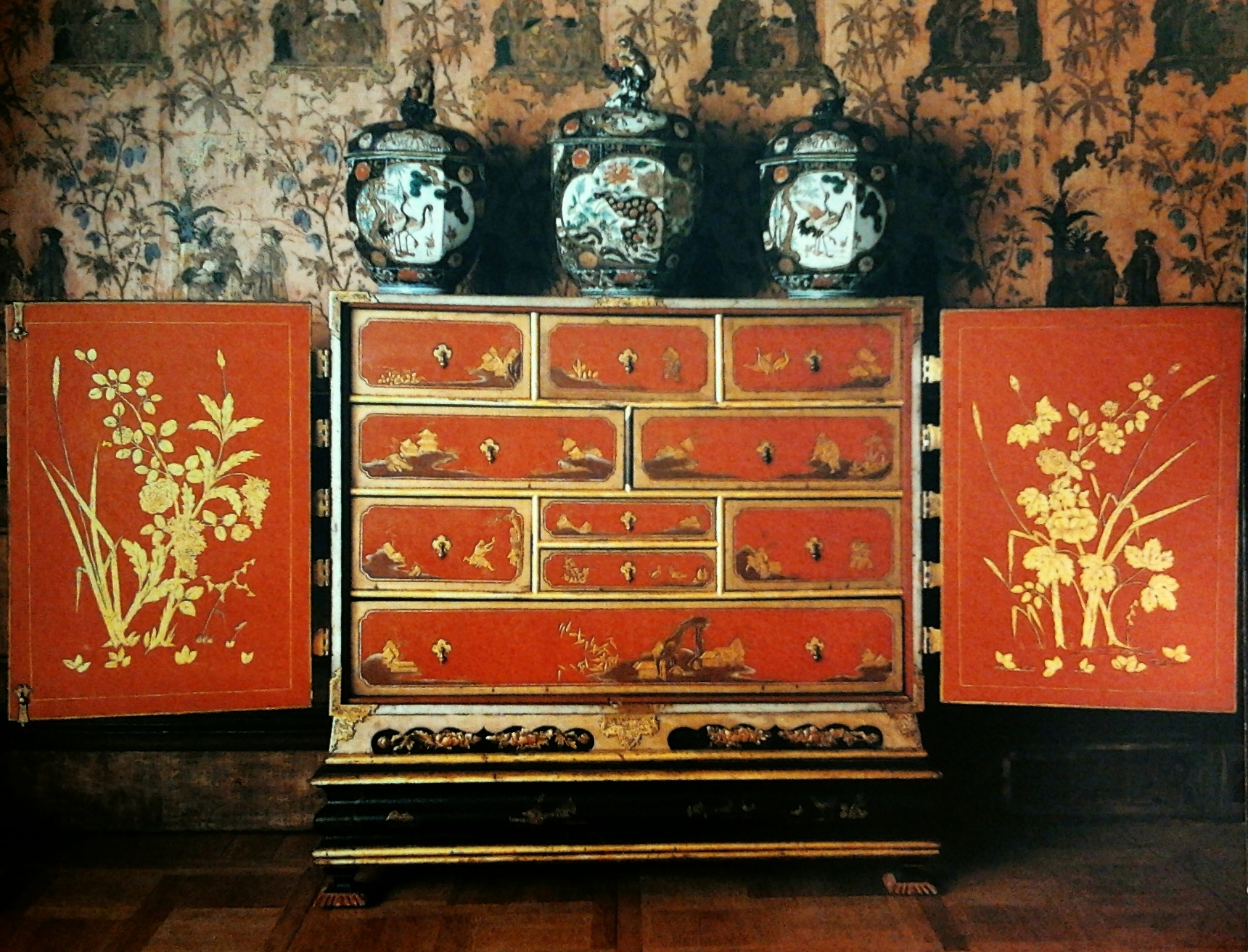
Лаковый кабинет. Нач. XVIII в. Саксония. Дворец Вилянув, Варшава
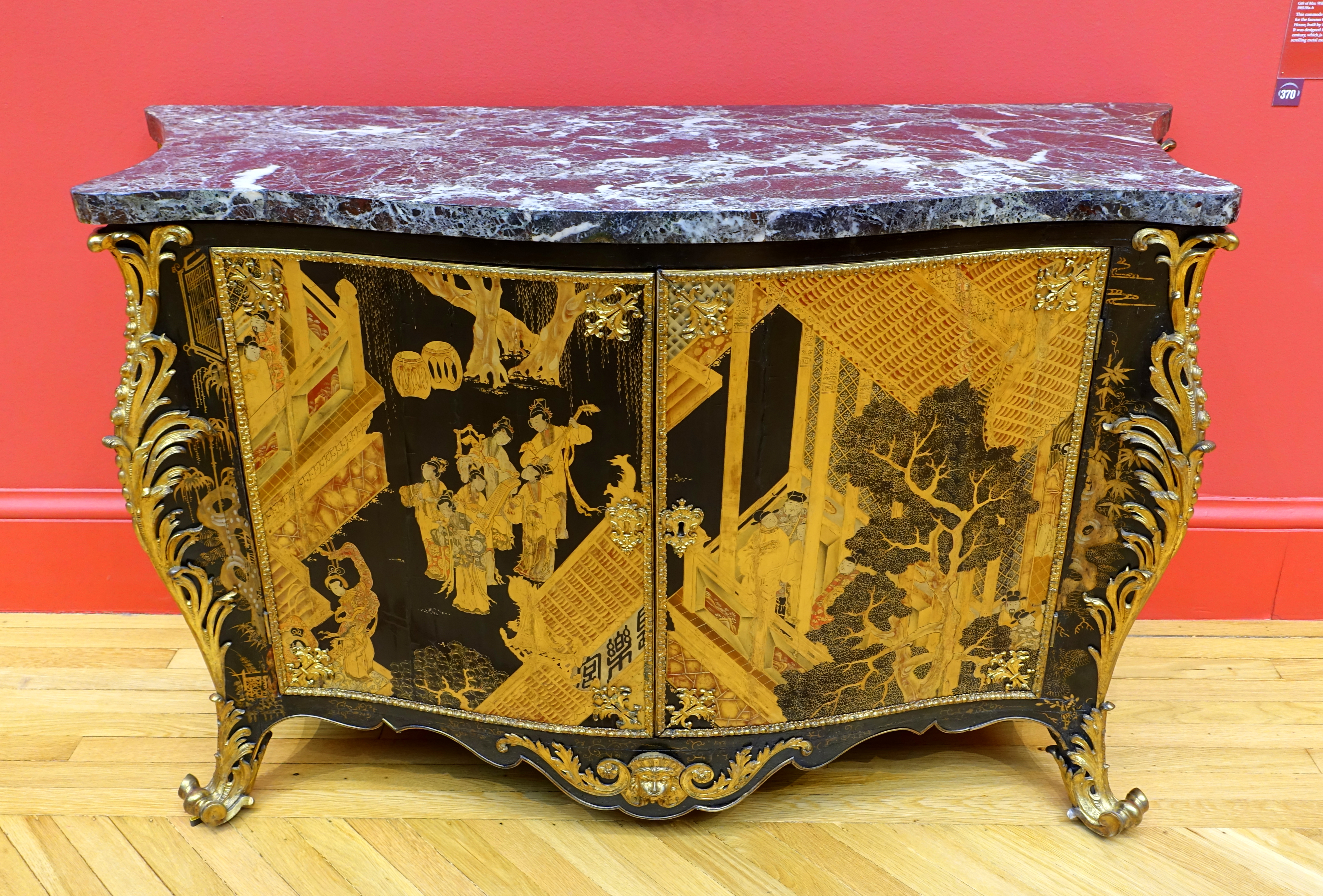
Комод с китайскими лаковыми панно. 1763. Из дворца Строуберри-хилл, Англия. Мастер П. Ланглуа
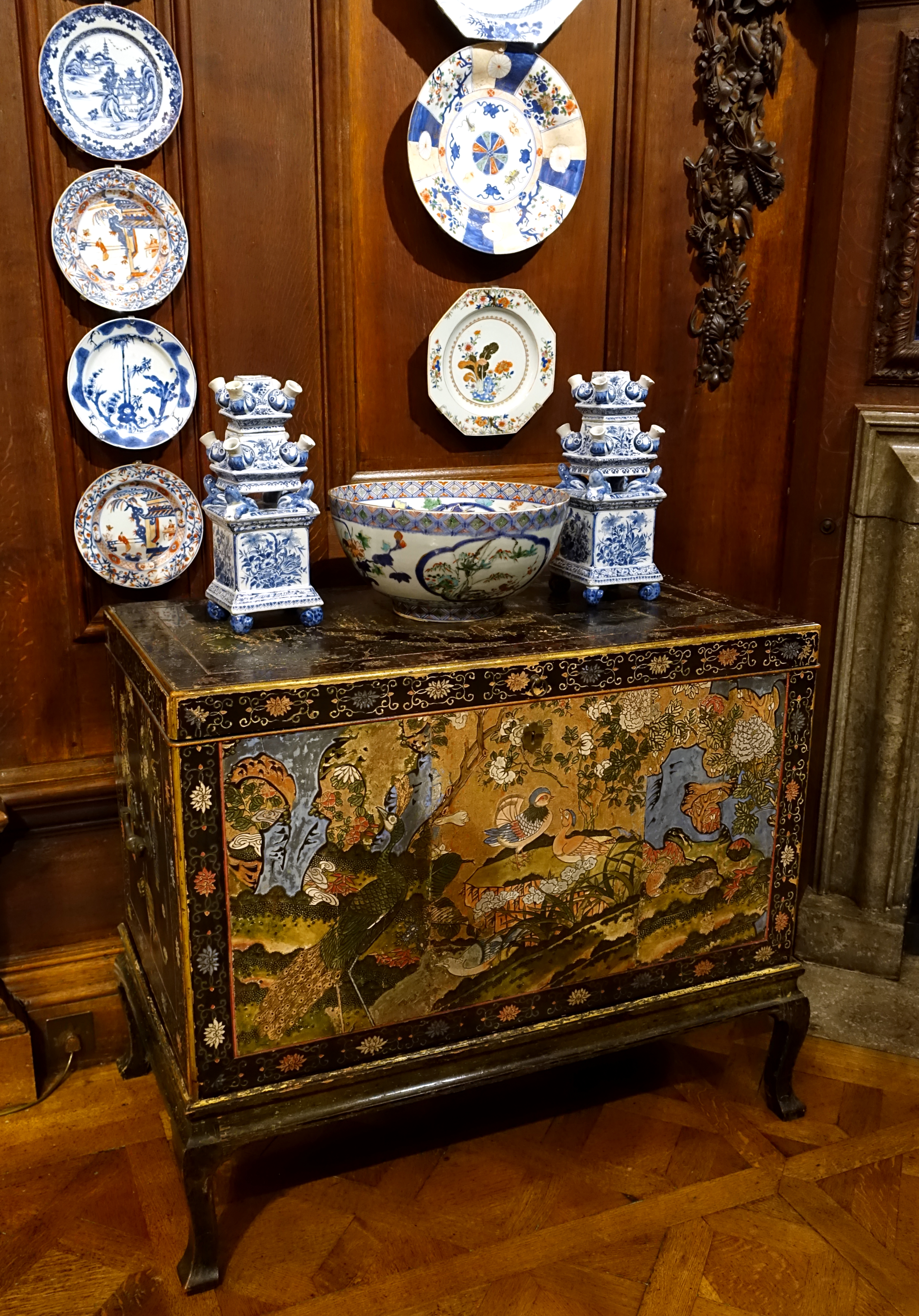
«Китайский кабинет». Чэтсуорт, Дербишир. Англия

Китайские мотивы появлялись на каминных экранах, в росписи ширм и вееров, в инкрустации мебели. Знаменитые художники, например Ф. Буше, расписывали кареты, портшезы, ширмы и веера, делали картоны для шпалер преимущественно для мануфактуры в Бове. Фарфоровая посуда, табакерки, вазы также украшали узорами «под Китай». Возникшая в первой половине XVIII века мода на фарфоровые статуэтки породила особый их тип — «китайская пастушка». Известны и так называемые «китайские болванчики» — фигурки пожилого китайца, покачивающего головой. В это же время возникает мода на «китайские фонарики».

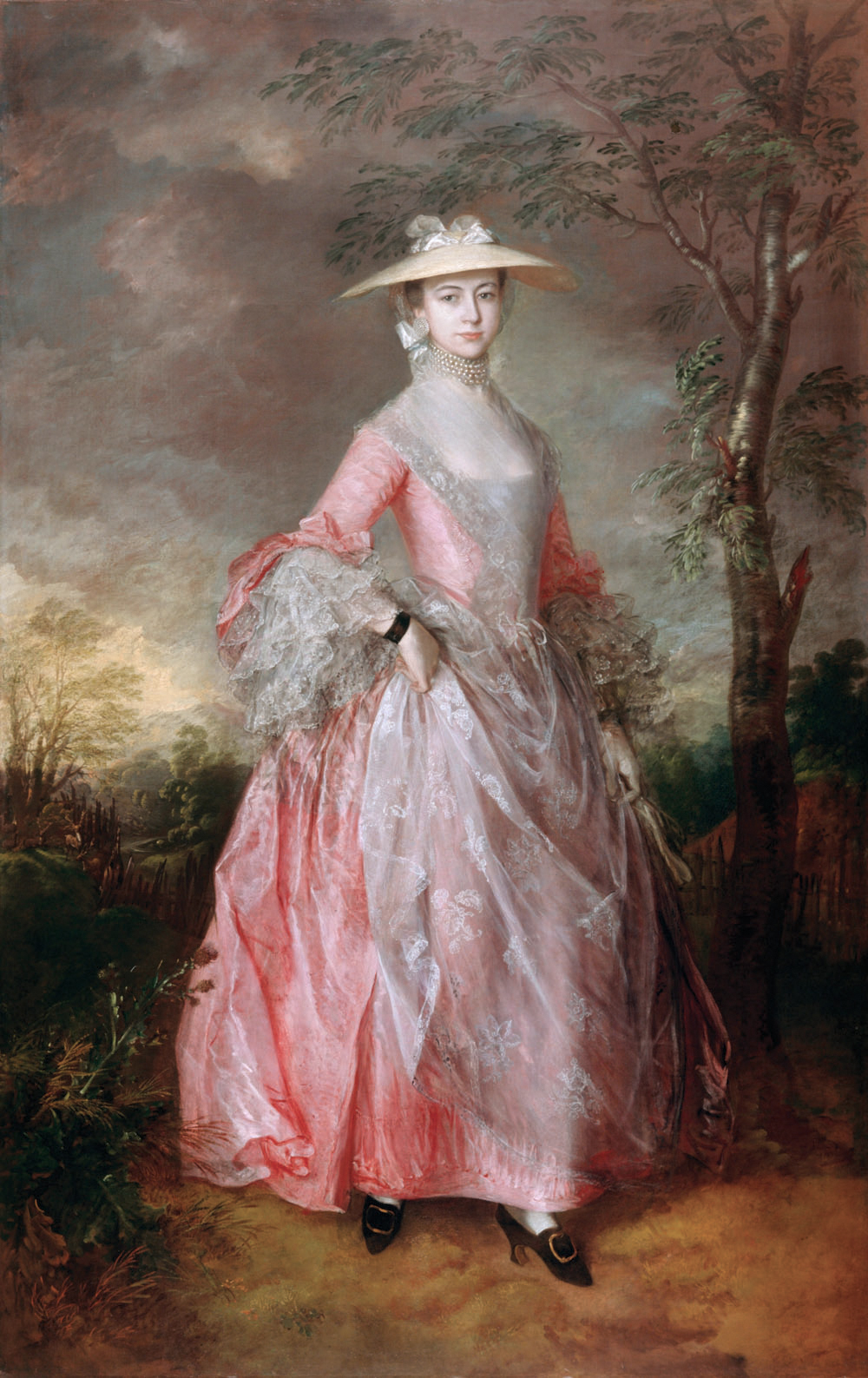
Соломенная шляпа в китайском стиле
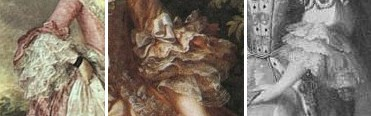
Рукава à la pagode
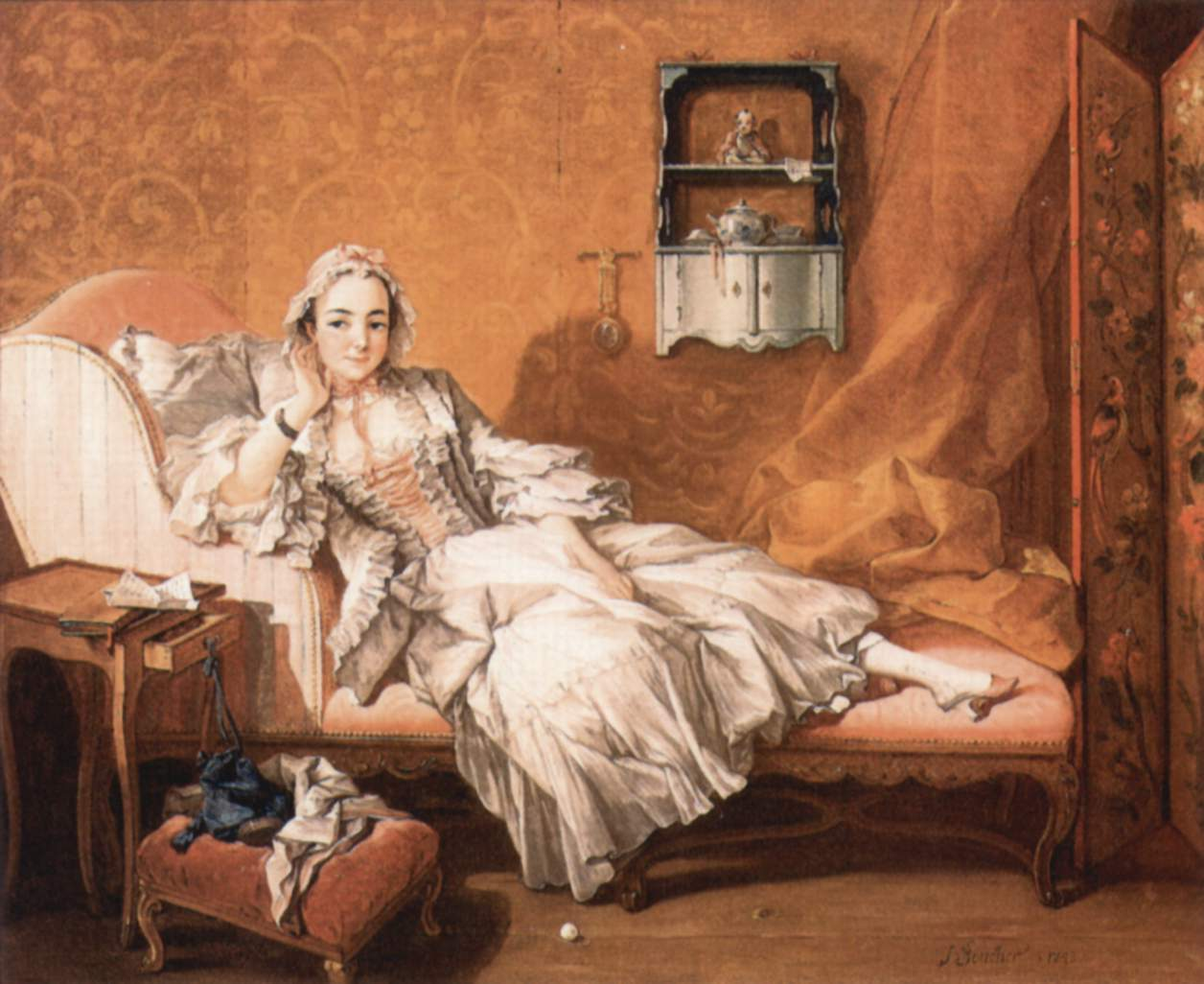
Дама в туфельках-мюли

## «Китайский стиль» в костюме
Увлечение шинуазри в модной одежде и придворном костюме проявилось, прежде всего, в орнаменте шёлковых тканей, вначале привозимых из Китая, использовании зонтиков и вееров наподобие китайских.
В женском костюме эпохи рококо также проявился интерес к далёкой экзотической культуре. В 1730—1760 годах в моде был расширяющийся к низу рукав «пагода», из под которого были видны нижние кружевые «подрукавнички», спускавшиеся «ярусами».
В Англии существовала мода на соломенные шляпы, похожие на конусообразный китайский головной убор. Также в употребление вошли неудобные крохотные туфельки — мюли, имитирующие китайскую обувь.

## В литературе, драматургии, балете
«Китайская тема» была востребована и в других областях искусства. Воплощением стиля шинуазри в драматургии являются пьесы: Карло Гоцци «Турандот» и Вольтера — «Китайский сирота». Сказка Гоцци происходит в несуществующем, фантазийном Китае. Вольтеровский «Сирота» основан на реальном повествовании: основой пьесы послужило переведённое в середине 1730-х годов сочинение Цзи Цзюньсяня «Сирота из дома Чжао».
В начале XVIII века на европейские языки переводится древнейший китайский трактат — «Книга Перемен».
В «галантном» придворном балете также использовали китайские темы. В это время возникают изящные балеты-однодневки «Галантный Китай», «Китайская пастушка», «Мандарин», не имеющие прямого отношения к китайской действительности и являвшиеся модной данью увлечению экзотическим Востоком.

## «Китайский стиль» в России
В России увлечение китайским стилем началось с создания Лакового, или Китайского, кабинета во дворце Монплезир в Петергофе близ Санкт-Петербурга. Дворец строили в 1714—1723 годах по указанию и по рисунку царя Петра I. Проект разработал Иоганн Фридрих Браунштейн, ученик и помощник Андреаса Шлютера. Царь Пётр сам выбрал местоположение нового дворца, определил его планировку и дал указания относительно оформления интерьеров. На стенах кабинета, на вызолоченных фигурных консолях размещались изделия китайского и японского фарфора, собранные Петром I (из 546 предметов сохранилось 150). Стены кабинета украшают одиннадцать больших вертикальных чёрнолаковых панно с изображениями «сцен китайской жизни» и одиннадцать малых с изображениями птиц, драконов и журавлей. Лаковые «китайские» панно писали русские иконописцы под руководством голландца Хендрика ван Бронкхорста, поэтому панно называли «лаковой голландской работой» (1719—1722). Во время Второй мировой войны фашистские оккупанты разорили дворец и сожгли большую часть панно. По уцелевшим фрагментам в 1953—1963 годах новые панно писали мастера Палеха.
В Ораниенбауме, другом пригороде Санкт-Петербурга, в 1762—1768 годах был построен Китайский дворец. Проект как часть «Собственной дачи» императрицы Екатерины II разработал архитектор Антонио Ринальди, приехавший в Россию из Италии в 1751 году. В годы Великой Отечественной войны Ораниенбаум, в отличие от остальных пригородов Санкт-Петербурга, не был захвачен фашистами, поэтому дворец сохранил подлинные интерьеры. Среди них в «китайском стиле» оформлены Стеклярусный кабинет, Малый и Большой Китайский кабинеты, давшие название всему дворцу.
Стеклярусный кабинет украшают двенадцать панно (из них два десюдепорта). Они вышиты русскими мастерицами синелью (разноцветными ворсистыми шёлковыми нитями) с использованием стекляруса, изготовленного на мозаичной фабрике, основанной в Усть-Рудице, в окрестностях Ораниенбаума, русским учёным М. В. Ломоносовым. На панно изображены причудливые «китайские пейзажи» и фантастические птицы, обрамлённые затейливым рокайльным орнаментом. Для панно использованы картоны Жана-Батиста Пильмана, который в 1766—1767 годах работал в Санкт-Петербурге. Согласно иной версии использовались эскизы итальянского художника Серафино Бароцци, который в 1765—1768 годах осуществлял росписи в интерьерах Китайского дворца и павильона Катальной горки. Два «Китайских кабинета» полностью оформлены по рисункам Ринальди в «китайском стиле». Большие стенные панно сделаны из наборного дерева: из карельской берёзы, амаранта, палисандра, самшита и персидского ореха со вставками из слоновой кости. Китайские мотивы соединяются с французскими рокайлями, пальмовыми ветвями, меандром, свастиками, изображениями драконов и фениксов. Стены «Китайской опочивальни» затянуты белым китайским атласом с росписями. Плафон опочивальни: «Китайское жертвоприношение», написал (не выезжая из Италии) итальянский живописец Якопо (Джакомо) Гуарана.
В 1771 году в Санкт-Петербурге был издан в переводе на русский язык трактат английского архитектора У. Чеймберса под заголовком: «О китайских садах. Перевод из книги сделанной господином Чамберсом, содержащей в себе описание Китайских строений, домашних их уборов, одеяний, махин и инструментов». Этот трактат, а за ним последовали и другие издания, альбомы гравюр «с видами китайских зданий», способствовал увлечению «китайщиной» и романтической архитектурой в России второй половины XVIII века.
В загородной парадной резиденции императрицы Екатерины II в Царском селе по её желанию построили целую «Китайскую деревню». Императрица повелела своему послу в Лондоне заказать макет Большой пагоды в королевских садах в Кью У. Чеймберса чтобы такую же построить в Царском Селе. В 1772 году в «Новом парке» возвели две арки: Большой каприз с «китайской беседкой» и Малый каприз. А. Ринальди разработал проект Китайского театра и других зданий «Китайской деревни». Ю. М. Фельтен создал проект «Скрипучей беседки» — павильона в «китайском стиле» (построен В. И. Нееловым в 1778—1786 годах). В 1781—1782 годах строительство «Китайской деревни» завершал Чарлз Камерон. Проект полностью не был осуществлен. В настоящее время имеются лишь несколько разрозненных построек, два железных и два каменных моста.

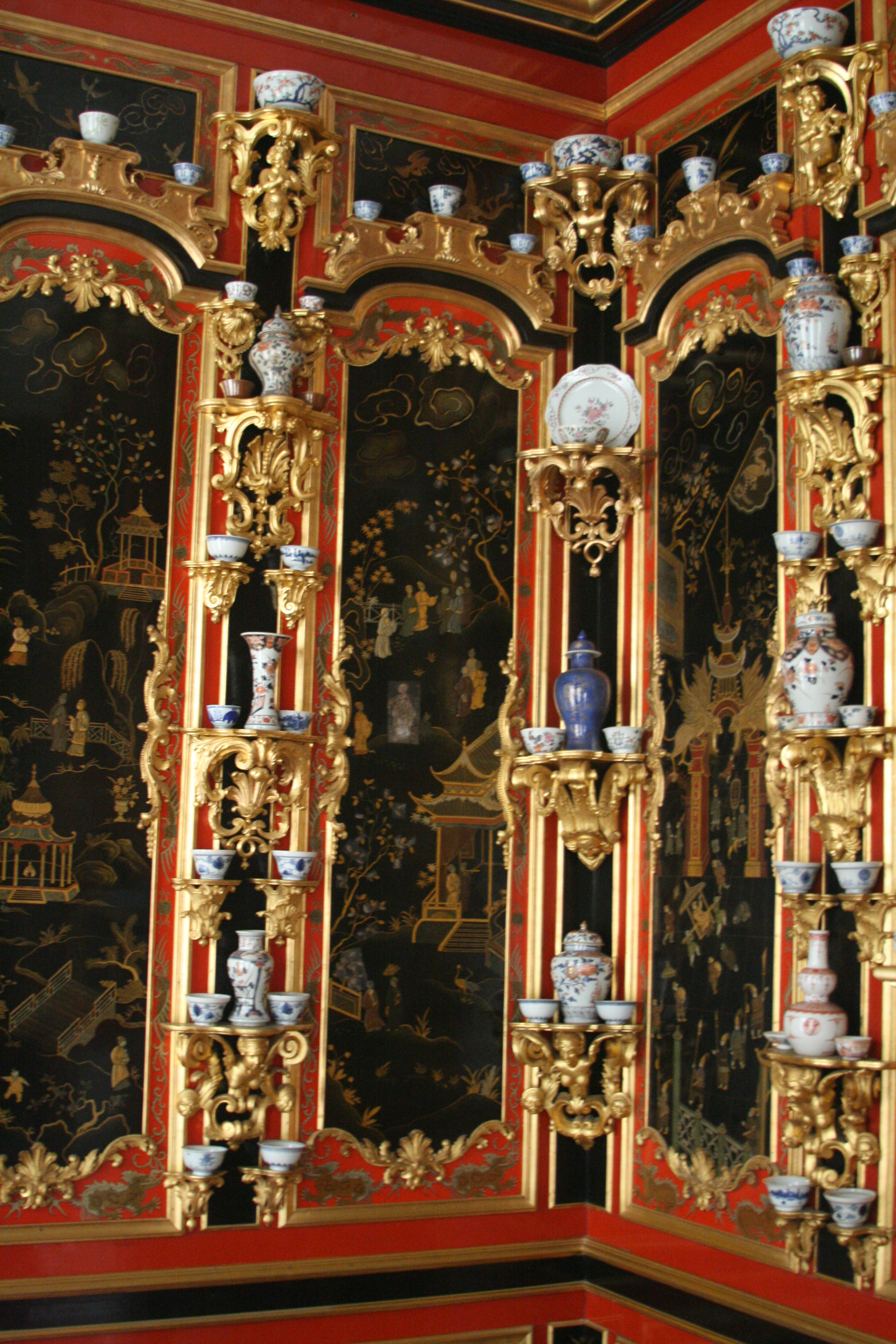
Лаковый, или Китайский, кабинет дворца Монплезир. 1714—1723. Архитектор И. Ф. Браунштейн
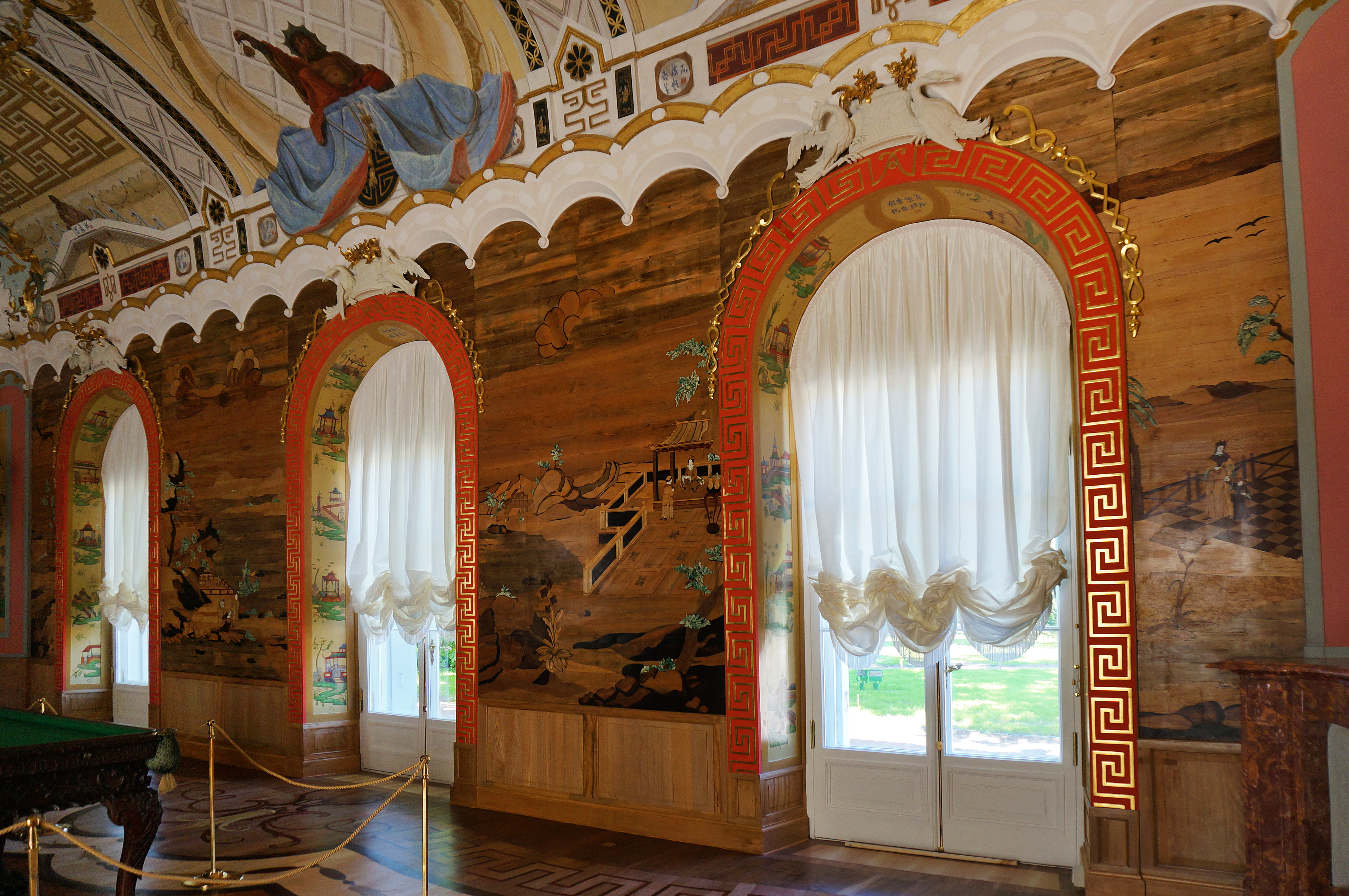
Китайский дворец в Ораниенбауме. 1762—1768. Большой китайский кабинет. Архитектор А. Ринальди
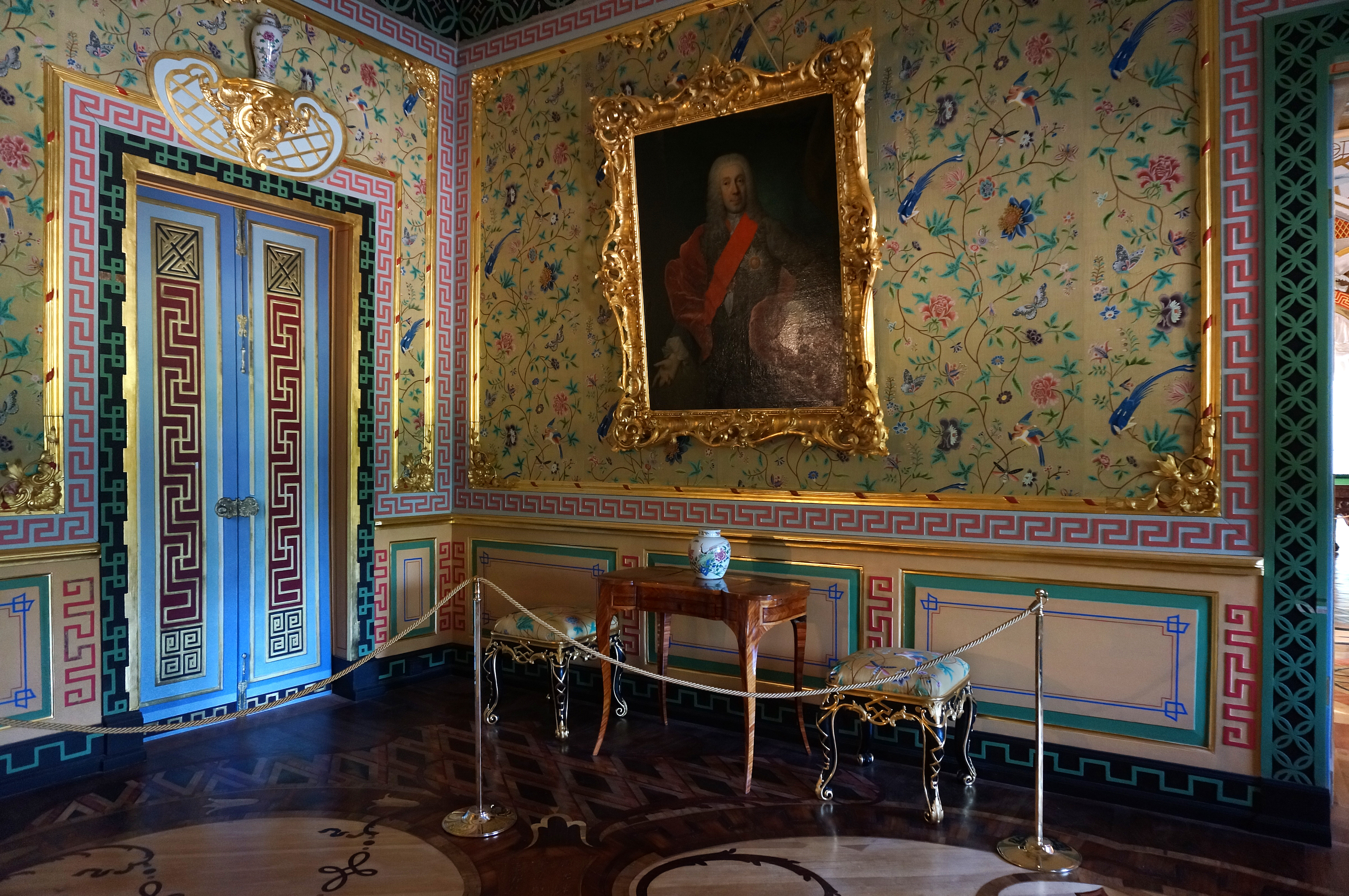
Китайский дворец. Малый китайский кабинет
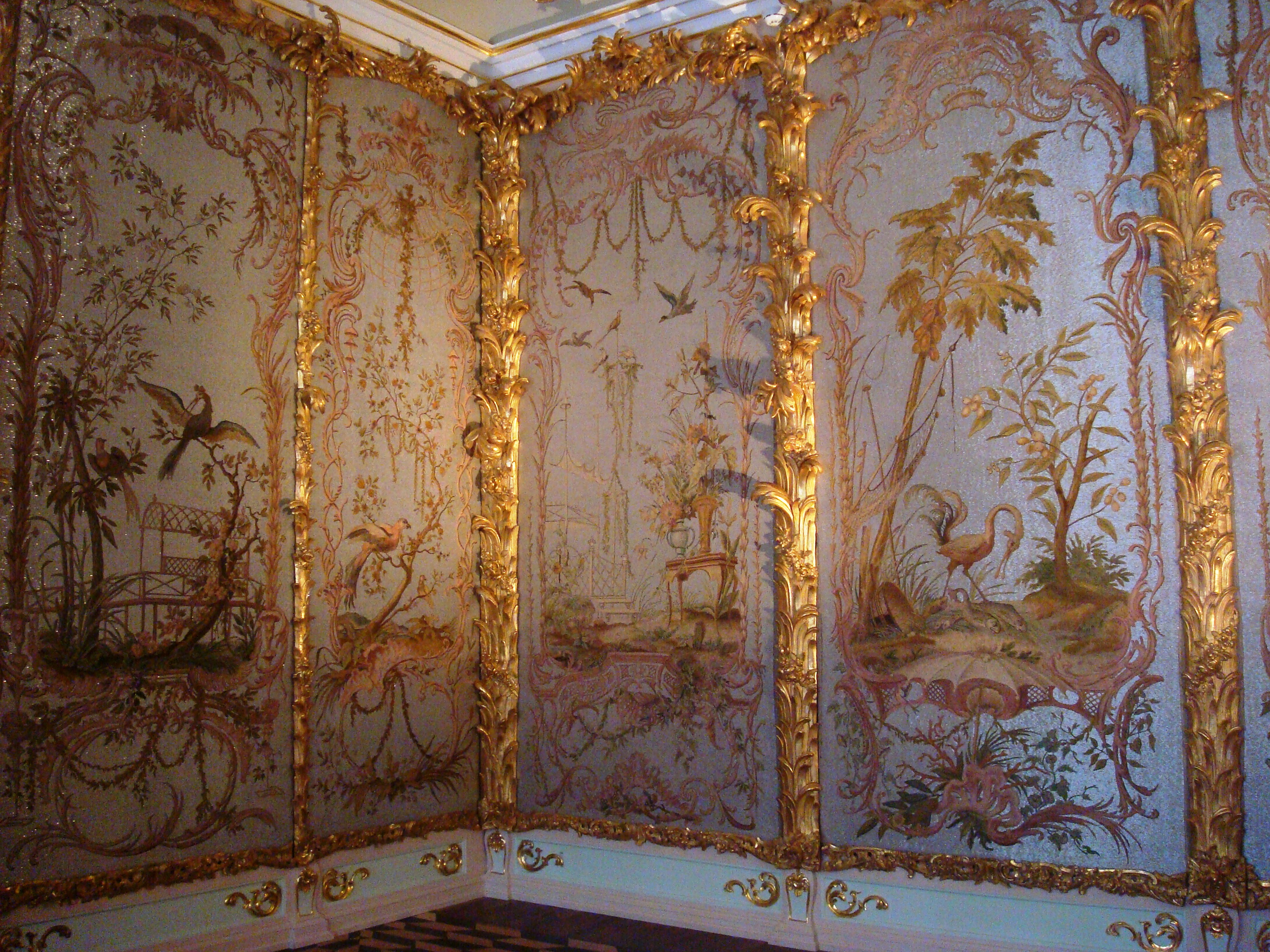
Стеклярусный кабинет Китайского дворца в Ораниенбауме. Панно по рисункам Ж.-Б. Пильмана. 1763
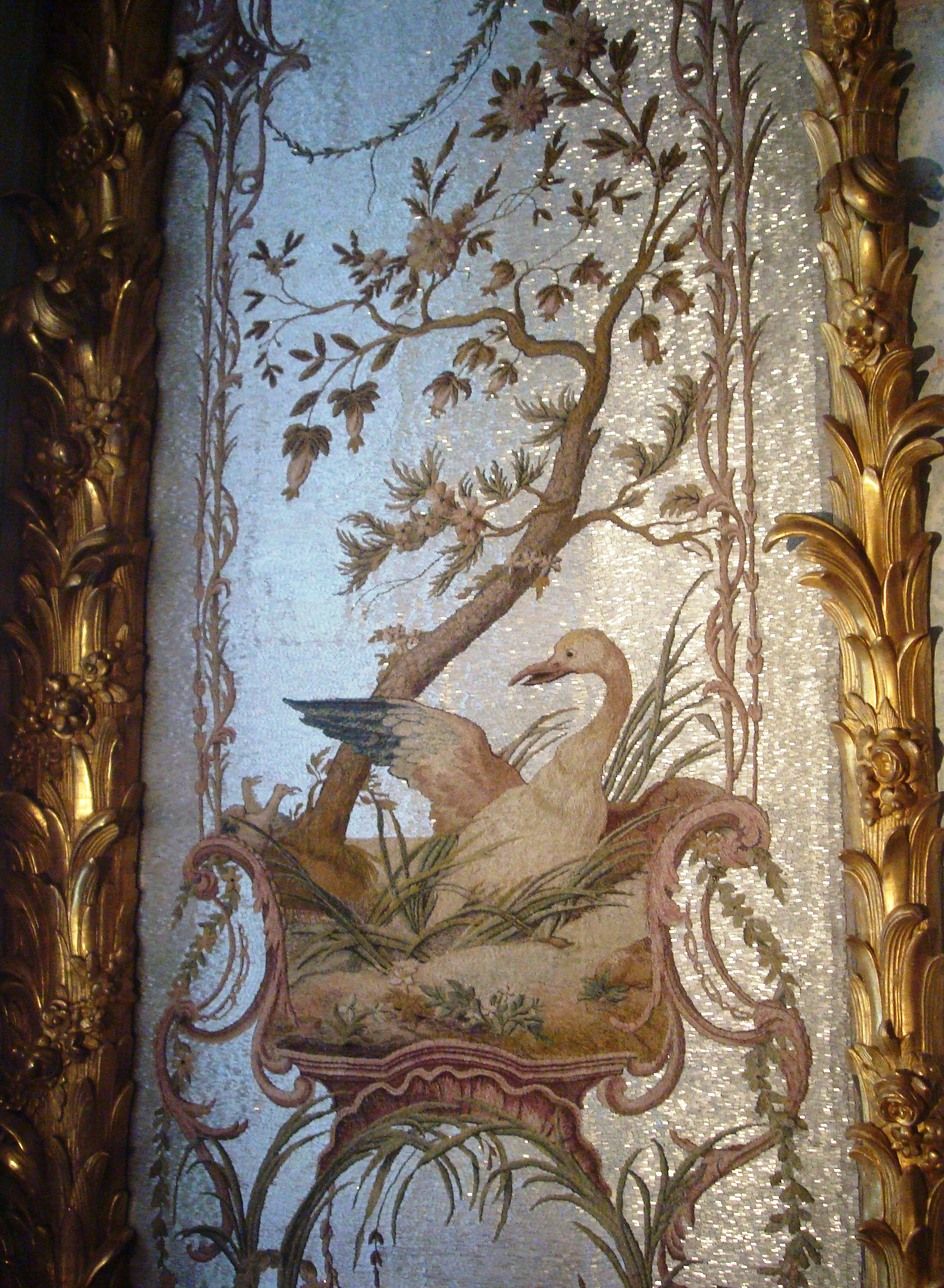
Деталь панно Стеклярусного кабинета
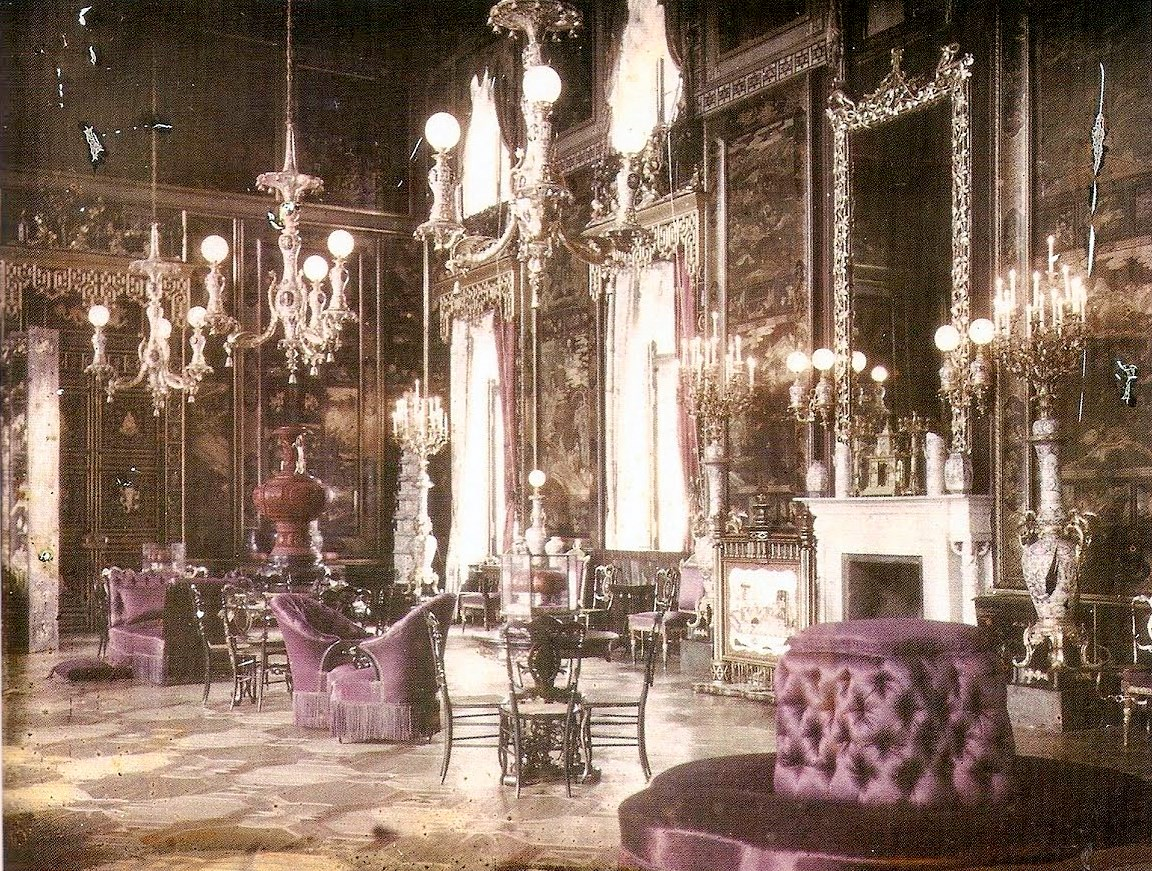
Китайский зал Зубовского флигеля Екатерининского дворца в Царском Селе. Архивная фотография 1917 г.
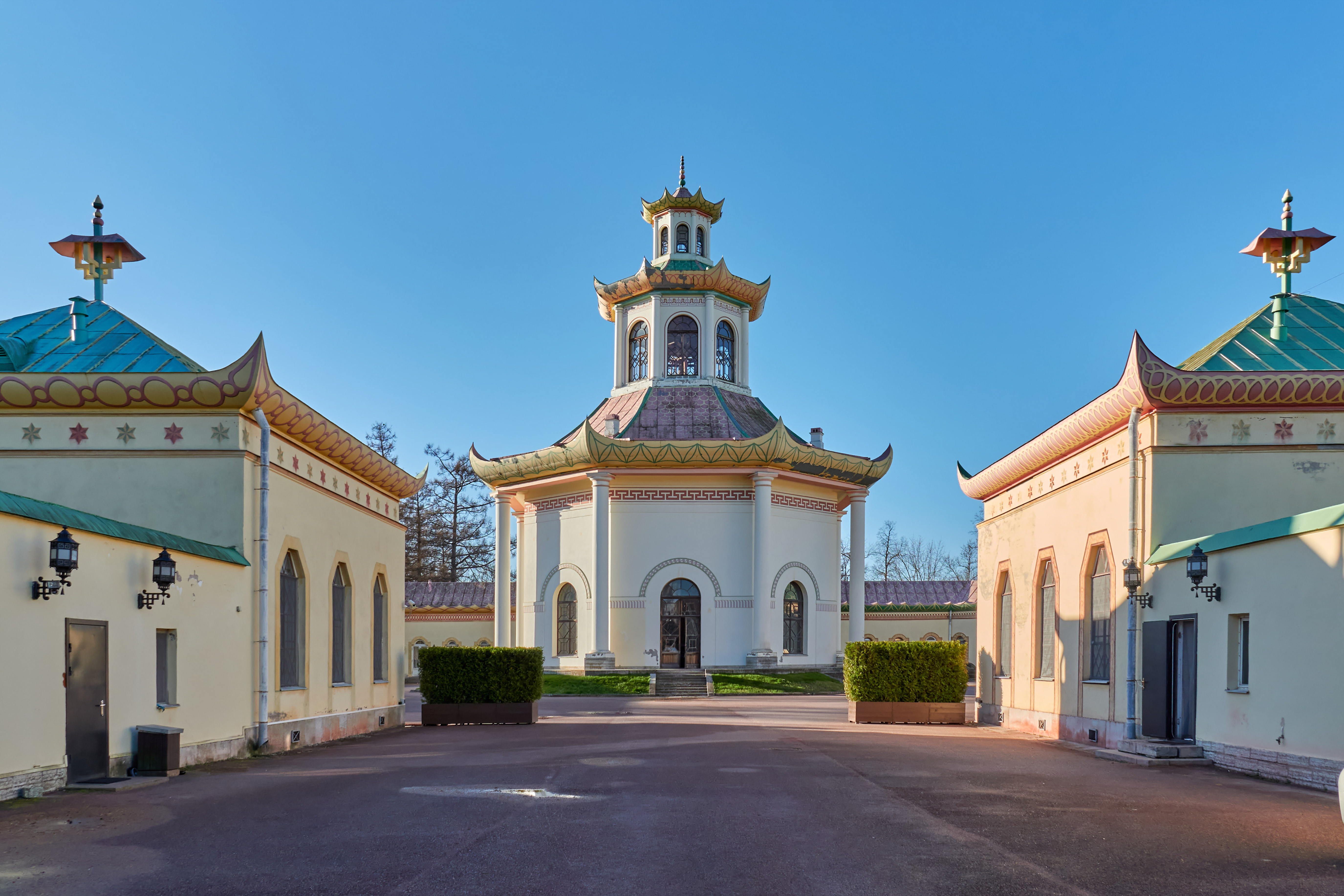
Китайская деревня в Царском Селе. Воссоздание
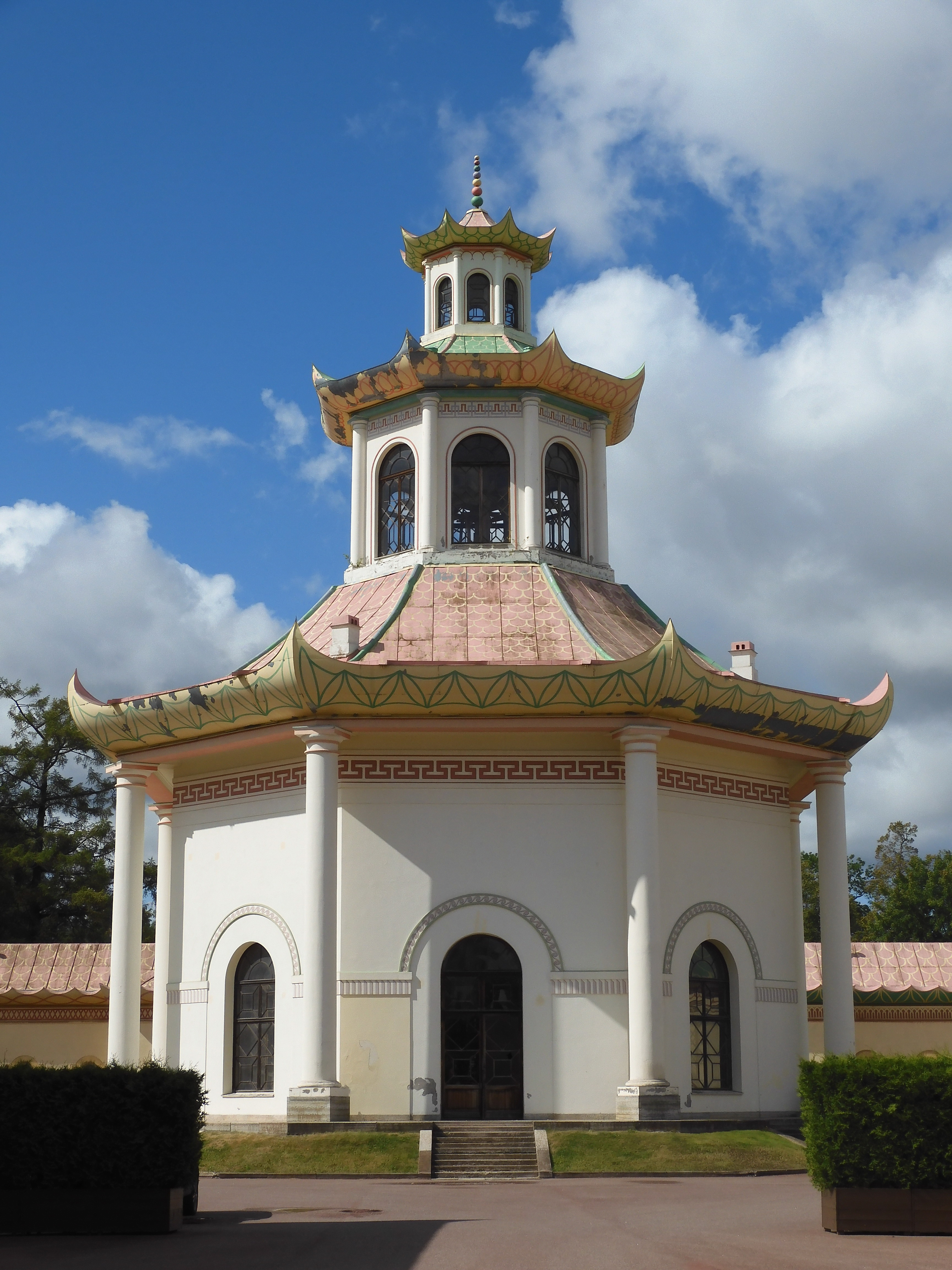
Китайская деревня. Ротонда. Архитектор В. И. Неелов по проекту А. Ринальди. 1778—1779. Воссоздание
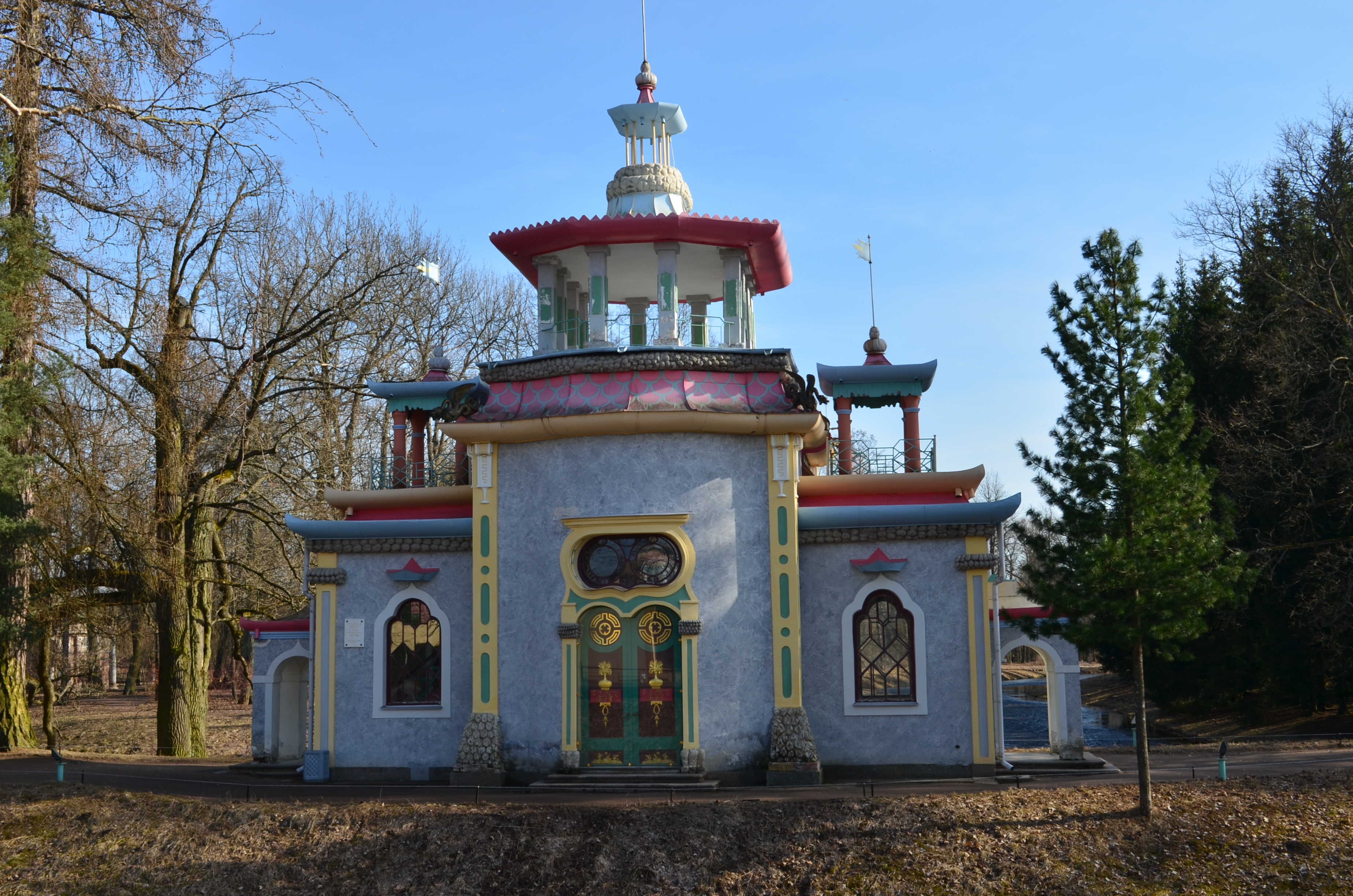
Скрипучая беседка. Проект Ю. М. Фельтена. Строительство В. И. Неелова. 1778–1786
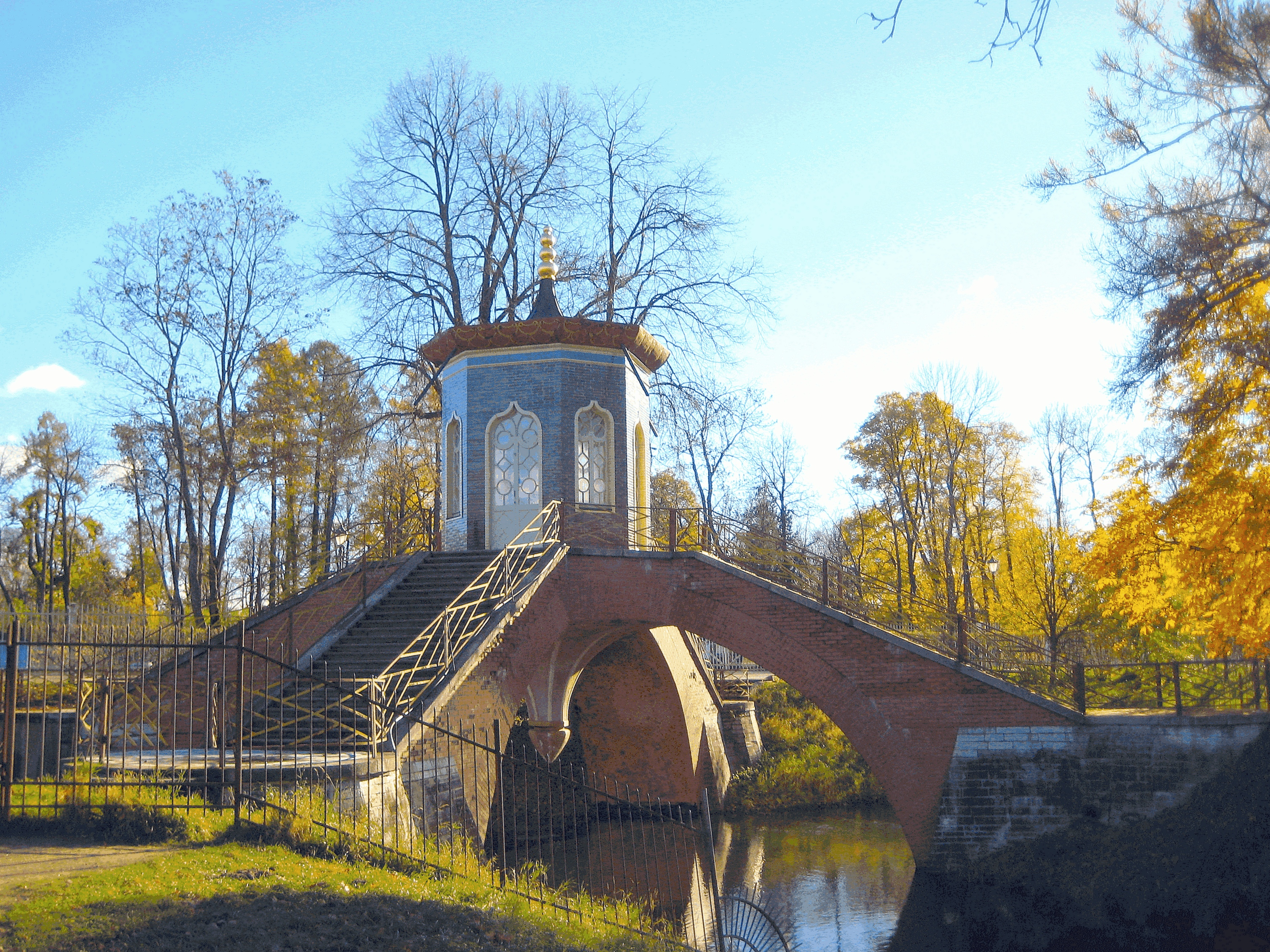
Крестовый мост. 1776. Проект В. И. Неелова
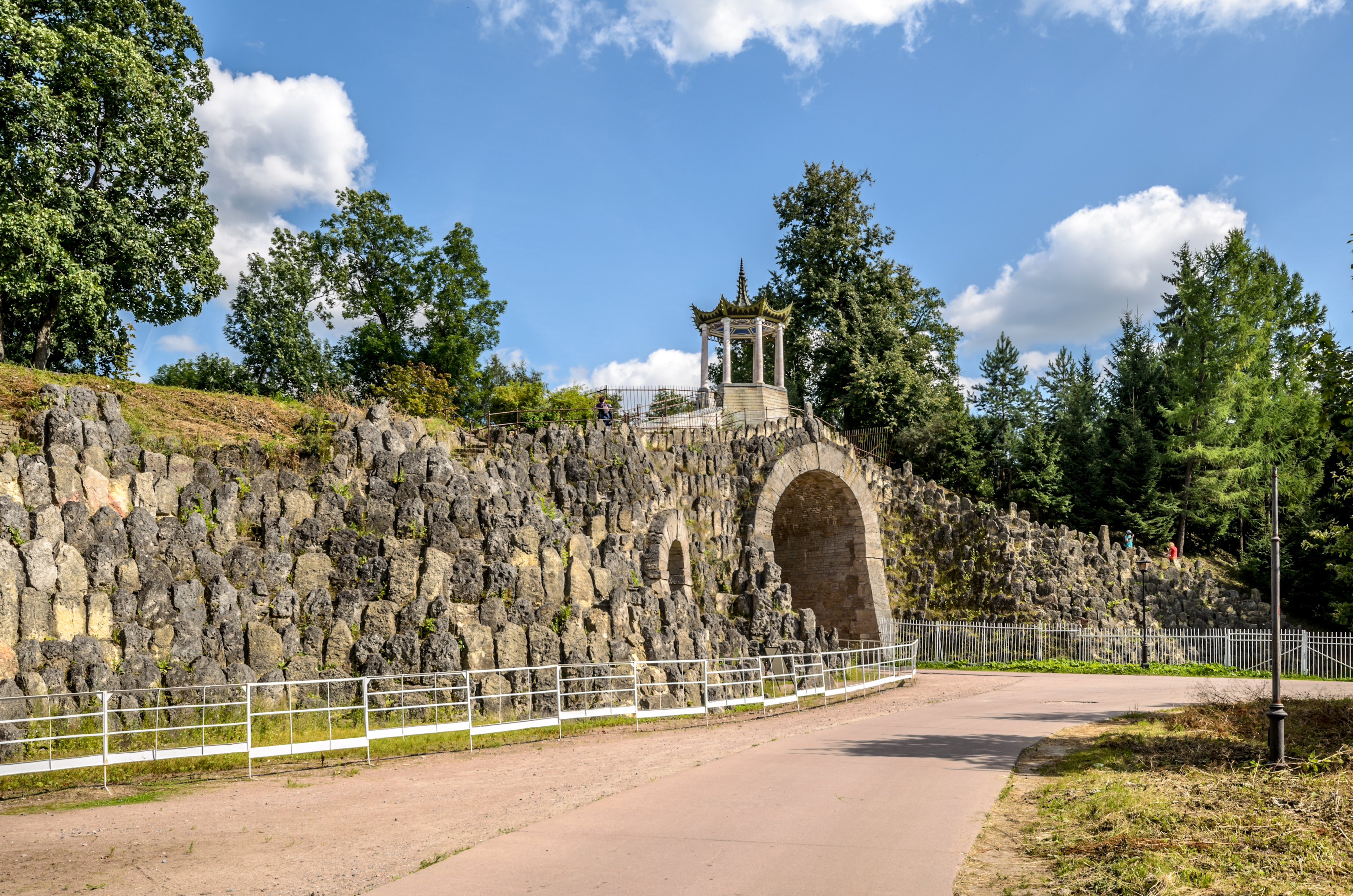
Большой каприз. Александровский парк. 1770—1774. Проект В. И. Неелова
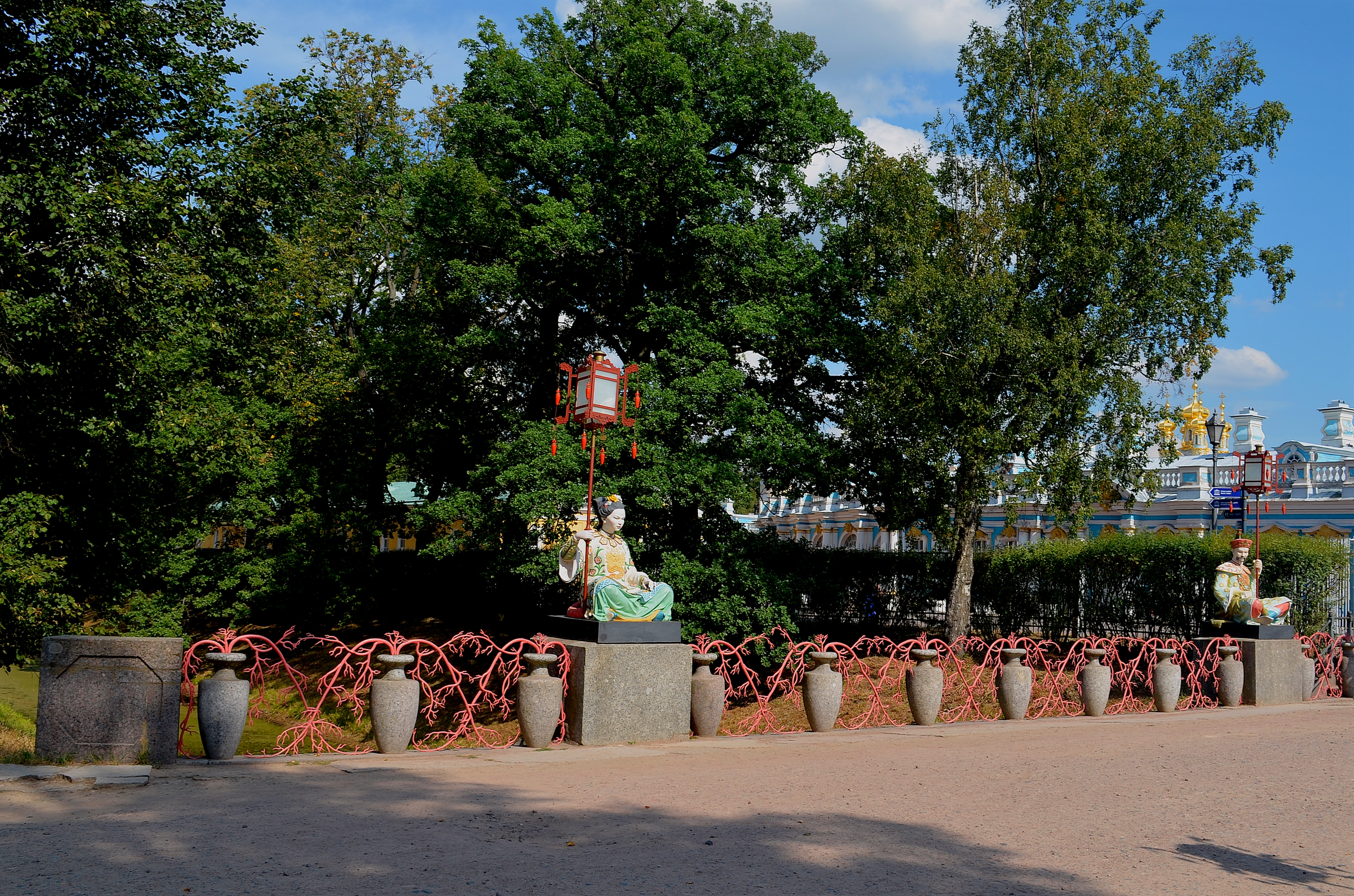
Большой китайский мост в Александровском парке. Воссоздание
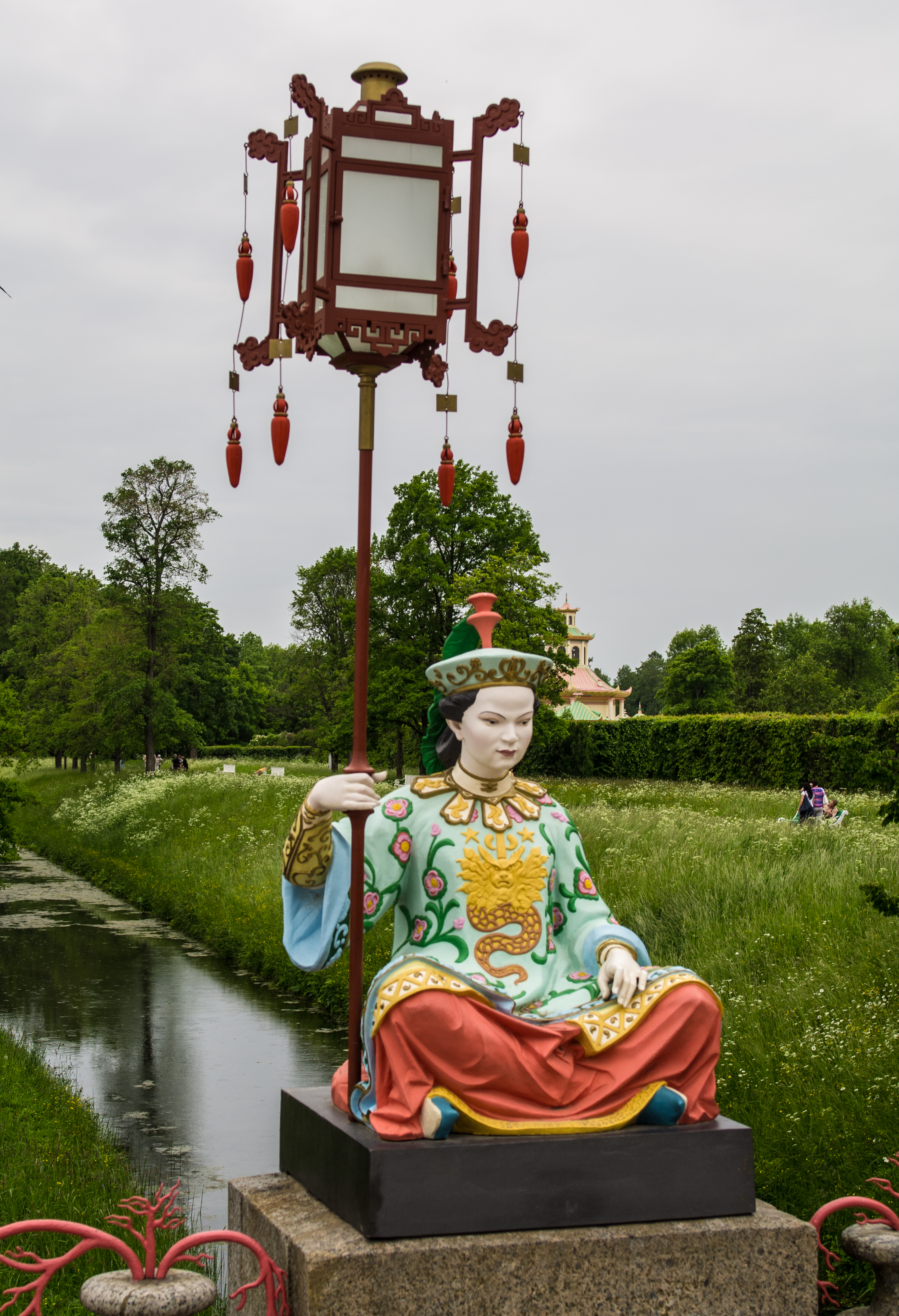
Большой китайский мост. Деталь
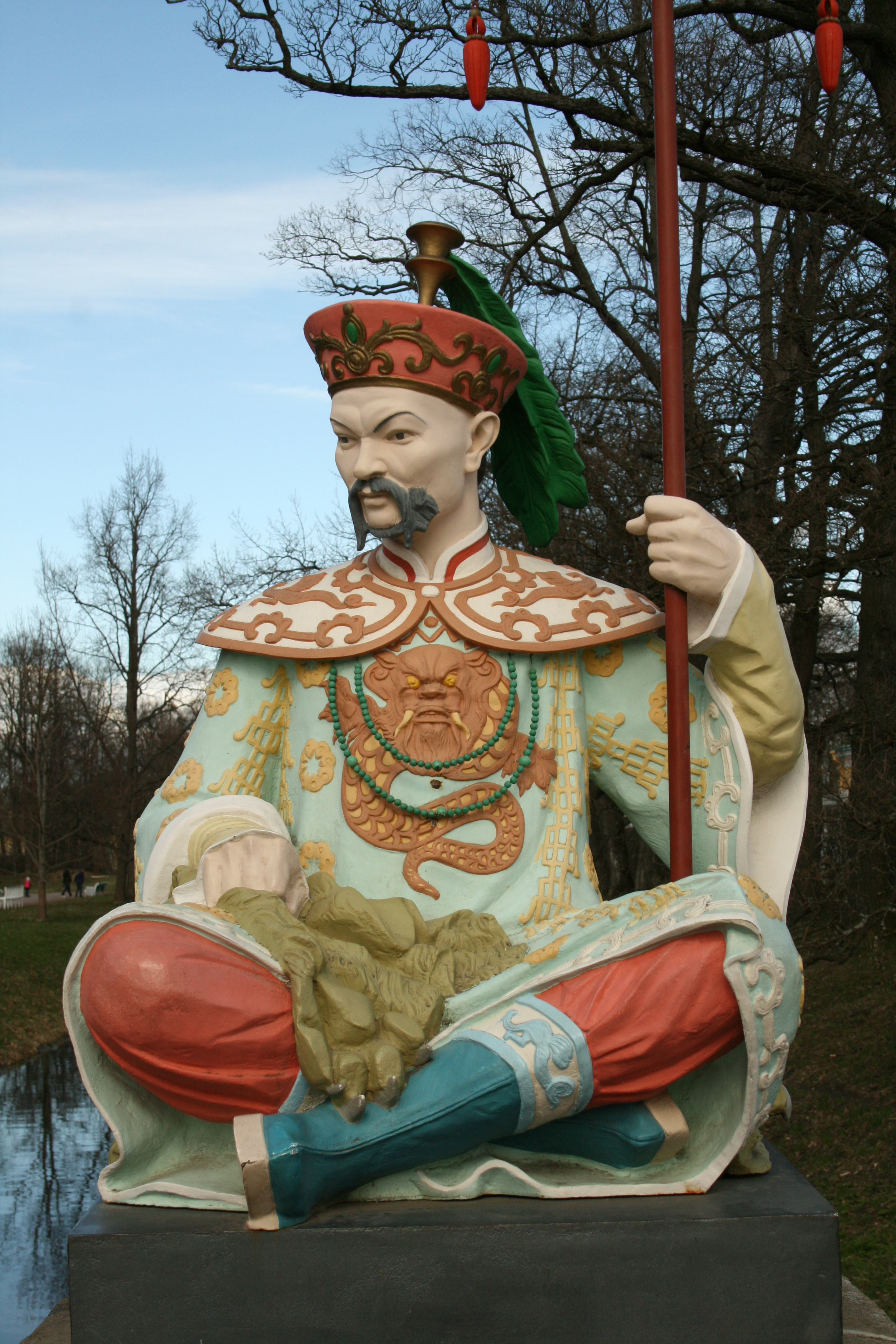
Большой китайский мост. Деталь
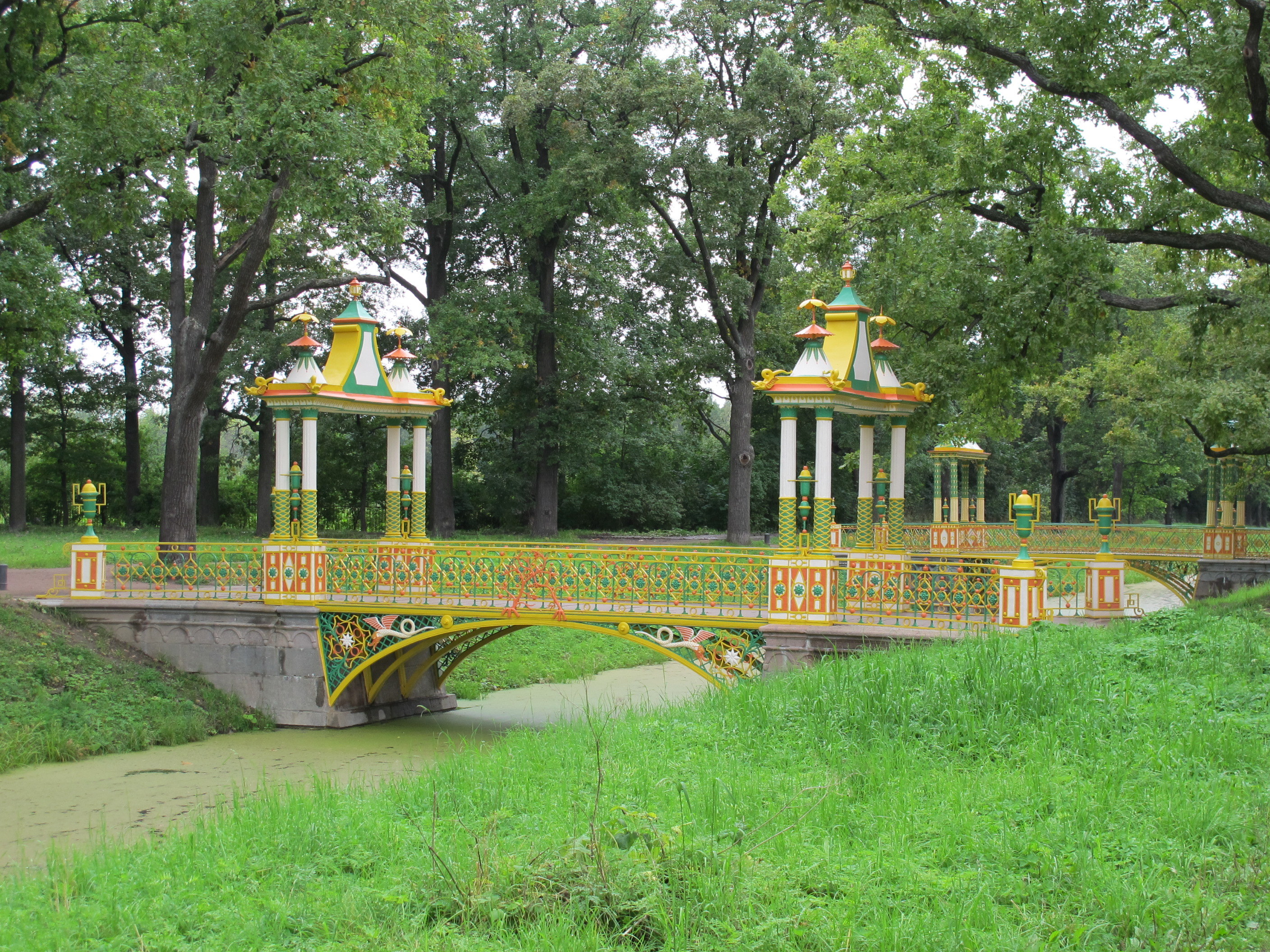
Малый китайский мост. Александровский парк
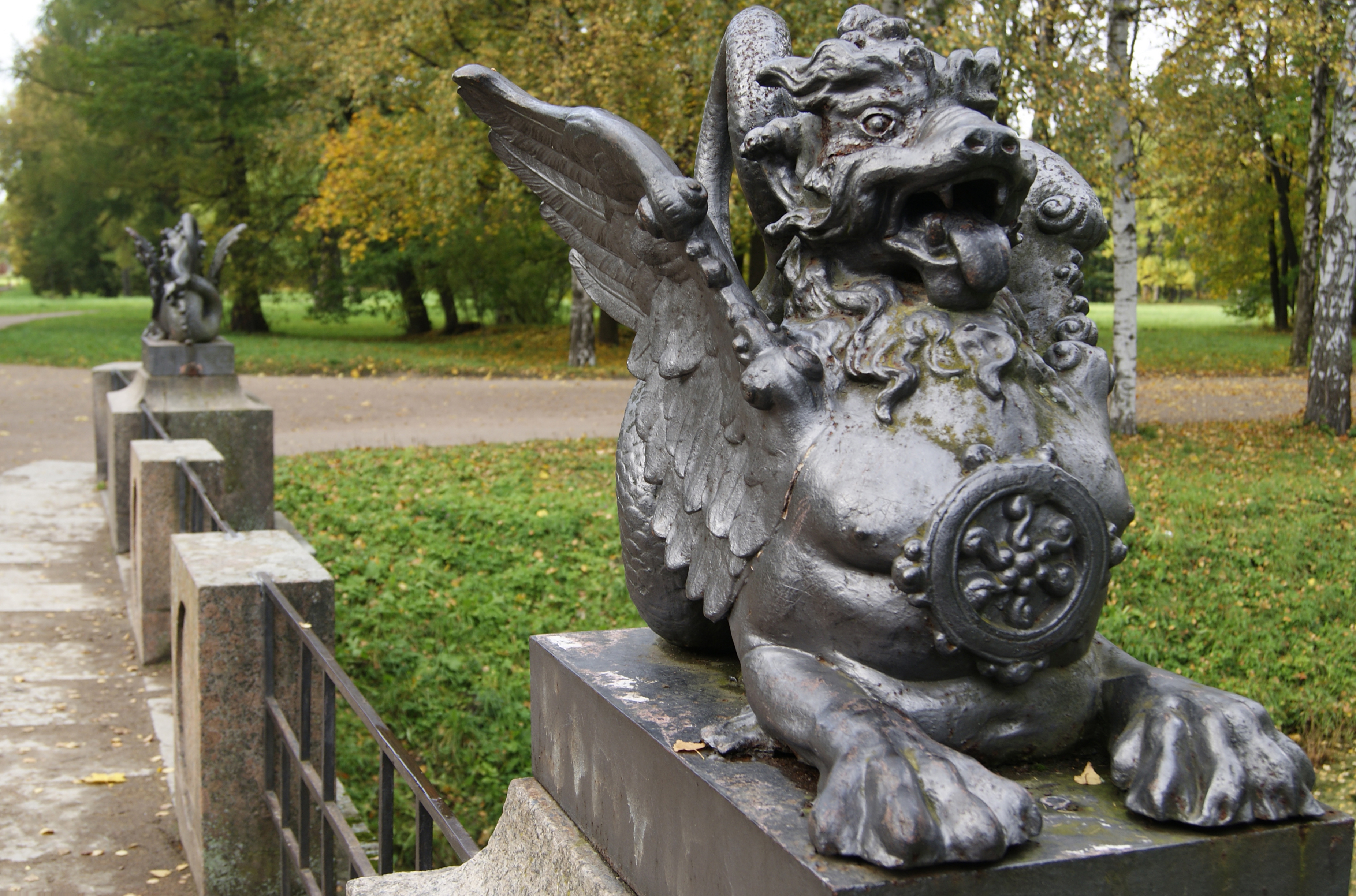
Драконов мост в Александровском парке. Проект Ч. Камерона. 1785. Перестройка И. А. Монигетти. 1860
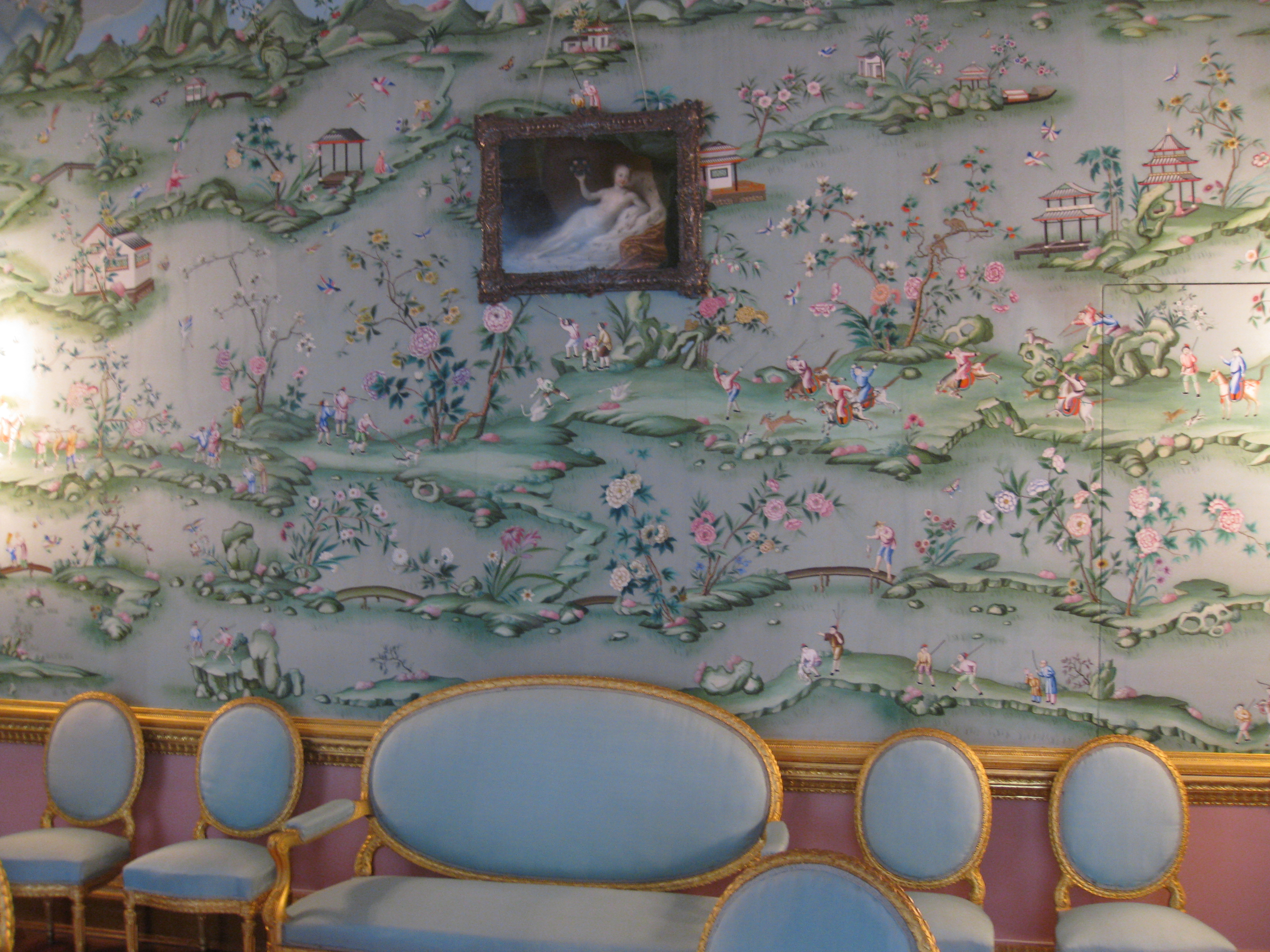
Китайская голубая комната. Екатерининский дворец, Царское Село
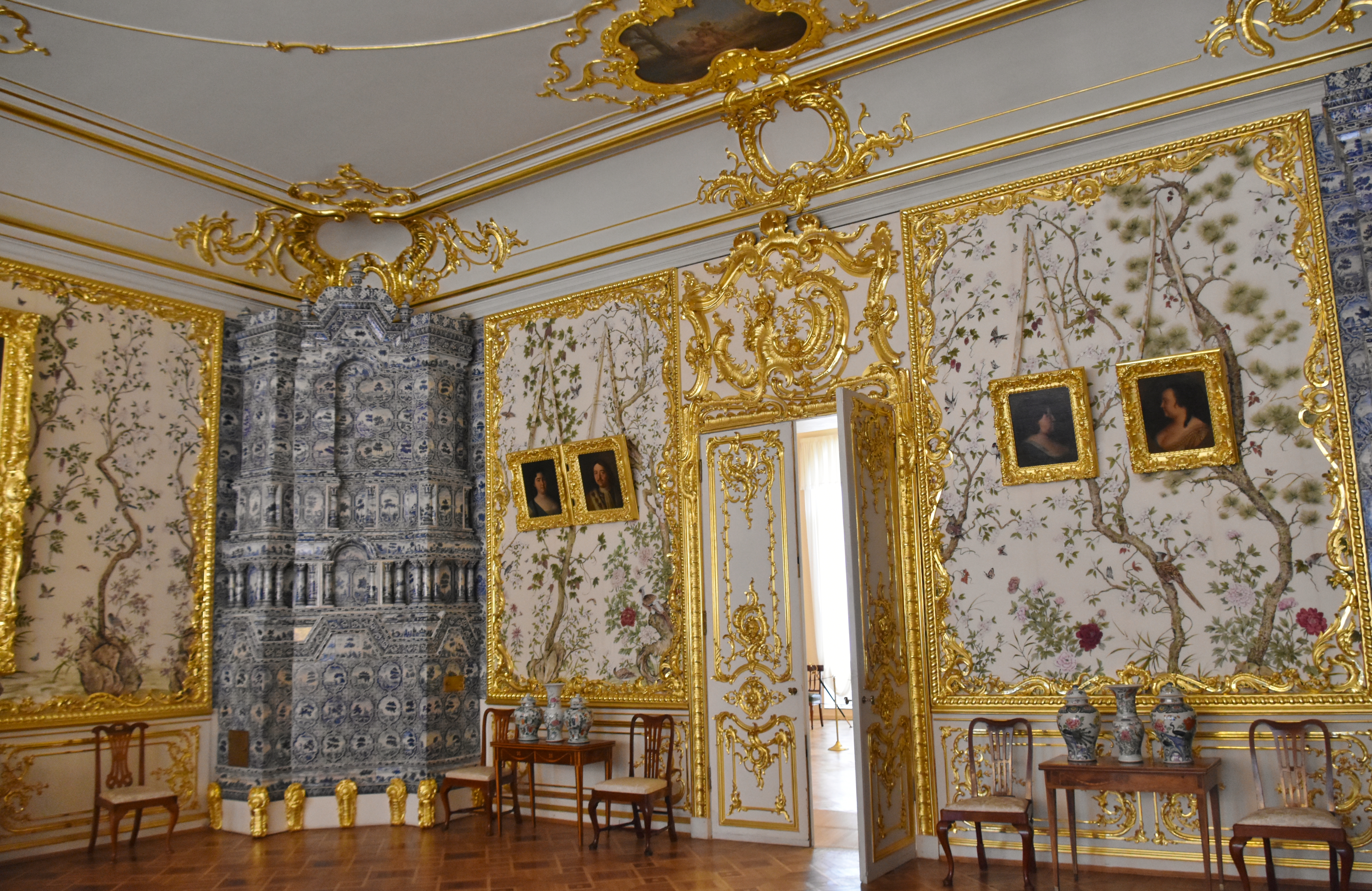
Китайская гостиная Александра I с шёлковыми обоями в китайском стиле. Екатерининский дворец, Царское Село

## Шинуазри в XX веке

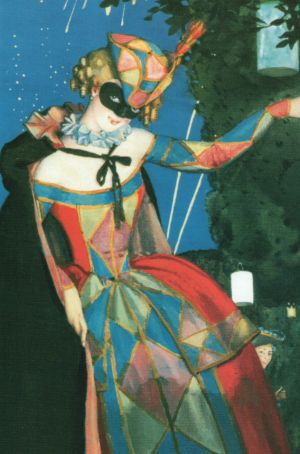
Константин Сомов, «Язычок Коломбины». Китайские фонарики возникают здесь как символ Галантного Века

В начале XX века возник интерес к эстетике рококо. Особым образом это выразилось в творчестве Константина Сомова. В его «галантном мире» оживают не только дамы и кавалеры ушедшей эпохи, но и стиль шинуазри — китайские фонарики, ширмы, яркие ткани.
- Афиша к спектаклю «Турандот»

В эпоху ар-деко шинуазри вновь пользовался спросом. Особенно это заметно в декоративно-прикладном искусстве 1920—1930 годов: в форме пепельниц, ламповых плафонов, чернильниц, а также в оформлении фарфоровой посуды. В 1920—1930 годы лидером фарфоровой индустрии, использовавшим эстетику шинуазри, была венгерская фирма «Херенд».
В тоталитарной сценографии с её избыточной декоративностью часто эксплуатировались наработки мастеров рококо. В немецком фильме «Девушка моей мечты» (1944) были использованы стилистические приёмы шинуазри XVIII столетия.
В настоящее время, на волне общеевропейского увлечения китайскими философскими учениями, боевыми искусствами и традициями фэн-шуй вновь возникает интерес к шинуазри.